# Lijst van personen overleden in 2000
Dit is een lijst van personen die zijn overleden in 2000.

## Januari

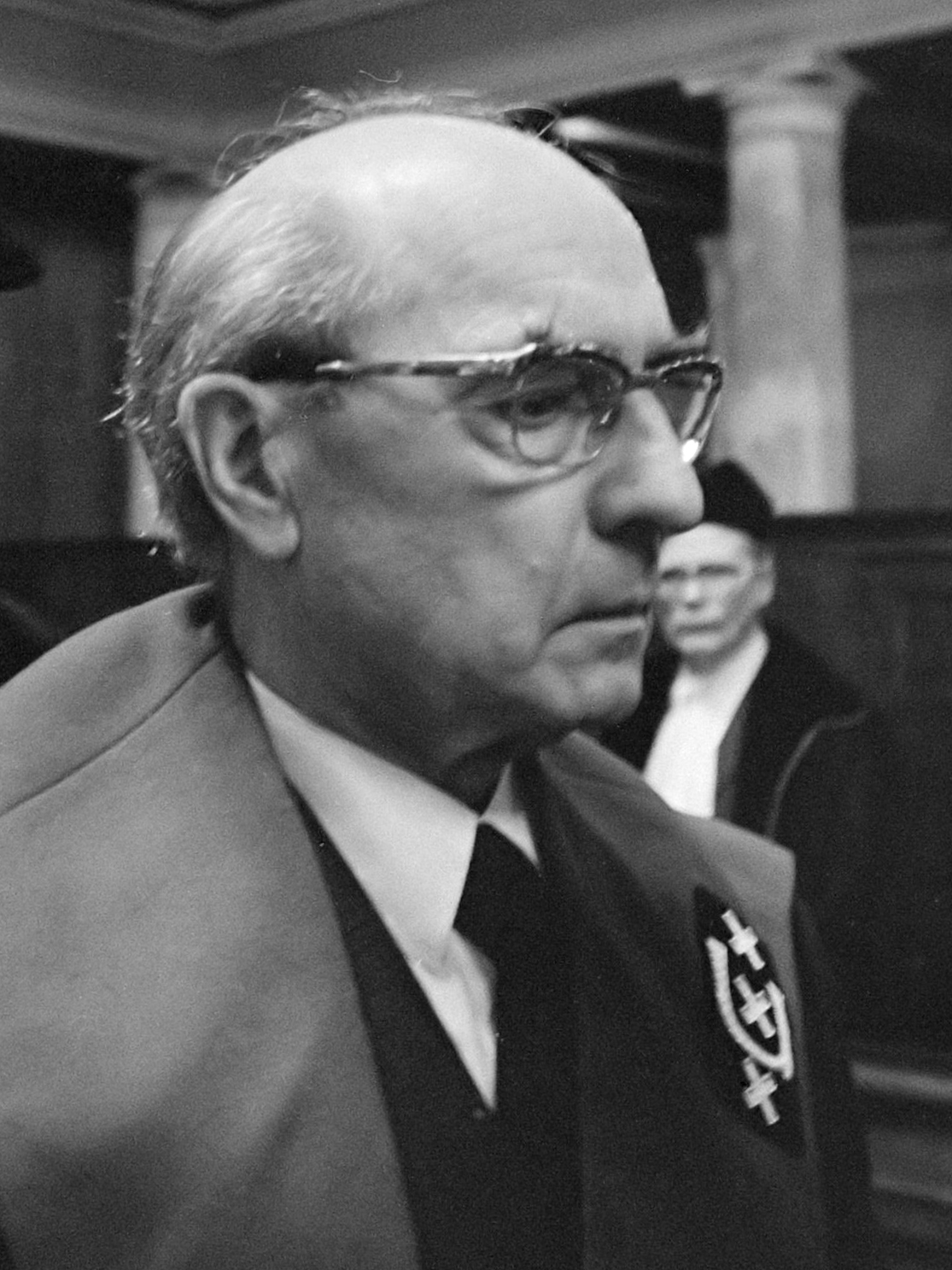
Arthur Lehning
1 januari

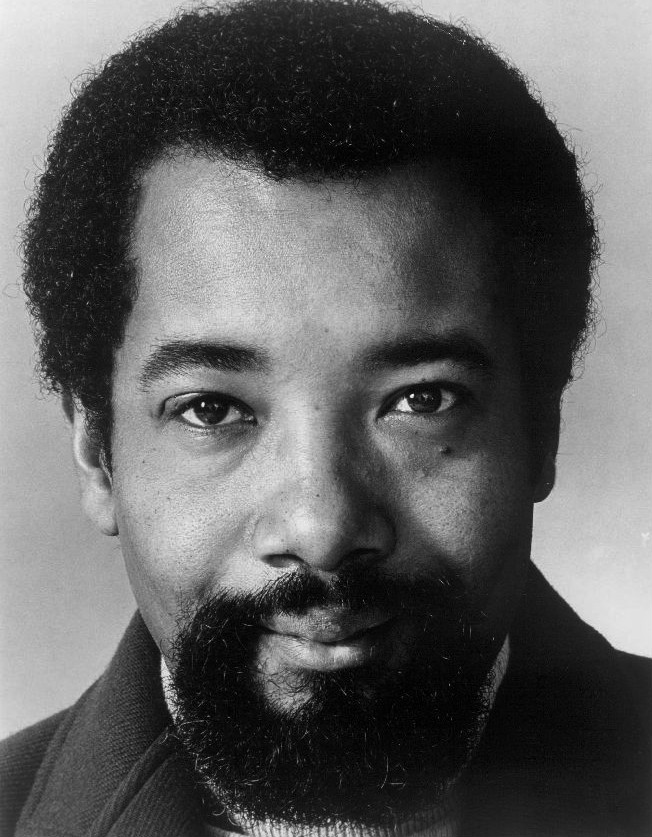
Nat Adderley
2 januari

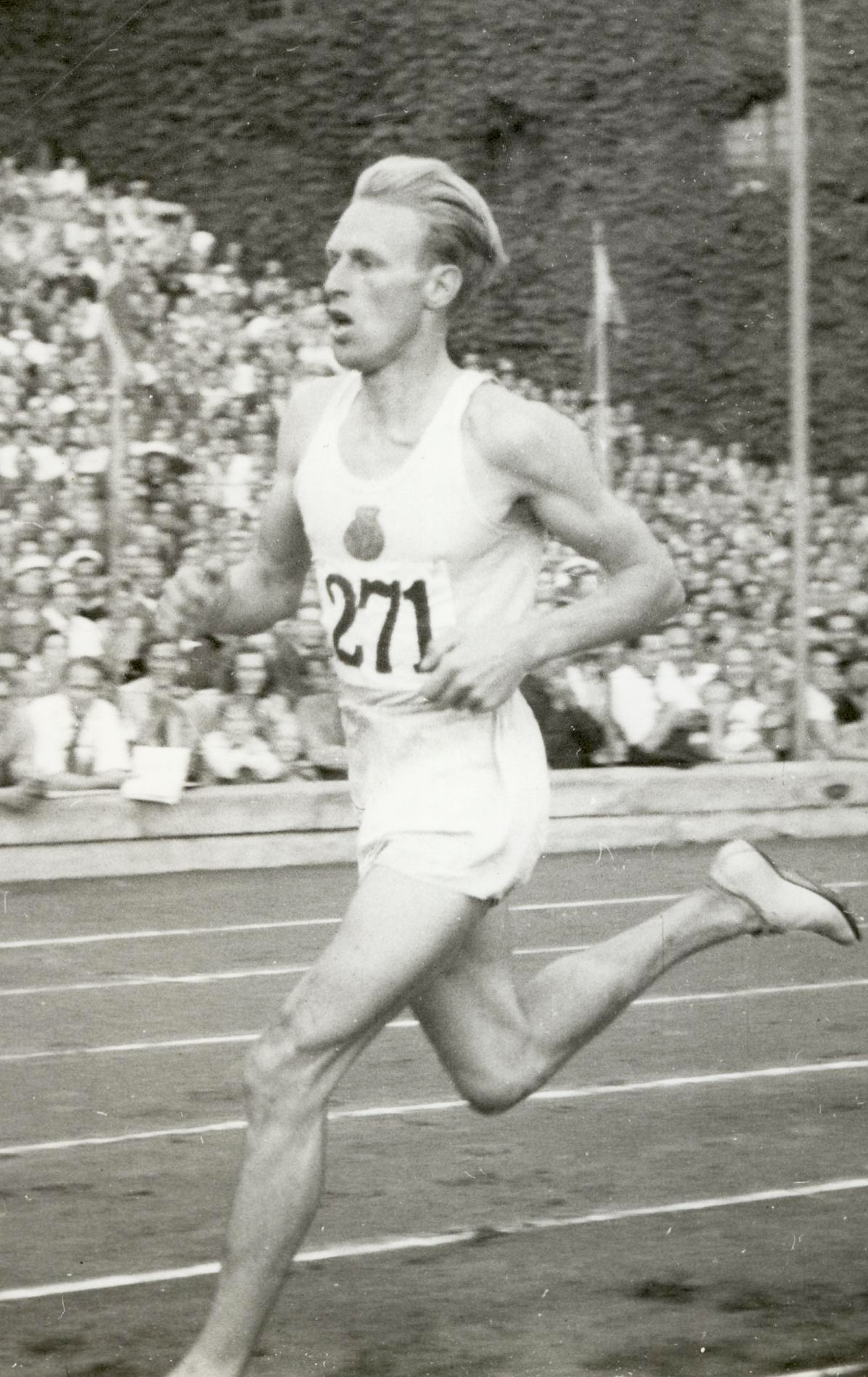
Henry Eriksson
8 januari

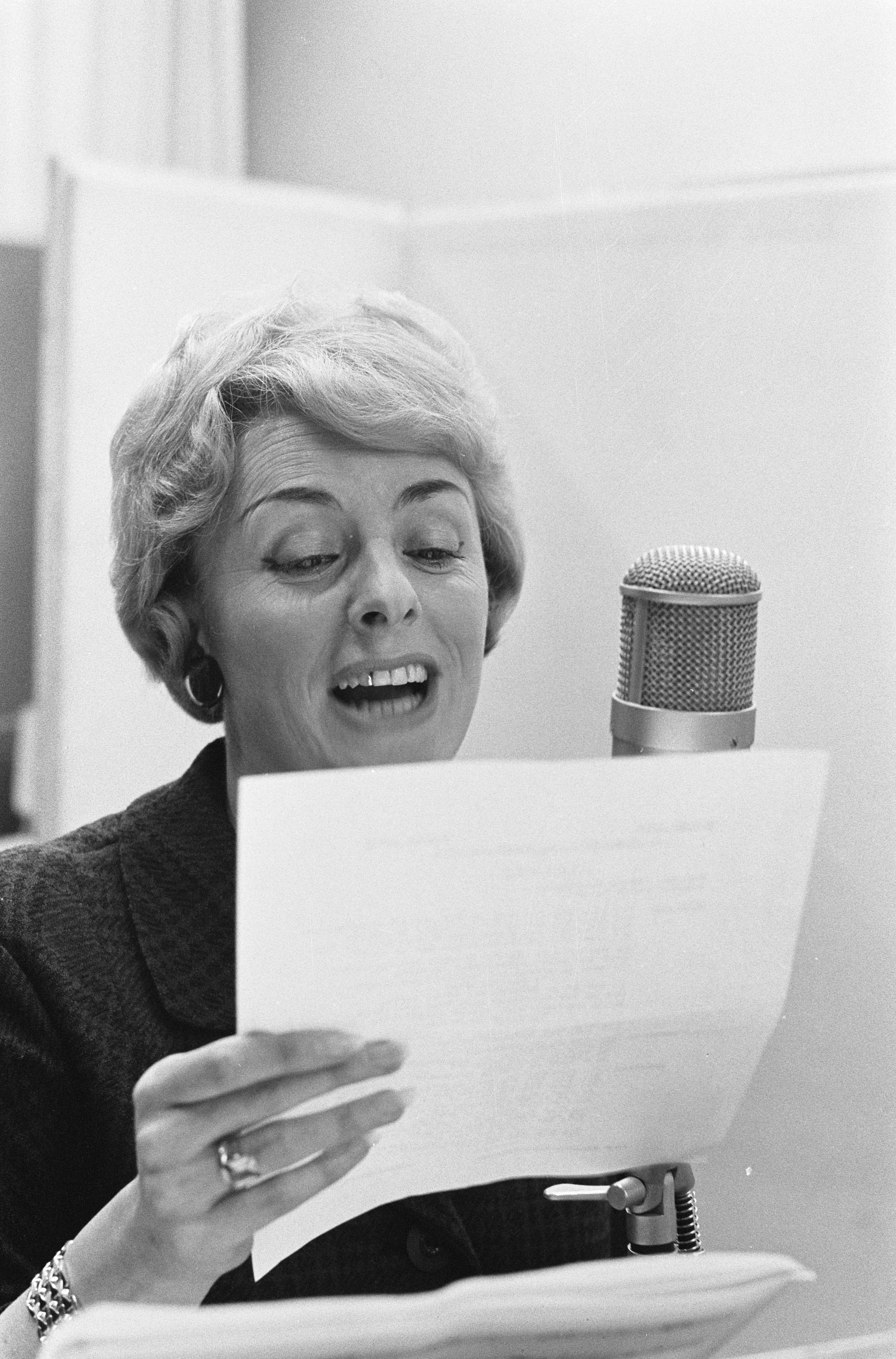
Annie Palmen
15 januari

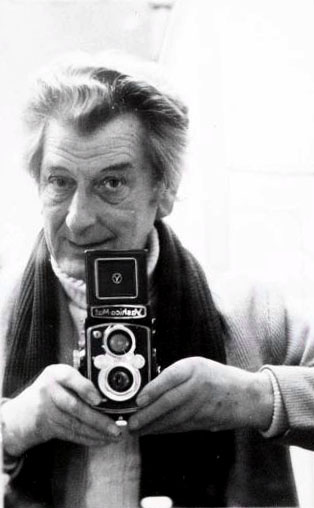
Wim Krijt
18 januari

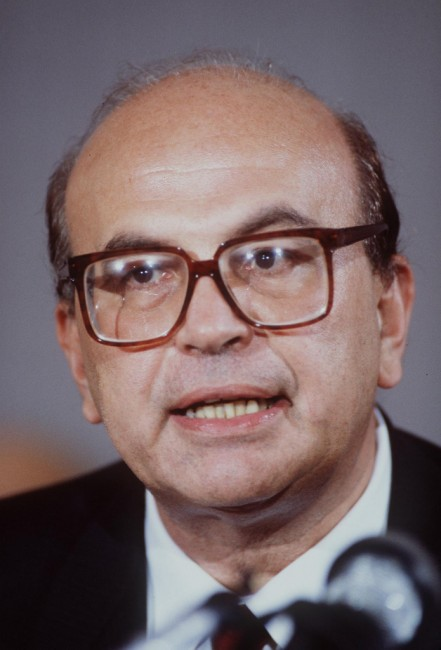
Bettino Craxi
19 januari

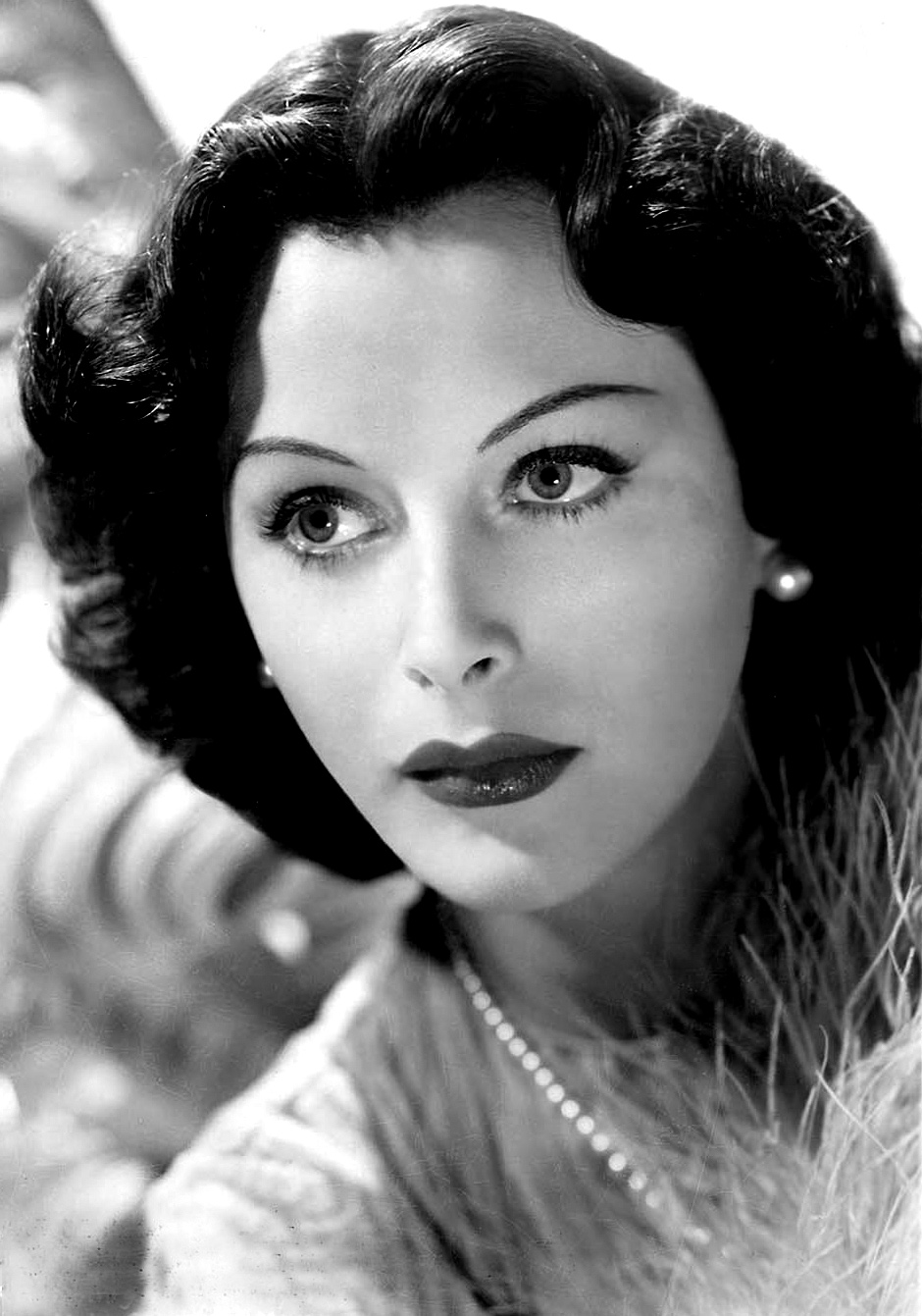
Hedy Lamarr
19 januari

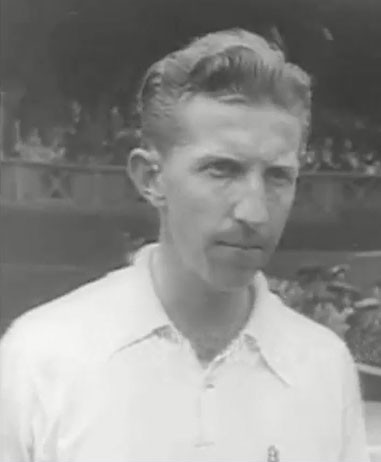
Don Budge
26 januari

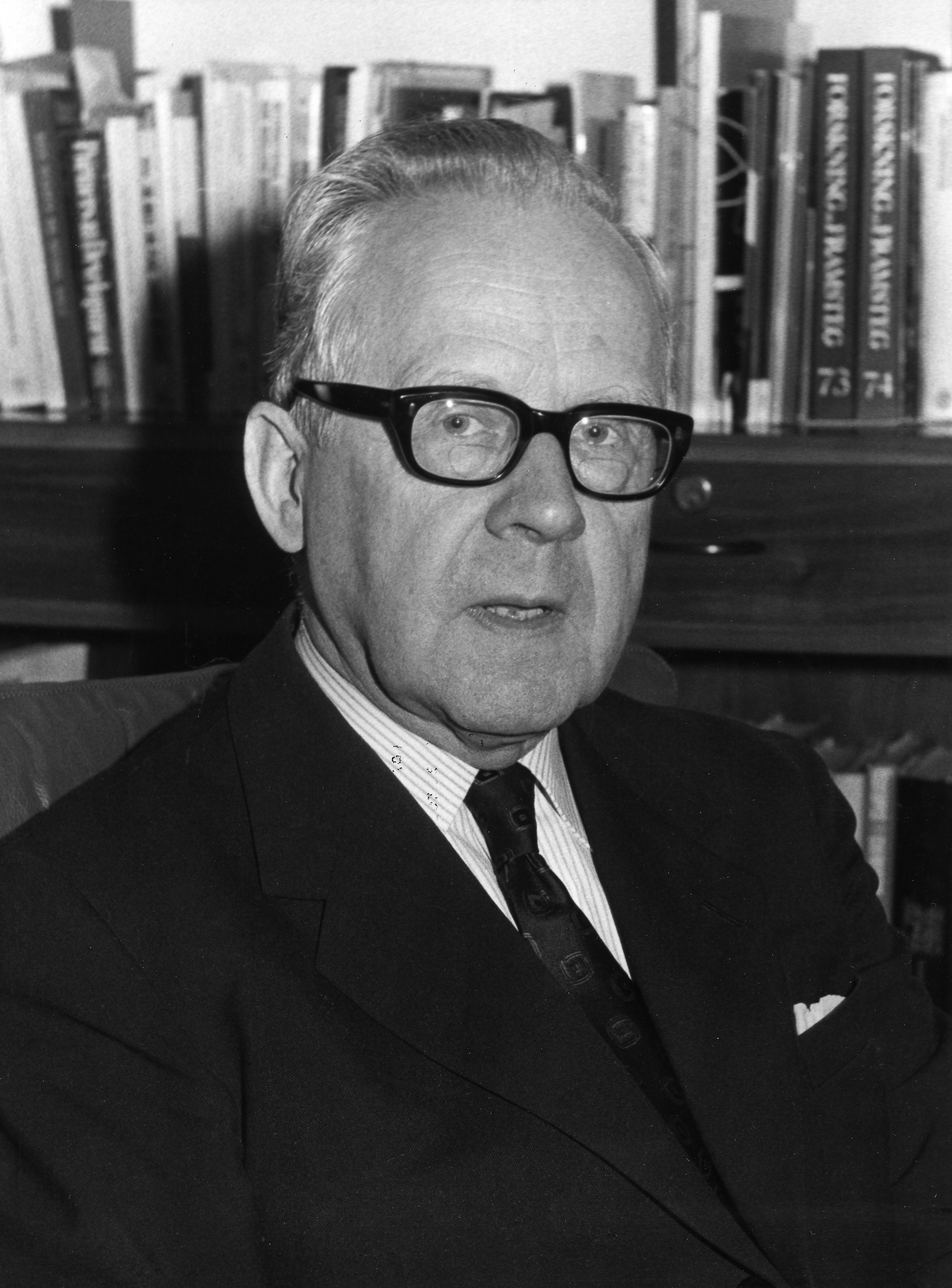
Sigvard Eklund
30 januari

| 1 | 2 | 3 | 4 | 5 | 6 | 7 | 8 | 9 | 10 | 11 | 12 | 13 | 14 | 15 | 16 | 17 | 18 | 19 | 20 | 21 | 22 | 23 | 24 | 25 | 26 | 27 | 28 | 29 | 30 | 31 |
| - | - | - | - | - | - | - | - | - | -- | -- | -- | -- | -- | -- | -- | -- | -- | -- | -- | -- | -- | -- | -- | -- | -- | -- | -- | -- | -- | -- |

### 1 januari
- Arthur Lehning (100), Nederlands anarchist, publicist en vertaler
- Hester van Lennep (83), Nederlands verzetsstrijder
- Hilger Schallehn (63), Duits componist, dirigent en architect

### 2 januari
- Nat Adderley (68), Amerikaans jazzmusicus
- Maria de las Mercedes van Bourbon (89), lid van het Huis Bourbon-Sicilië
- Patrick O'Brian (85), Brits schrijver
- Gerard Peijnenburg (80), Nederlands politicus
- Ullin Place (75), Brits filosoof en psycholoog

### 3 januari
- Viktor Kolotov (50), Sovjet voetballer en trainer
- Jan Sleper (80), Nederlands kunstenaar

### 4 januari
- Spiros Markezinis (90), Grieks politicus
- Louis Mucci (90), Amerikaans jazzmusicus
- Omkarananda Saraswati (70), Indiaas goeroe

### 5 januari
- Ida Goodson (90), Amerikaans zangeres en pianiste
- Goseki Kojima (71), Japans mangaka
- Ottis Stine (91), Amerikaans autocoureur
- Ton Wagemakers (80), Nederlands politicus
- Bernhard Wicki (80), Oostenrijks filmregisseur en acteur

### 6 januari
- Fokje Bleeker-Dijkstra (89), Nederlands verzetsstrijder
- Don Martin (68), Amerikaans cartoon- en striptekenaar
- Johny Turbo (44), Belgisch zanger

### 7 januari
- Marinus van der Have (79), Nederlands burgemeester

### 8 januari
- Henry Eriksson (79), Zweeds atleet
- Fritz Thiedemann (81), Duits ruiter
- Hilary Smart (74), Amerikaans zeiler

### 11 januari
- Wilhelm Grewe (88), Duits diplomaat en volkenrechtsgeleerde

### 12 januari
- Rufus Nooitmeer (64), Surinaams politicus

### 13 januari
- Chris Sicking (66), Nederlands classicus en hoogleraar

### 14 januari
- Georges Van Tieghem (76), volksfiguur uit Brugge

### 15 januari
- Jan Heine (85), Nederlands priester
- Annie Palmen (73), Nederlands zangeres
- Željko Ražnatović (47), Servisch oorlogsmisdadiger en crimineel

### 17 januari
- Carl Forberg (88), Amerikaans autocoureur

### 18 januari
- Antonius Johannes Berends (83), Nederlands burgemeester
- Jester Hairston (98), Amerikaans koordirigent, componist en acteur
- Wim Krijt (85), Nederlands fotograaf
- Pieter de Wolff (88), Nederlands econoom

### 19 januari
- Bettino Craxi (65), Italiaans politicus
- Frederick Herzberg (76), Amerikaanse psycholoog
- Amatu'l-Bahá Rúhíyyih Khanum (89), Amerikaans geestelijke
- Hedy Lamarr (85), Duits actrice
- Henri Lambotte (89), Belgisch politicus
- Alan North (79), Amerikaans acteur
- Frits Vos (81), Nederlands japanoloog en koreanoloog

### 20 januari
- Johannes Adolf Bentinck (83), Nederlands militair

### 21 januari
- Jan Cornelisse (81), Nederlands burgemeester
- Erasmus Herman van Dulmen Krumpelman (74), Nederlands kunstenaar
- Frans Schols (74), Nederlands burgemeester

### 22 januari
- Peter Gould (67), Amerikaans geograaf
- Leonard de Gou (83), Nederlands politicus
- Jan Willem de Jong (79), Nederlands Indiakundige, tibetoloog en boeddholoog

### 23 januari
- Sonja Boekman (77), Nederlands rechter

### 24 januari
- Jo Mulder (87), Nederlands componiste
- Wout Muller (53), Nederlands kunstschilder

### 25 januari
- Albert Szukalski (54), Duits kunstenaar

### 26 januari
- Don Budge (84), Amerikaans tennisser
- Jean-Claude Izzo (54), Frans journalist en schrijver
- A.E. van Vogt (87), Canadees schrijver

### 27 januari
- Felix Dalle (78), Belgisch schrijver en geestelijke
- Friedrich Gulda (69), Oostenrijks pianist en componist

### 28 januari
- Willie Batenburg (72), Nederlands zanger
- Kenneth Waller (72), Brits acteur

### 30 januari
- Dick Couvée (78), Nederlands historicus
- Sigvard Eklund (88), Zweeds natuurkundige

### 31 januari
- Ad Braat (81), Nederlands beeldhouwer
- Gil Kane (73), Amerikaans stripauteur
- Si Zentner (82), Amerikaans jazzmusicus

## Februari

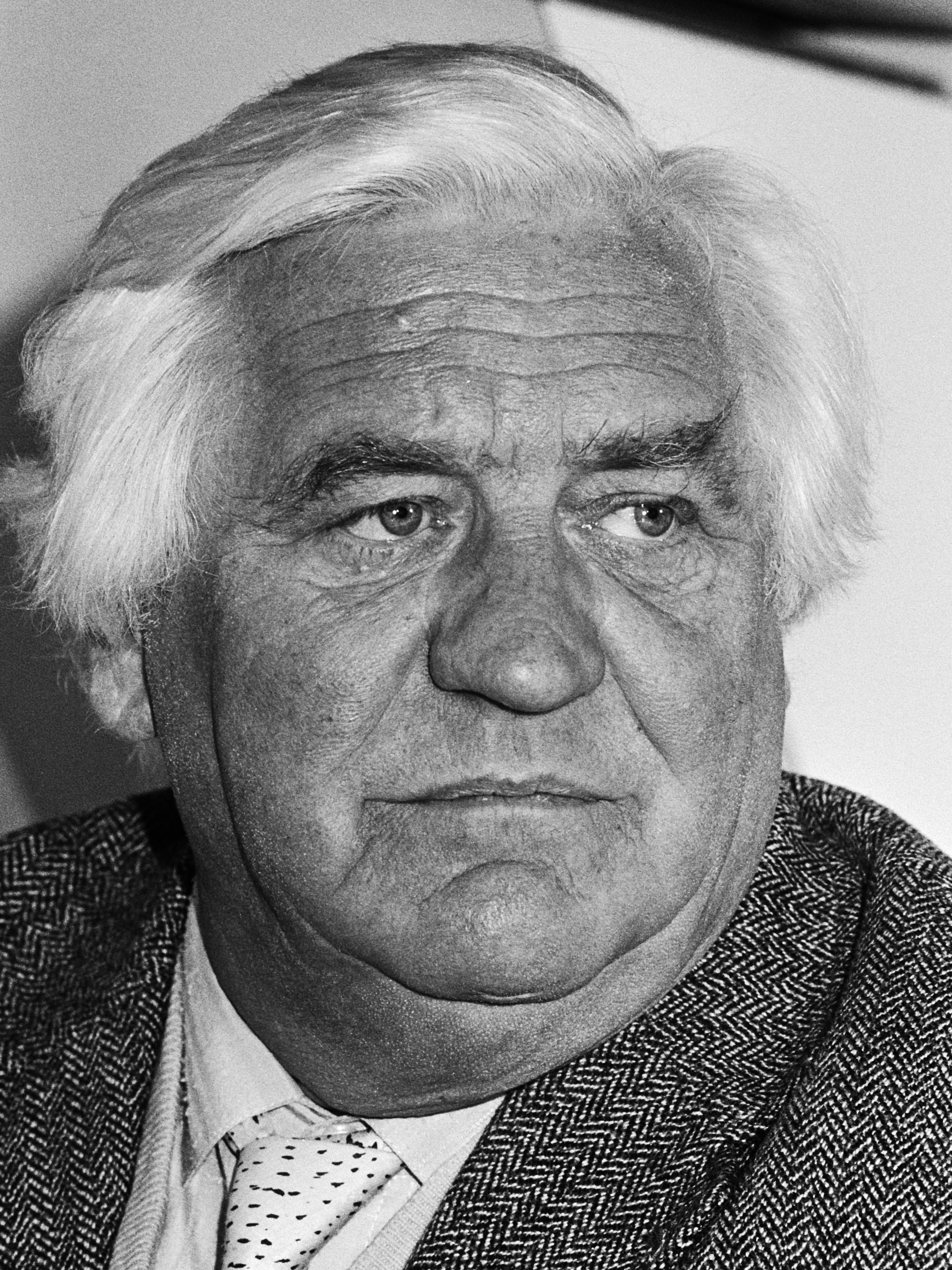
Guus Couwenberg
2 februari

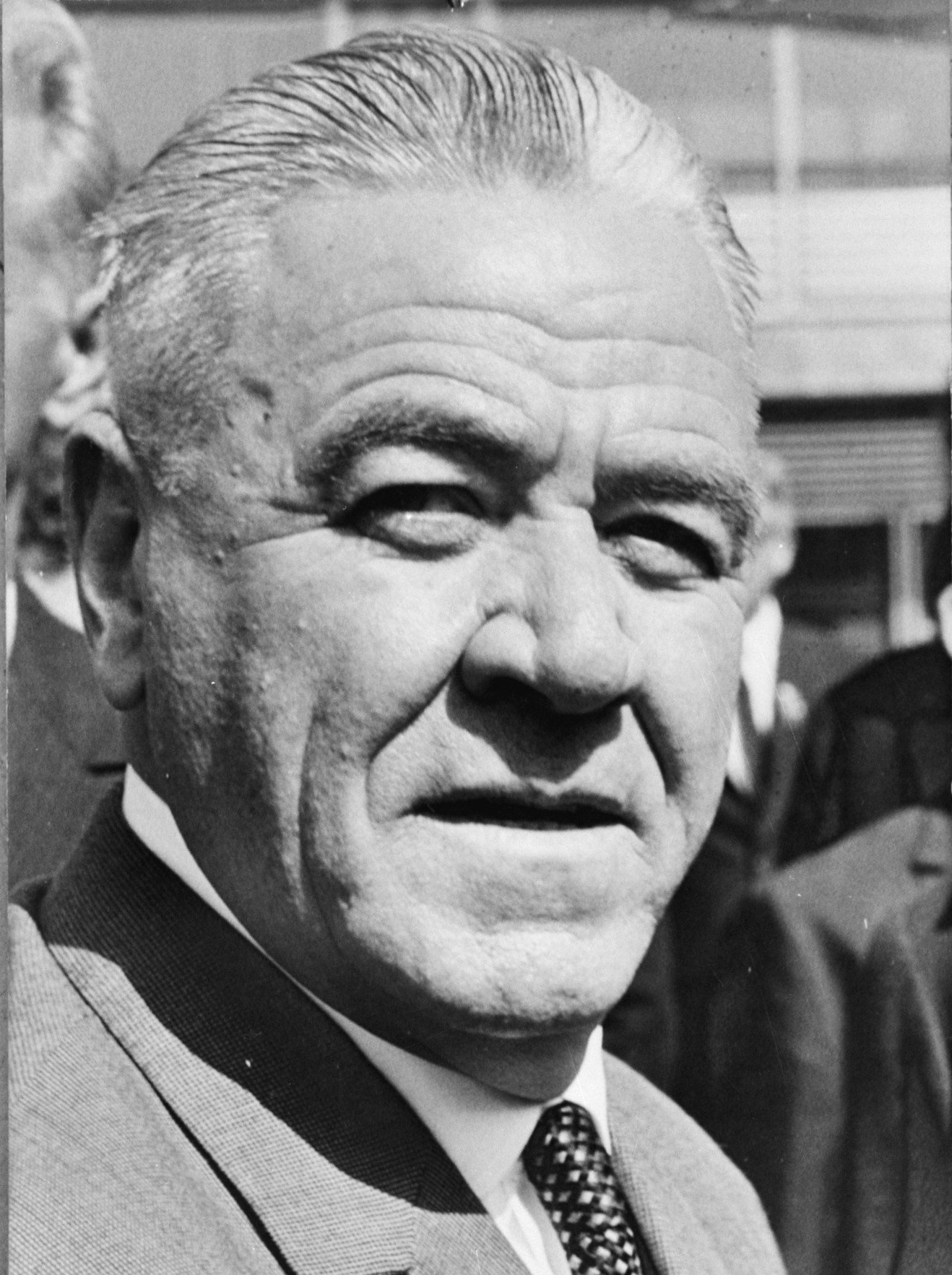
Ion Maurer
8 februari

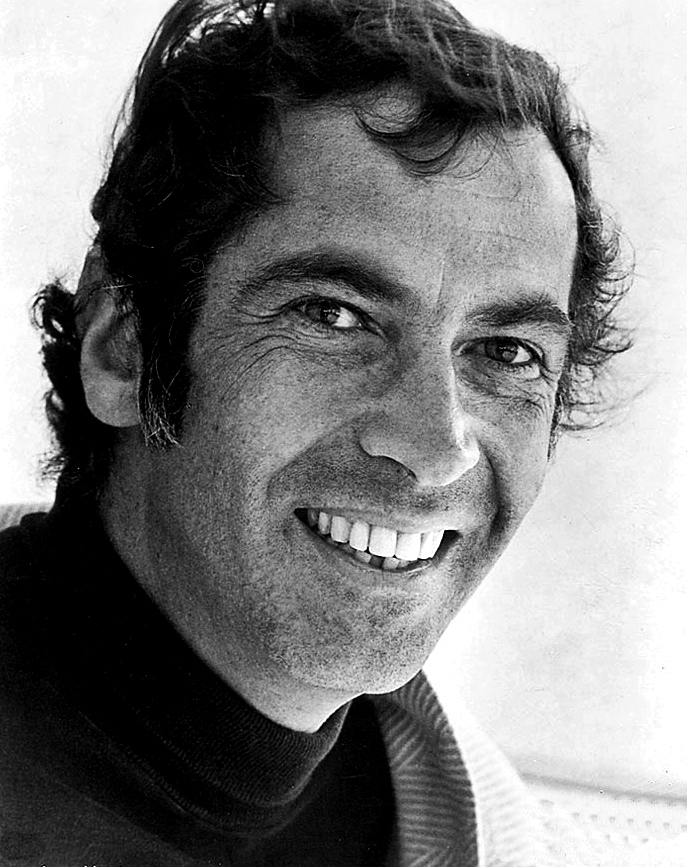
Roger Vadim
11 februari

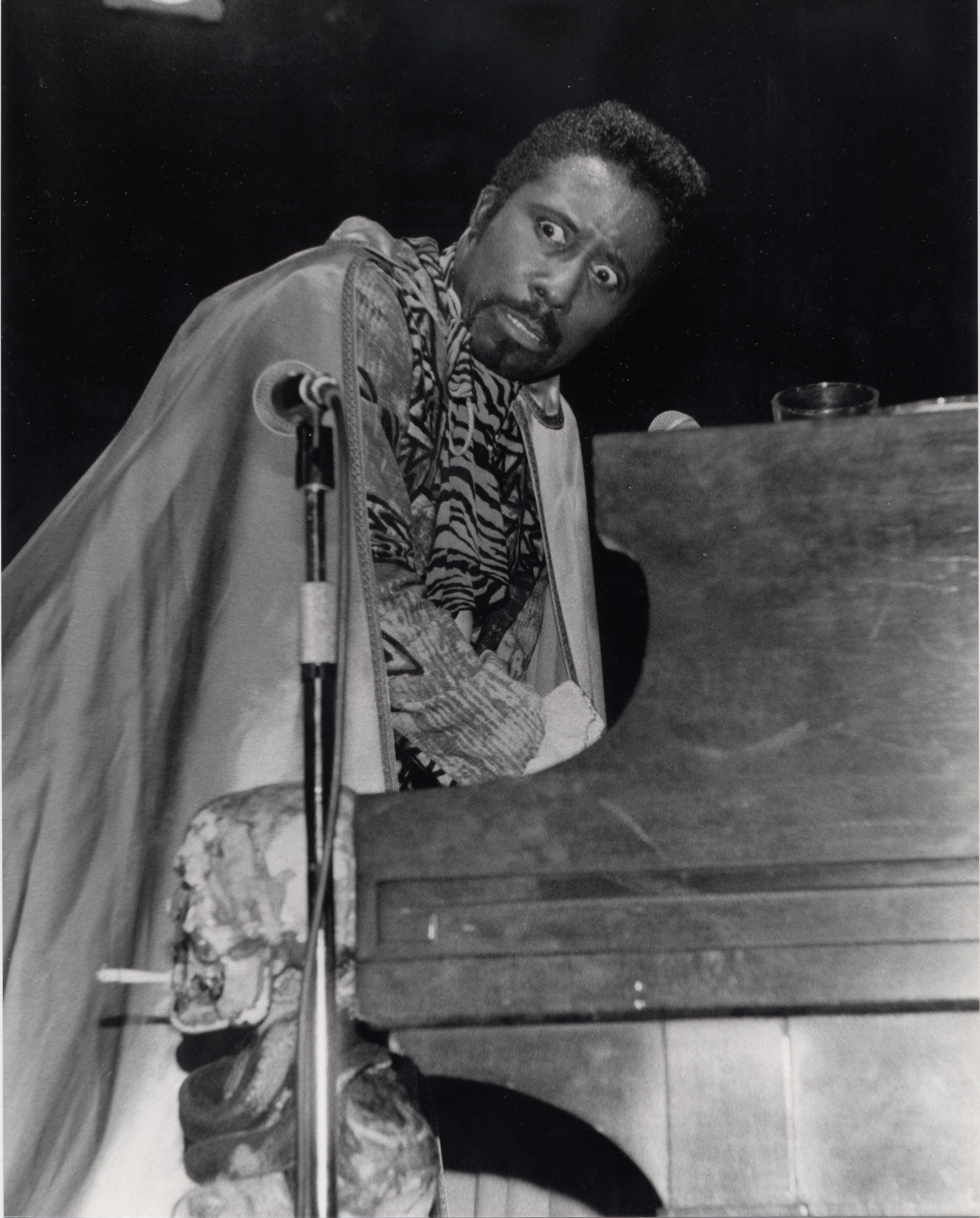
Screamin' Jay Hawkins
12 februari

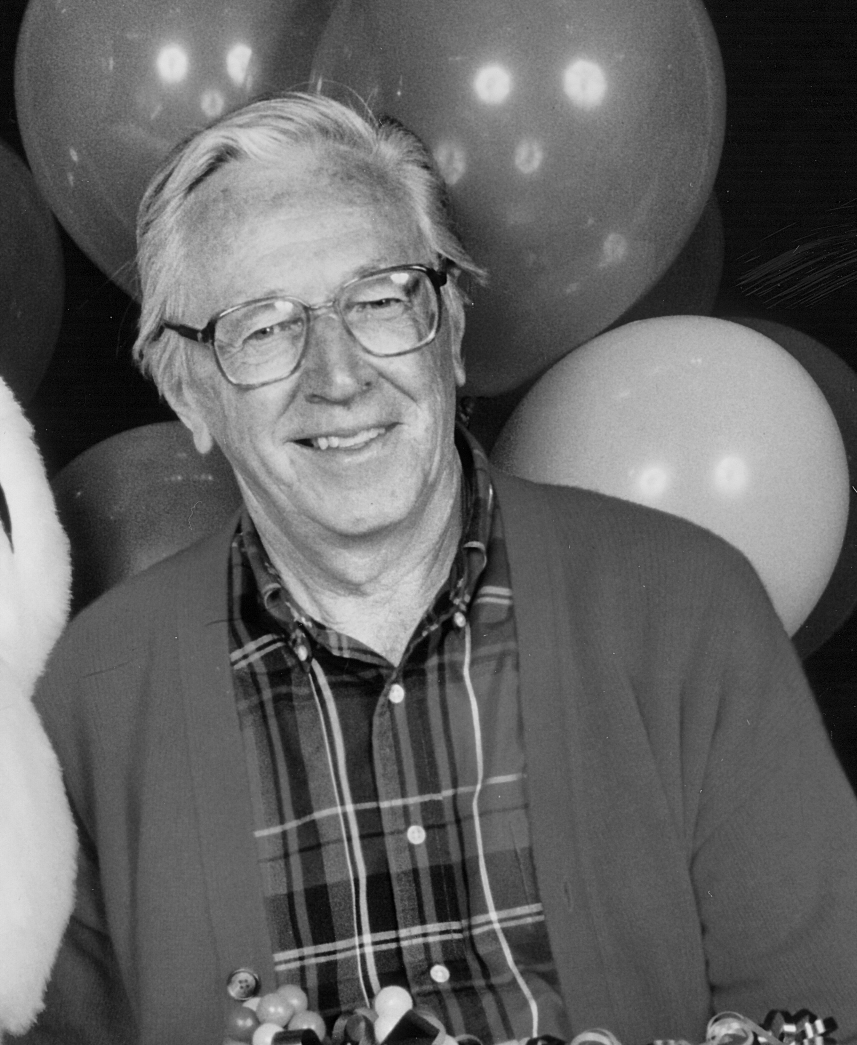
Charles M. Schulz
12 februari

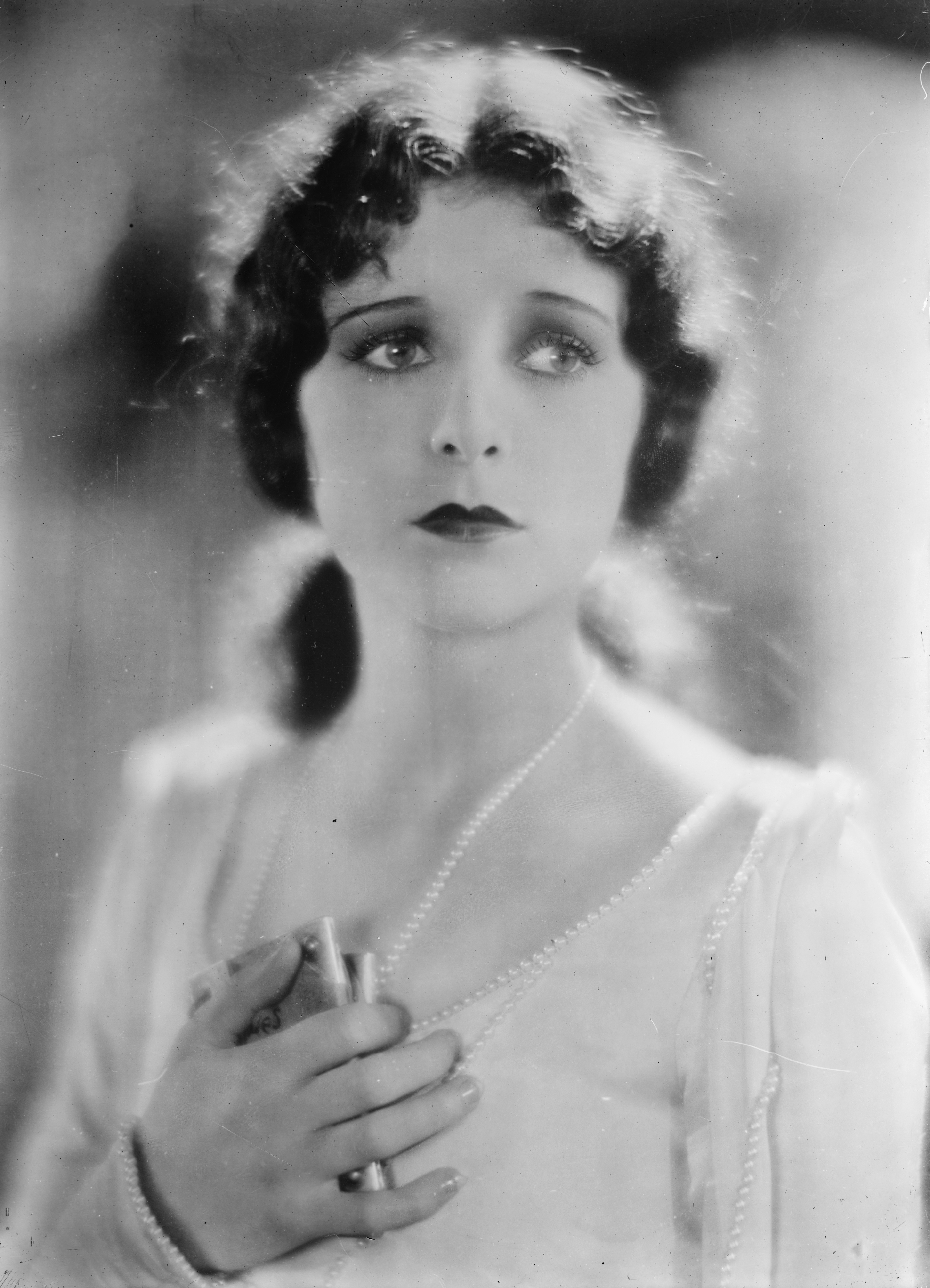
Marceline Day
16 februari

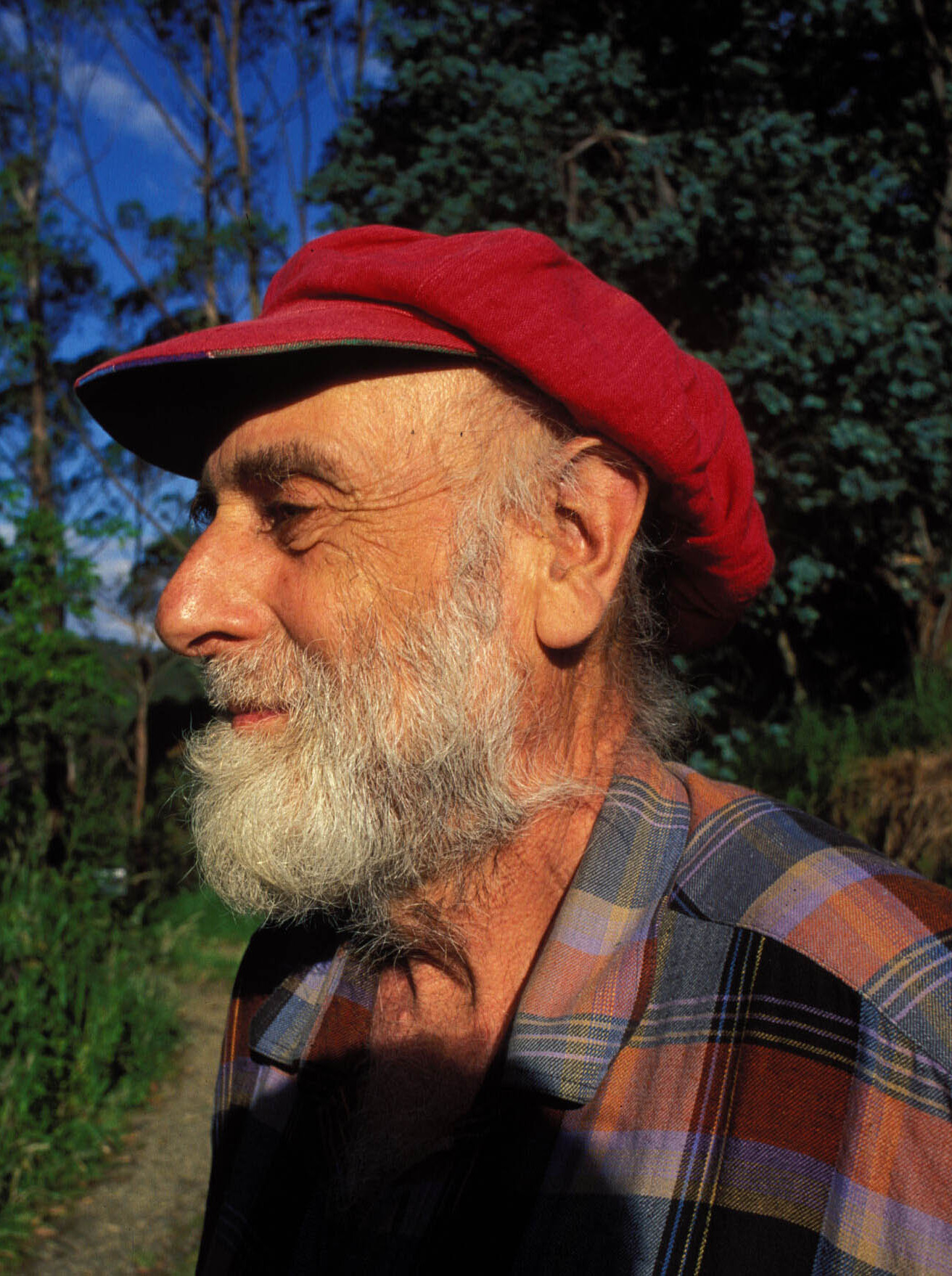
Friedensreich Hundertwasser
19 februari

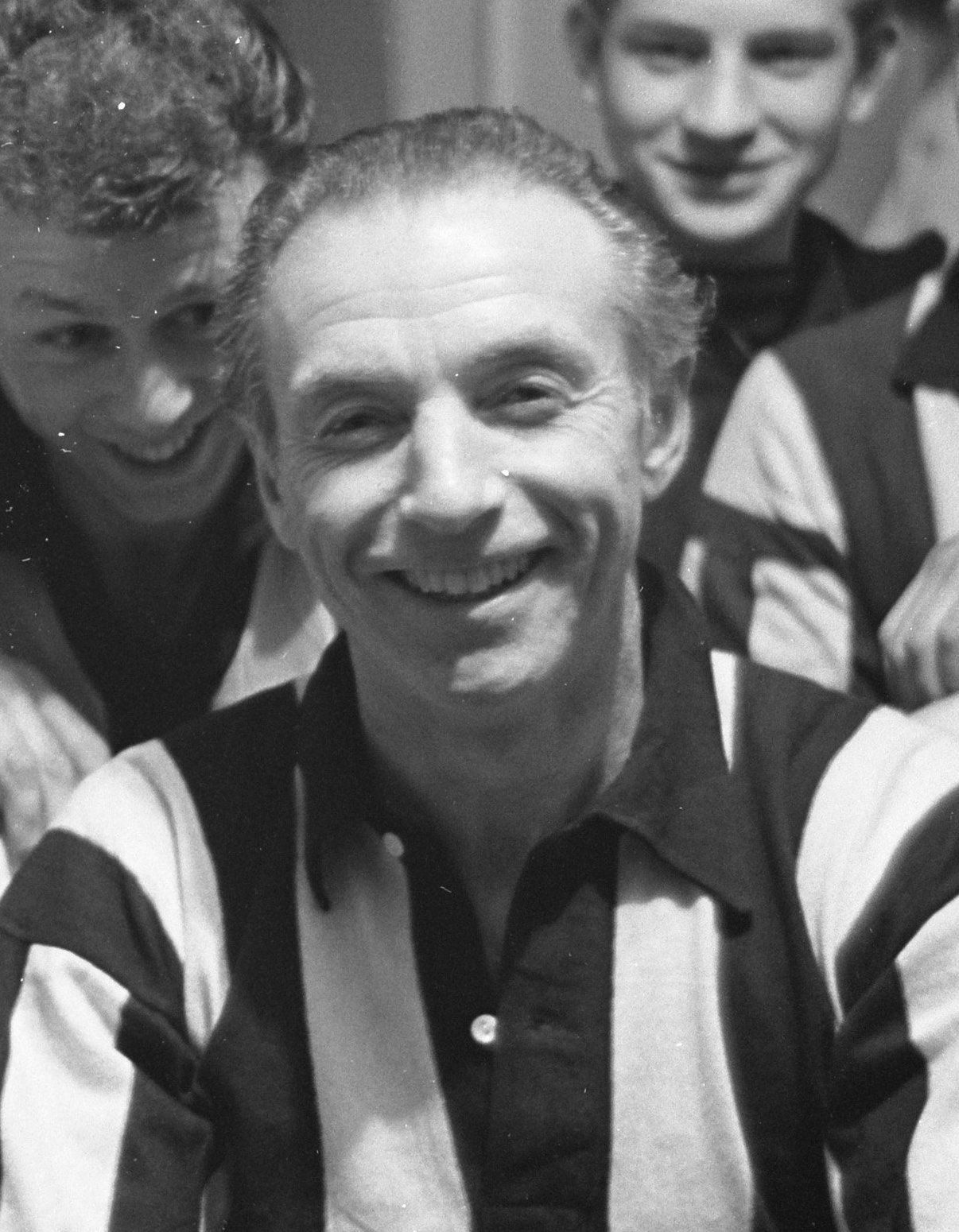
Stanley Matthews
23 februari

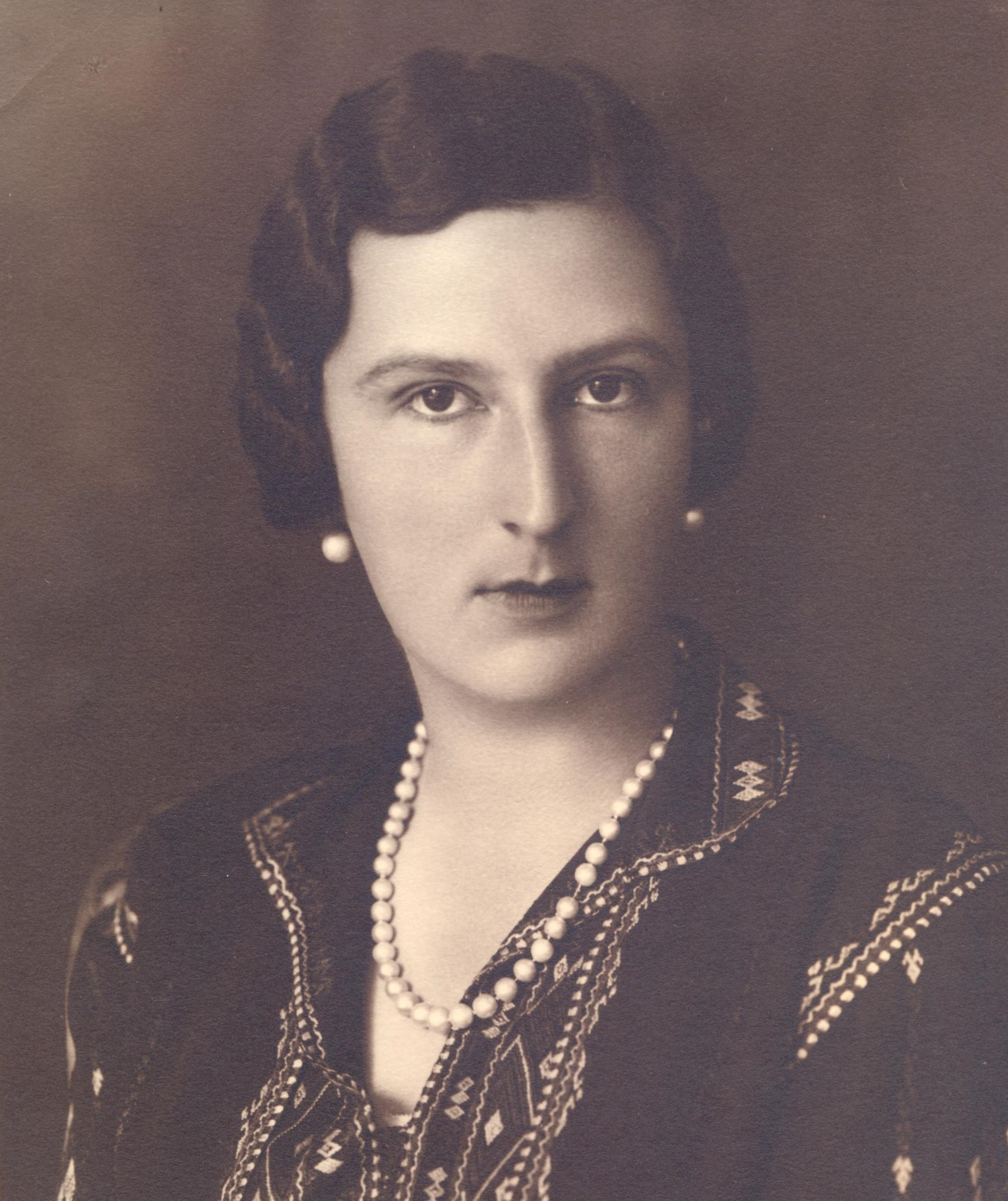
Johanna van Savoye
26 februari

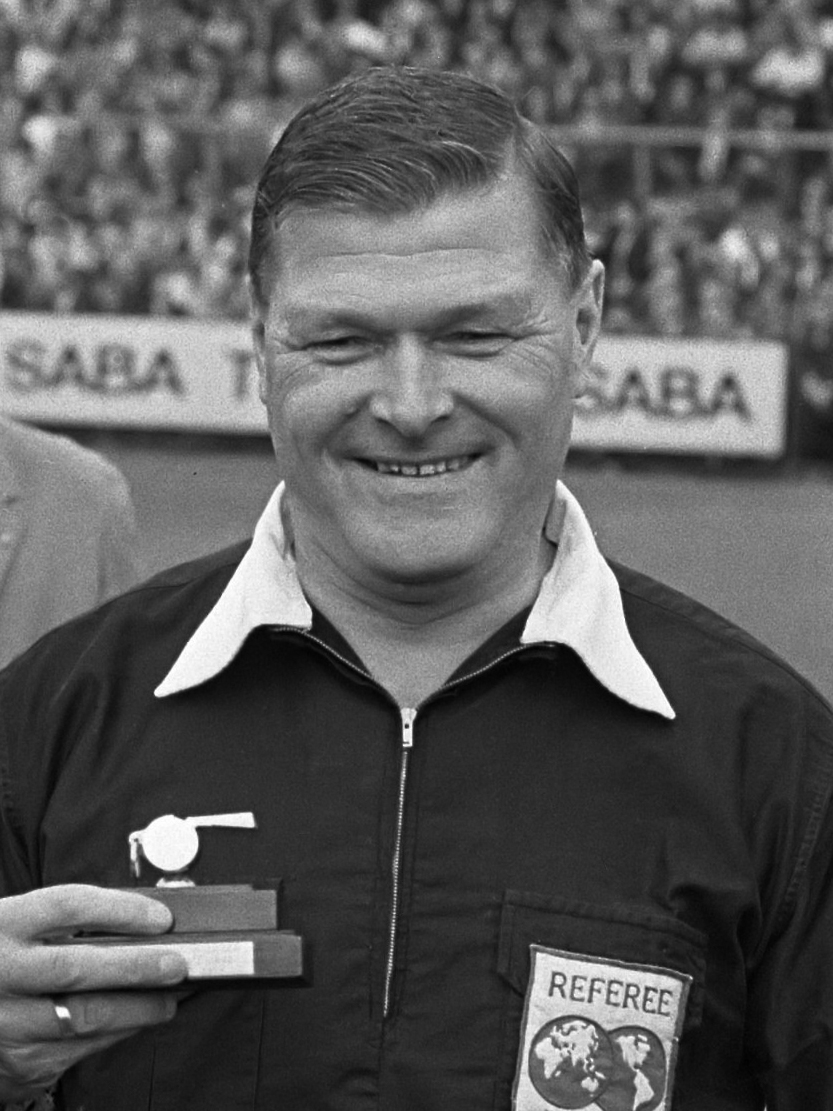
Piet Roomer
28 februari

| 1 | 2 | 3 | 4 | 5 | 6 | 7 | 8 | 9 | 10 | 11 | 12 | 13 | 14 | 15 | 16 | 17 | 18 | 19 | 20 | 21 | 22 | 23 | 24 | 25 | 26 | 27 | 28 | 29 |
| - | - | - | - | - | - | - | - | - | -- | -- | -- | -- | -- | -- | -- | -- | -- | -- | -- | -- | -- | -- | -- | -- | -- | -- | -- | -- |

### 1 februari
- Raymond Pulinckx (75), Belgisch bestuurder
- Carel Johannes Anthonius Koning (78), Nederlands jurist
- Dick Rathmann (76), Amerikaans autocoureur

### 2 februari
- Guus Couwenberg (84), Nederlands ondernemer en sportbestuurder
- Teruki Miyamoto (59), Japans voetballer
- Todor Popov (79), Bulgaars componist en dirigent

### 3 februari
- Richard Kleindienst (76), Amerikaans jurist en politicus
- Pierre Plantard (79), Frans schrijver

### 4 februari
- Frédéric Dumon (87), Belgisch rechter

### 5 februari
- Claude Autant-Lara (98), Frans filmregisseur en politicus
- Todd Karns (79), Amerikaans acteur
- Friedrich Kind (71), Oost-Duits politicus
- George Koltanowski (96), Belgisch-Amerikaans schaker
- Philip van Praag (85), Nederlands politicoloog en demograaf

### 6 februari
- Theo Goossen (82), Nederlands verzetsstrijder
- Gus Johnson (86), Amerikaans jazzmusicus

### 7 februari
- Big Pun (28), Amerikaans rapper
- Henk Dahlberg (59), Surinaams geoloog, bestuurder en politicus
- Pijkel Schröder (65), Nederlands activiste en bestuurder

### 8 februari
- Ion Maurer (97), Roemeens politicus

### 9 februari
- Lenore Kight (88), Amerikaans zwemster
- Dirk Kuin (52), Nederlands journalist en presentator

### 10 februari
- Arnaud Decléty (66), Belgisch politicus
- Gène Eggen (78), Nederlands tekenaar, schilder en monumentaal vormgever
- Jim Varney (50), Amerikaans komiek

### 11 februari
- Marcel Coole (86), Belgisch dichter en toneelschrijver
- Pete Felleman (78), Nederlands diskjockey
- Jindřich Praveček (90), Tsjechisch componist, muziekpedagoog en dirigent
- A.H.J. Prins (78), Nederlands antropoloog
- Roger Vadim (72), Frans filmregisseur

### 12 februari
- Screamin' Jay Hawkins (70), Amerikaans blueszanger
- Oliver (54), Amerikaans zanger
- Charles M. Schulz (77), Amerikaans striptekenaar

### 13 februari
- Henk Schippers (49), Nederlands burgemeester

### 14 februari
- Tony Bettenhausen jr. (48), Amerikaans autocoureur en teameigenaar
- Prosper Dupon (86), Belgisch burgemeester
- Sjoerd Groenman (86), Nederlands socioloog
- Jimmy Martin (75), Iers golfspeler

### 15 februari
- Anton Dreesmann (76), Nederlands ondernemer
- Ray Knepper (79), Amerikaans autocoureur

### 16 februari
- Marceline Day (91), Amerikaans actrice
- Dany Degelaen (42), Belgisch voetballer

### 18 februari
- Jan Klein (55), Nederlands schrijver
- Willy Maltaite (72), Belgisch striptekenaar

### 19 februari
- Friedensreich Hundertwasser (71), Oostenrijks kunstenaar en architect
- Anatoli Sobtsjak (62), Russisch politicus
- Albert Van Hoorick (85), Belgisch politicus
- Paul Verschuren (74), Nederlands bisschop

### 20 februari
- Jean Dotto (71), Frans wielrenner
- Wim Verleysen (79), Belgisch politicus

### 21 februari
- Violet Archer (86), Canadees componiste en musicus
- Fred Manichand (69), Surinaams politicus

### 22 februari
- Gonnie Baars (52), Nederlandse zangeres
- Jean Gilson (87), Belgisch architect

### 23 februari
- Ingvald Eidsheim (90), Noors oorlogsheld
- Rob Grootendorst (56), Nederlands taalkundige
- Ofra Haza (42), Israëlisch zangeres
- Stanley Matthews (85), Engels voetballer
- Mink van Rijsdijk (77), Nederlands schrijfster
- Wim Wijnands (57), Nederlands voetballer

### 24 februari
- Gabriel De Pauw (75), Belgisch kunstschilder
- Gerard Elsen (79), Nederlands burgemeester

### 25 februari
- Curt-Heinz Merkel (80), Oost-Duits politicus
- Fedde Weidema (84), Nederlands kunstenaar

### 26 februari
- Nancy Binns Reed (75), Amerikaans componiste en kunstschilderes
- Johanna van Savoye (92), Italiaans prinses

### 27 februari
- James Stanley Hey (90), Brits natuurkundige en radioastronoom

### 28 februari
- Cyrille De Vuyst (85), Belgisch atleet
- Frans Maes (78), Belgisch verzetsstrijder
- Hendrik van Riessen (88), Nederlands filosoof
- Piet Roomer (79), Nederlands voetbalscheidsrechter
- George Siravo (83), Amerikaans componist en dirigent

### 29 februari
- Jacques Cuisinier (84), Belgisch architect
- Dennis Danell (38), Amerikaans punkmuzikant
- Ari Tegelberg (36), Fins voetballer

## Maart

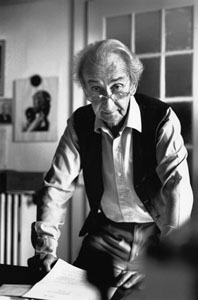
Edmond Kaiser
4 maart

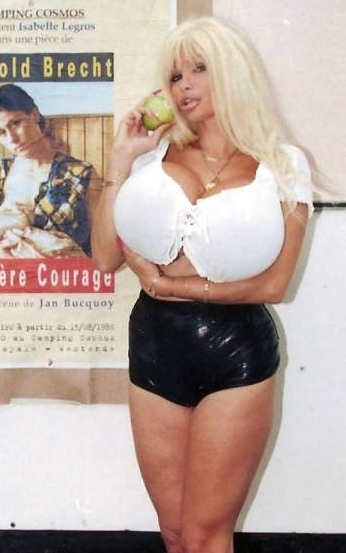
Lolo Ferrari
5 maart

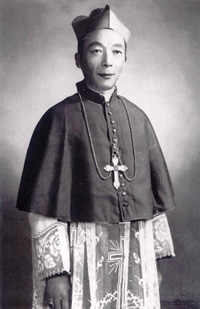
Ignatius Kung Pin-Mei
12 maart

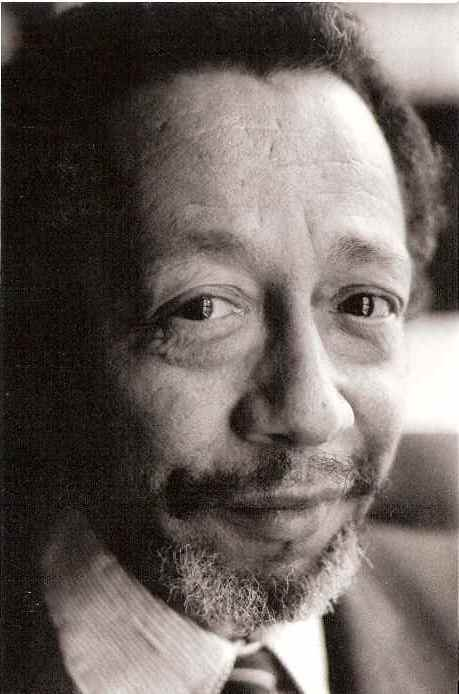
Cab Kaye
13 maart

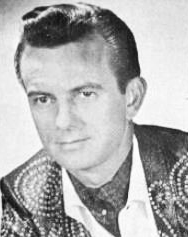
Tommy Collins
14 maart

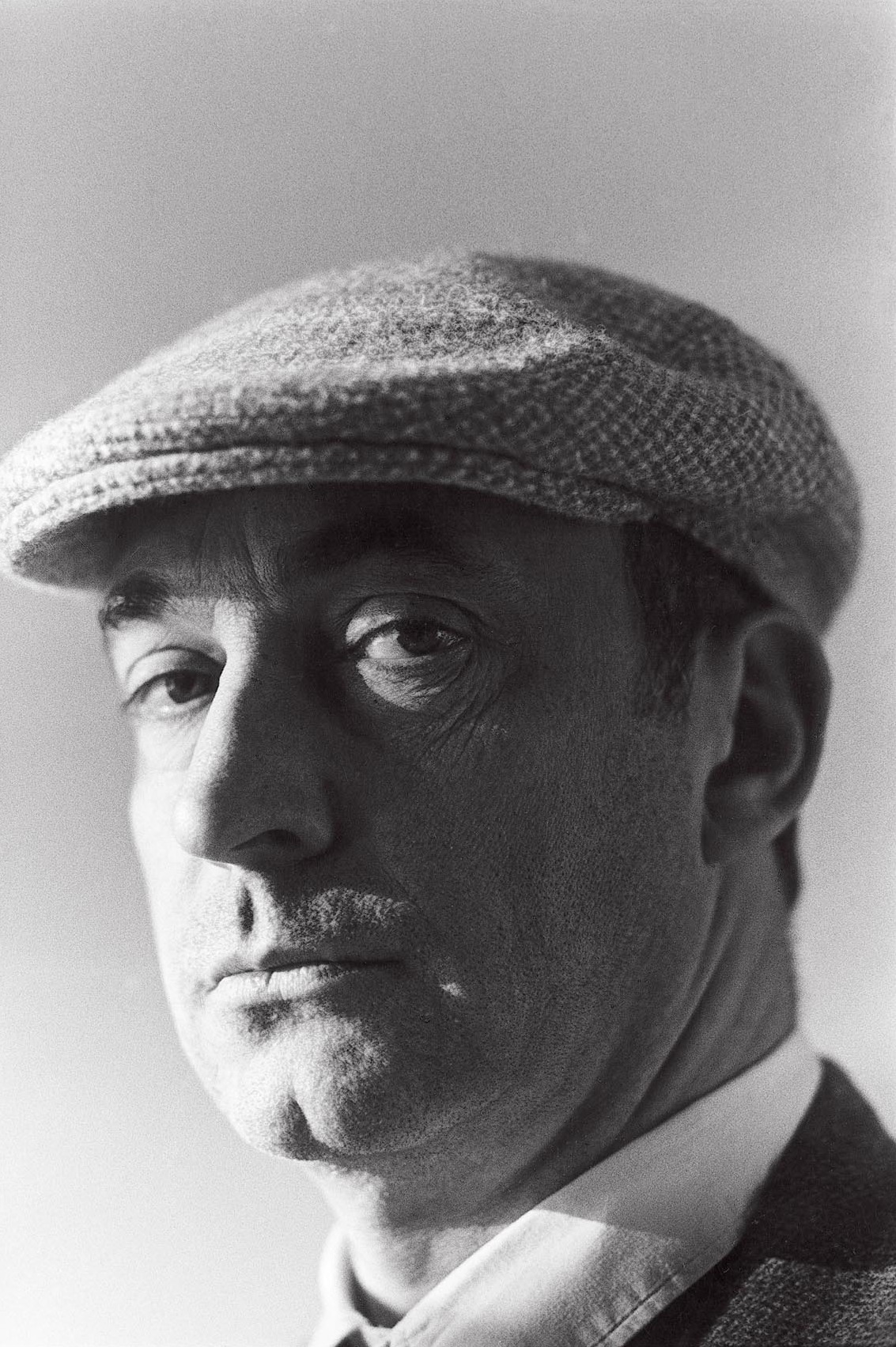
Johan Anthierens
20 maart

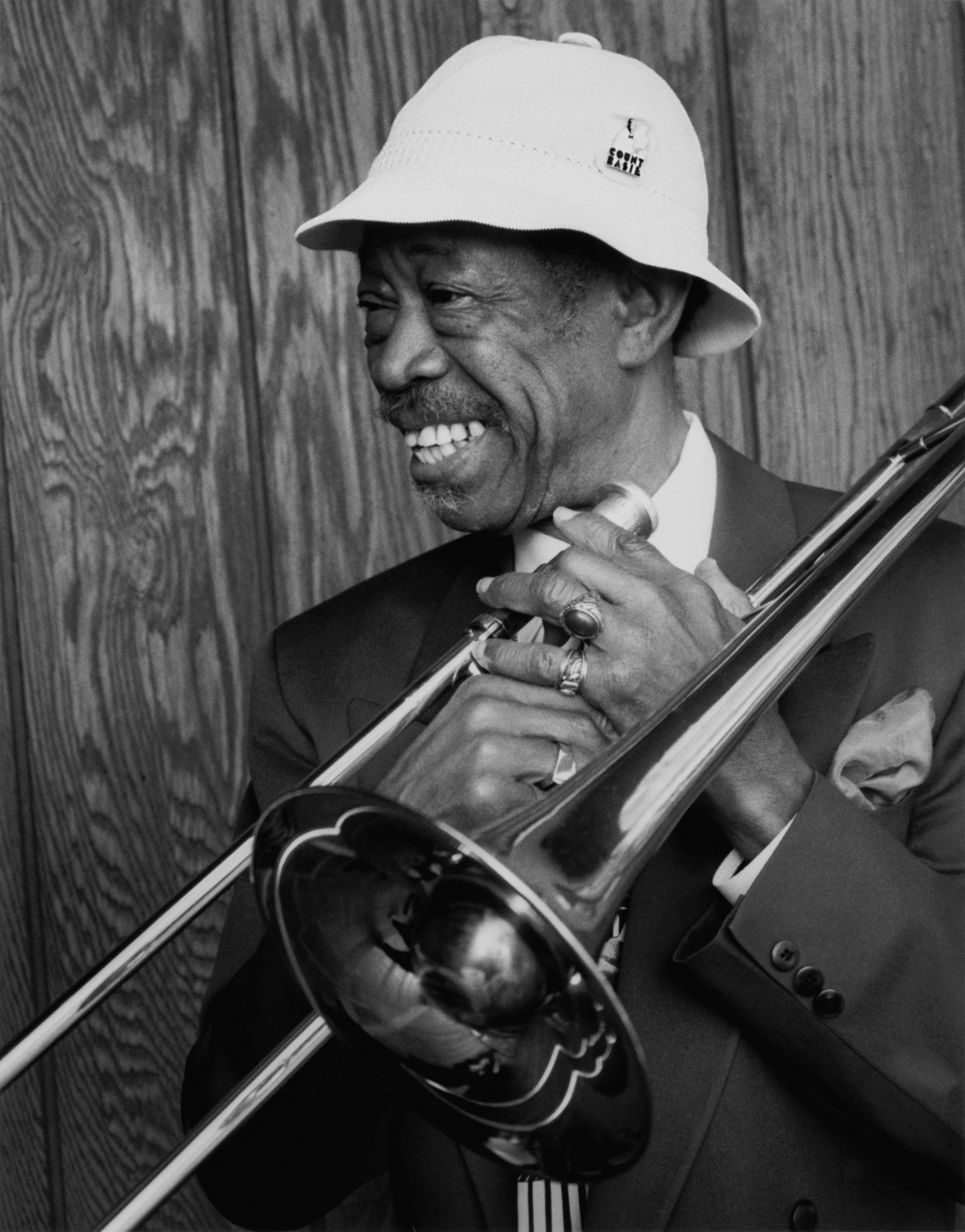
Al Grey
24 maart

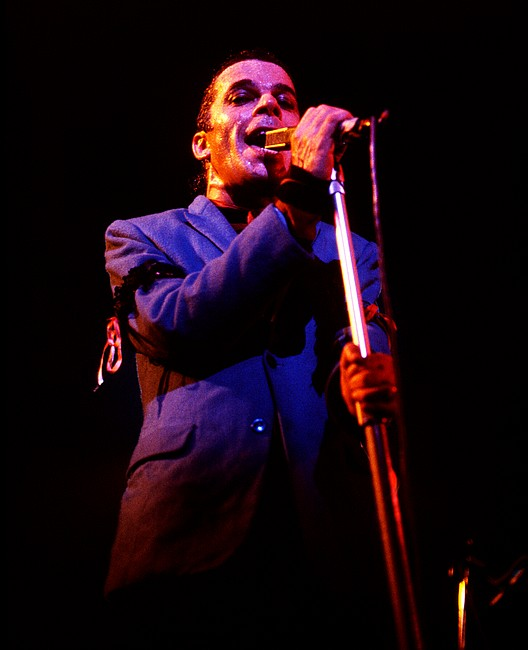
Ian Dury
27 maart

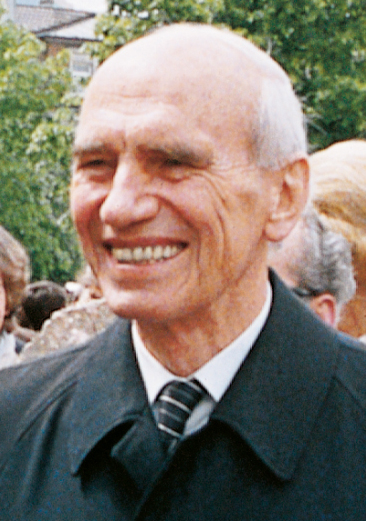
Rudolf Kirchschläger
30 maart

| 1 | 2 | 3 | 4 | 5 | 6 | 7 | 8 | 9 | 10 | 11 | 12 | 13 | 14 | 15 | 16 | 17 | 18 | 19 | 20 | 21 | 22 | 23 | 24 | 25 | 26 | 27 | 28 | 29 | 30 | 31 |
| - | - | - | - | - | - | - | - | - | -- | -- | -- | -- | -- | -- | -- | -- | -- | -- | -- | -- | -- | -- | -- | -- | -- | -- | -- | -- | -- | -- |

### 1 maart
- Truus Kok (78), Nederlands politicus

### 2 maart
- Robrecht Stock (96), Belgisch geestelijke

### 3 maart
- Nicole Van Goethem (58), Belgische tekenares en tekenfilmmaakster

### 4 maart
- Edmond Kaiser (86), Frans-Zwitsers mensenrechtenactivist

### 5 maart
- Michel Empain (59), Belgisch schrijver
- Lolo Ferrari (37), Frans danseres en (porno)actrice

### 6 maart
- John Colicos (71), Canadees acteur
- Henk Vrouwenvelder (84), Nederlands politicus

### 7 maart
- William Donald Hamilton (63), Brits bioloog
- Hirokazu Ninomiya (82), Japans voetballer

### 8 maart
- Eva Bendien (79), Nederlands kunstverzamelaar
- Tjomme Ynte Kingma Boltjes (98), Nederlands microbioloog
- Cees van Lent (77), Nederlands politicus
- Earle Gorton Linsley (89), Amerikaans entomoloog

### 9 maart
- René Gardi (91), Zwitsers schrijver
- Ivo Robić (77), Joegoslavisch zanger

### 10 maart
- Ivan Hirst (84), Brits ingenieur
- William Porter (73), Amerikaans atleet
- John Sladek (62), Amerikaans schrijver

### 11 maart
- Alfred Schwarzmann (87), Duits turner

### 12 maart
- Ignatius Kung Pin-Mei (98), Chinees kardinaal en dissident
- Tony van Verre (62), Nederlands radiopresentator

### 13 maart
- Cab Kaye (78), Brits-Ghanees-Nederlands bandleider en jazzmusicus

### 14 maart
- Tommy Collins (69), Amerikaans countryzanger
- C. Jérôme (53), Frans zanger
- Gerrit Gezinus Post (89), Nederlands burgemeester

### 15 maart
- Egbert von Frankenberg und Proschlitz (90), Duits militair en Oost-Duits politicus

### 16 maart
- Herta Bothe (79), Duits oorlogsmisdadiger
- Ivo Rinkel (79), Nederlands tennisser en hockeyspeler

### 17 maart
- Jackie Lourens (79), Nederlands schrijfster

### 19 maart
- Li Huanzhi (81), Chinees componist
- Giovanni Linscheer (27), Surinaams zwemmer
- René Stoute (49), Nederlands schrijver en dichter
- Hein Tops (56), Nederlands burgemeester

### 20 maart
- Johan Anthierens (62), Belgisch auteur en criticus
- Fernand Lefère (81), Belgisch politicus
- Ramon Mitra jr. (72), Filipijns politicus
- Ādolfs Skulte (90), Lets componist

### 21 maart
- Jimmy Ross (63), musicus uit Trinidad en Tobago

### 23 maart
- Graodus fan Nimwegen (78), Nederlands zanger en komiek
- Antony Padiyara (89), Indiaas kardinaal
- Udham Singh (71), Indiaas hockeyer

### 24 maart
- Albert Duncanson (88), Canadees ijshockeyer
- Al Grey (74), Amerikaans jazzmusicus
- Rudolf Häuser (91), Oostenrijks politicus

### 25 maart
- Annie Kessel (81), Nederlands politica

### 26 maart
- Rudolf Carl Pekelharing (84), Nederlands diplomaat
- Karel Thole (85), Nederlands kunstenaar

### 27 maart
- Ian Dury (57), Brits rockzanger

### 28 maart
- Ab Abspoel (74), Nederlands acteur
- Anthony Powell (94), Brits schrijver

### 29 maart
- Anna Sokolow (90), Amerikaans danseres en choreograaf

### 30 maart
- Salvador Abascal (89), Mexicaans politicus
- Rudolf Kirchschläger (85), Oostenrijks politicus
- Yosaku Suma (92), Japans componist en musicus
- Marcel van de Ven (69), Nederlands geestelijke

### 31 maart
- Nico Klaas van den Akker (83), Nederlands dominee
- Gisèle Freund (91), Frans fotograaf en kunsthistorica

## April

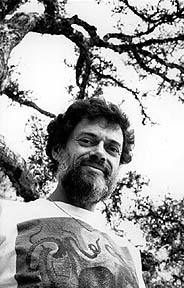
Terence McKenna
3 april

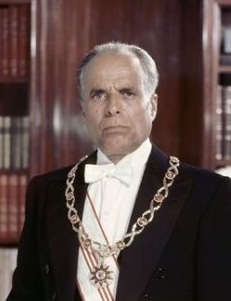
Habib Bourguiba
6 april

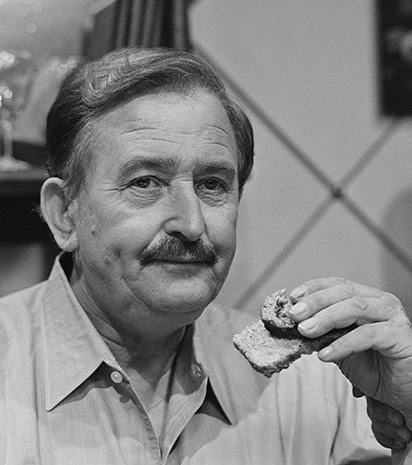
Piet Hendriks
6 april

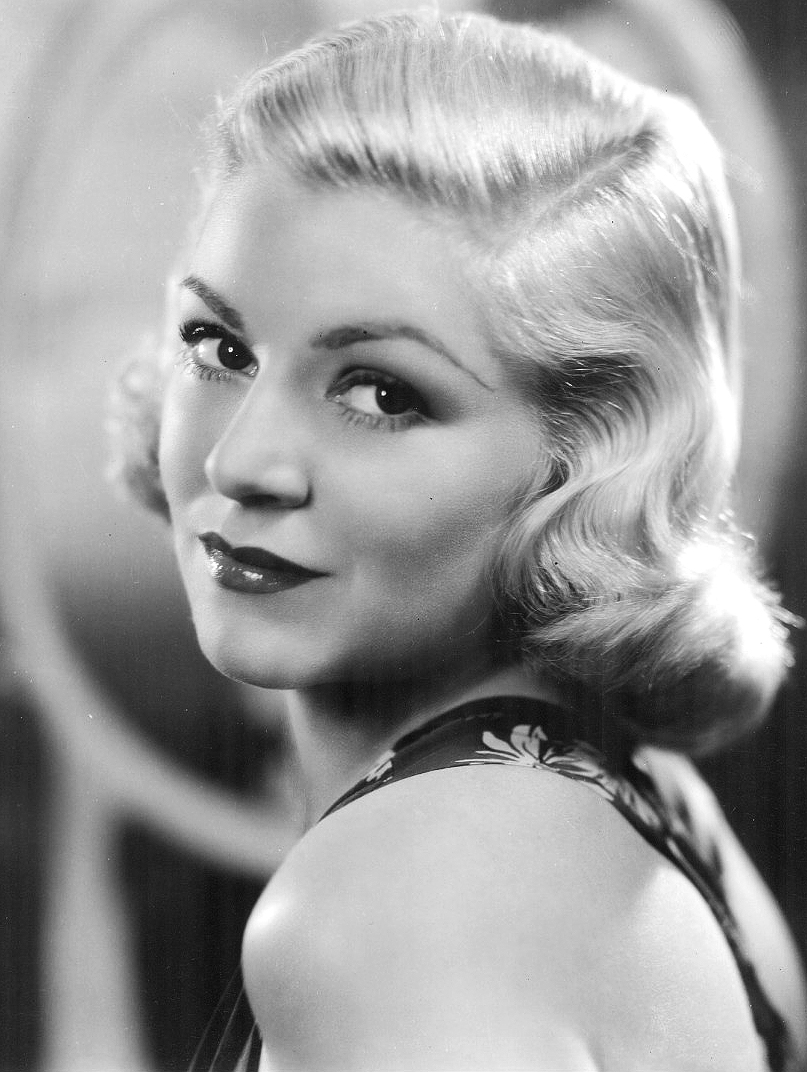
Claire Trevor
8 april

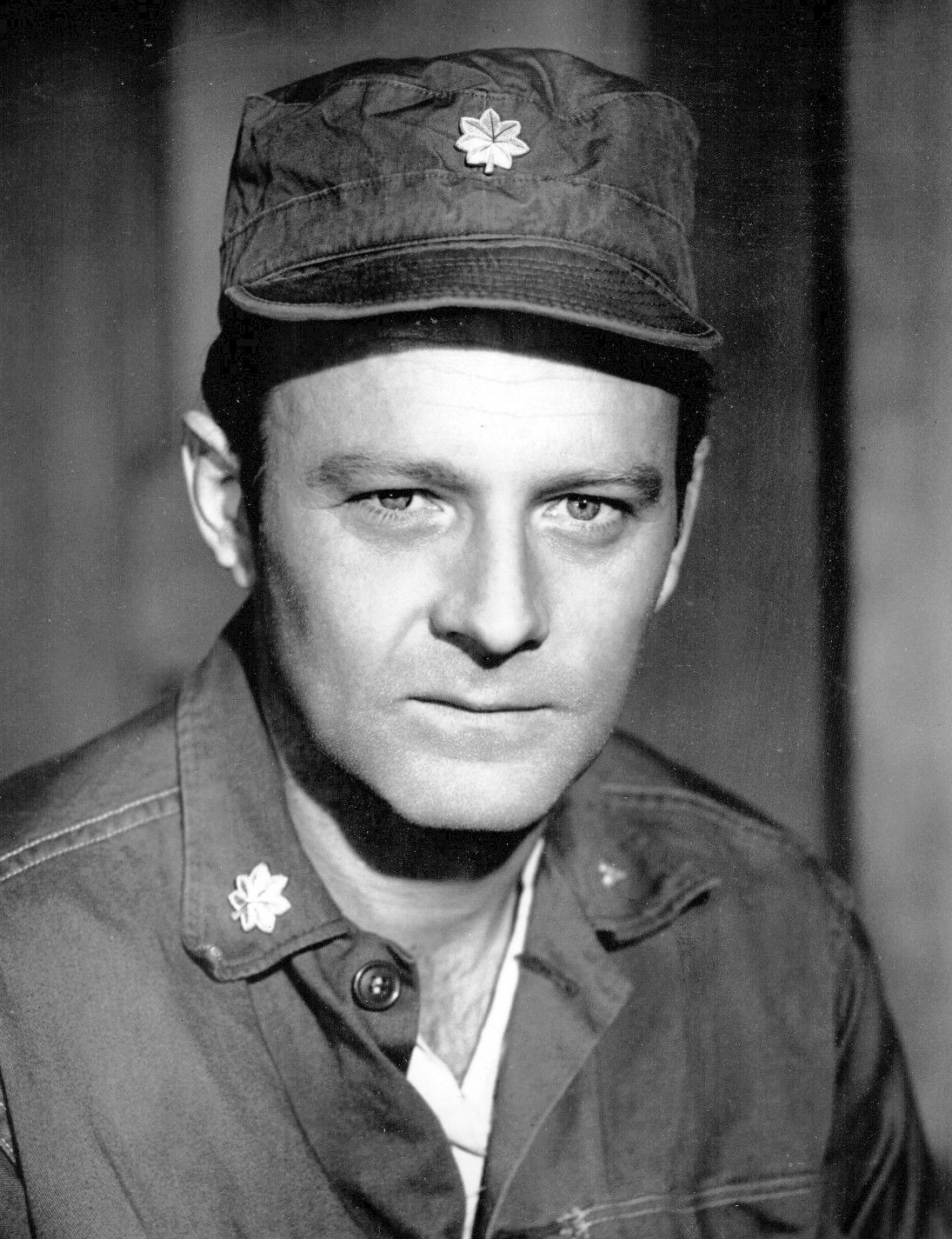
Larry Linville
10 april

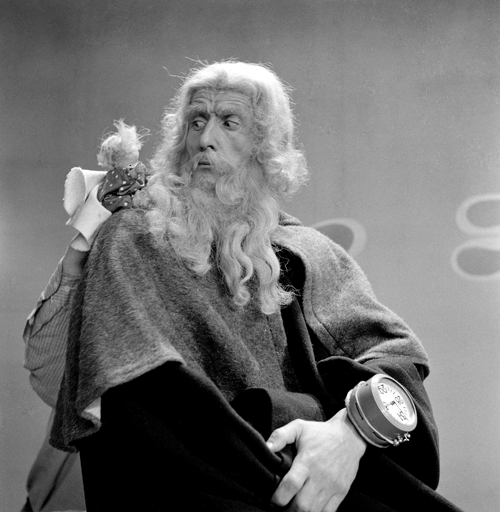
Frits Butzelaar
11 april

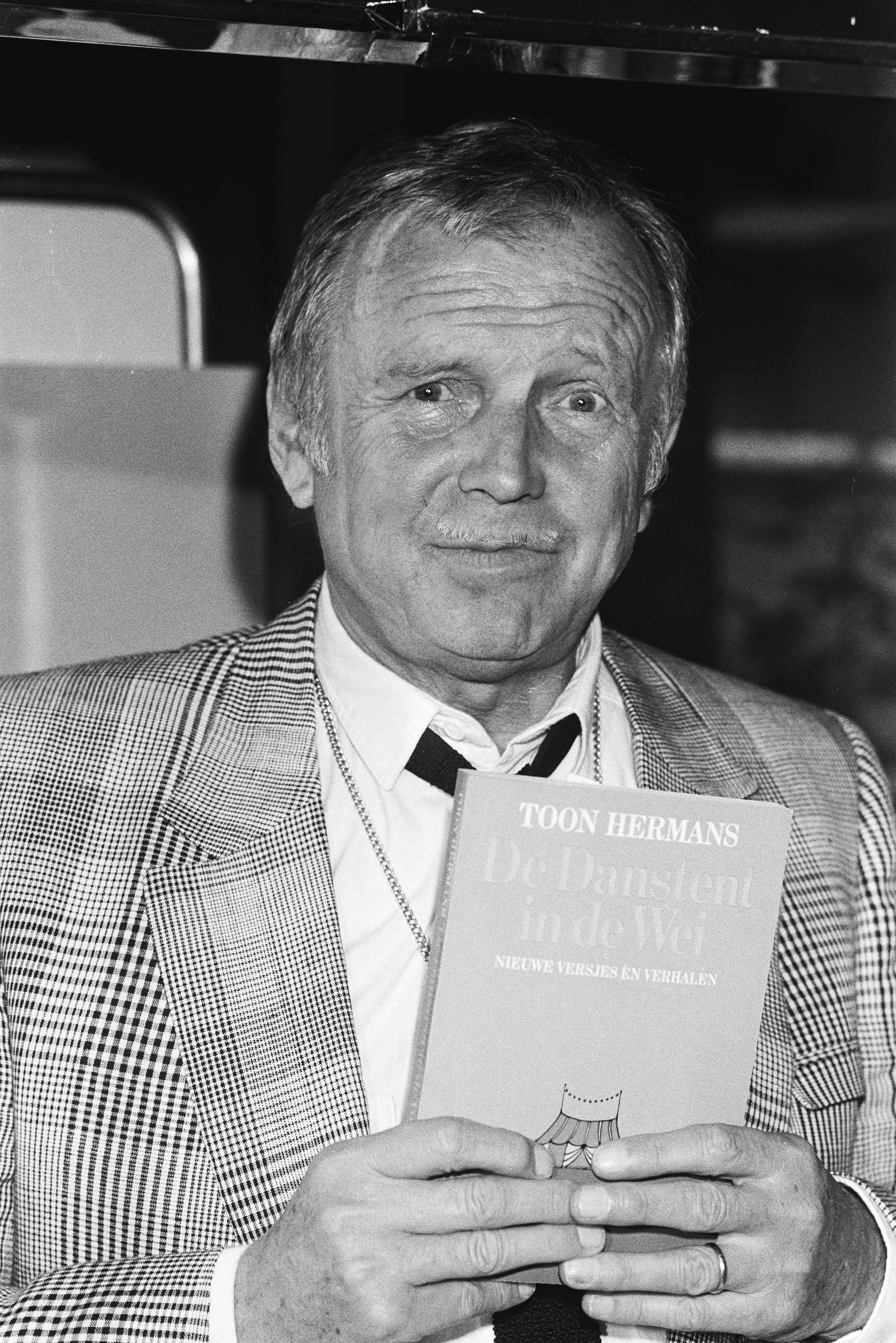
Toon Hermans
22 april

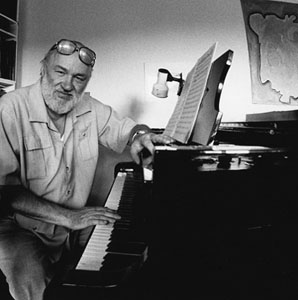
Niels Viggo Bentzon
25 april

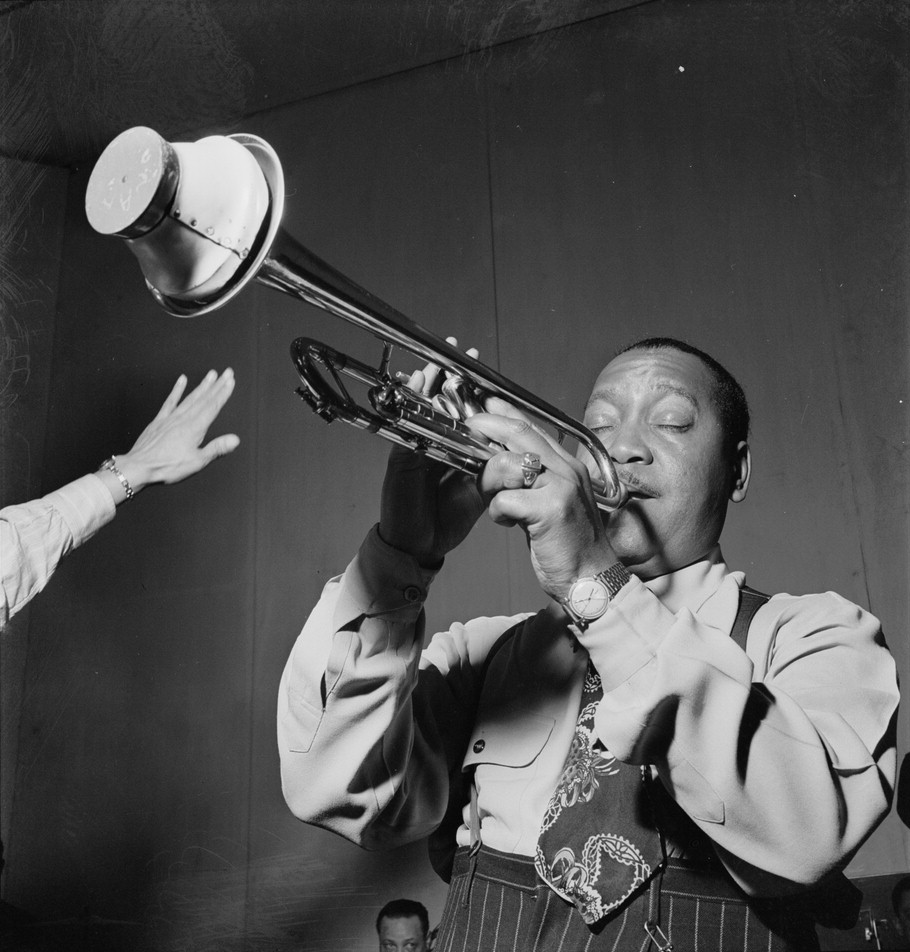
Jonah Jones
30 april

| 1 | 2 | 3 | 4 | 5 | 6 | 7 | 8 | 9 | 10 | 11 | 12 | 13 | 14 | 15 | 16 | 17 | 18 | 19 | 20 | 21 | 22 | 23 | 24 | 25 | 26 | 27 | 28 | 29 | 30 |
| - | - | - | - | - | - | - | - | - | -- | -- | -- | -- | -- | -- | -- | -- | -- | -- | -- | -- | -- | -- | -- | -- | -- | -- | -- | -- | -- |

### 1 april
- Sef Basten (65), Nederlands voetbaltrainer

### 2 april
- Tommaso Buscetta (71), Italiaans crimineel

### 3 april
- Terence McKenna (53), Amerikaans schrijver en filosoof

### 4 april
- Brandãozinho (74), Braziliaans voetballer
- Herman Drenth (84), Nederlands politicus
- William Stokoe (80), Amerikaans linguïst

### 5 april
- Lammert Hilarides (59), Nederlands politicus
- Heinrich Müller (90), Oostenrijks voetballer en voetbalcoach
- Lee Petty (86), Amerikaans autocoureur

### 6 april
- Habib Bourguiba (96), Tunesisch staatsman
- Bertram Forer (85), Amerikaans psycholoog
- Piet Hendriks (81), Nederlands acteur
- Emmy Rutten-Broekman (94), Nederlands militair en Engelandvaarder

### 7 april
- Barbosa (79), Braziliaans voetballer
- Heinz Burt (57), Brits basgitarist en zanger
- Werner Rauh (86), Duits botanicus

### 8 april
- Willi Löffler (84), Duits componist
- František Šťastný (72), Tsjechisch motorcoureur
- Claire Trevor (90), Amerikaans actrice

### 9 april
- Theo Hekman (75), Nederlands burgemeester
- Jan van Noord (70), Nederlands politicus

### 10 april
- Larry Linville (60), Amerikaans acteur

### 11 april
- Frits Butzelaar (80), Nederlands acteur en televisieregisseur
- Pierre Ghestem (78), Frans dammer en bridger

### 13 april
- Giorgio Bassani (84), Italiaans schrijver
- Philippe Brood (35), Nederlands politicus
- Arthur Owen (85), Brits autocoureur

### 14 april
- Phil Katz (37), Amerikaans programmeur
- Auguste R. Lindt (94), Zwitsers diplomaat
- Staluse Pera (90), Nederlands balletdanseres

### 15 april
- Floris Bakels (84), Nederlands schrijver
- Edward Gorey (75), Amerikaans schrijver en illustrator
- Louis Velleman (81), Nederlands journalist

### 17 april
- Nikolaj Sokolov (96), Russisch kunstenaar

### 18 april
- Martin Mailman (67), Amerikaans componist
- Candace Newmaker (10), Amerikaans misdaadslachtoffer

### 19 april
- Alfred Cahen (70), Belgisch diplomaat

### 20 april
- Robert Mosuse (30), Belgisch zanger

### 21 april
- Richard Menapace (85), Oostenrijks wielrenner

### 22 april
- Toon Hermans (83), Nederlands cabaretier
- Hélène Nolthenius (80), Nederlands schrijfster, musicologe en cultuurhistorica
- Margaret Singana (63), Zuid-Afrikaans zangeres

### 23 april
- Gustavo Mohme Llona (69), Peruviaans politicus
- Peter Sterkenburg (44), Nederlands kunstenaar
- Herman van Wissen (89), Nederlands architect en kunstschilder

### 24 april
- Jean-Pierre Dauby (50), Belgisch politicus
- Dirk Henri Peereboom Voller (89), Nederlands burgemeester en kunstenaar
- George Volkoff (86), Canadees natuurkundige

### 25 april
- Niels Viggo Bentzon (80), Deense componist, pianist en organist

### 27 april
- Charles Ralph Boxer (96), Brits historicus
- Vicki Sue Robinson (47), Amerikaans actrice en zangeres

### 28 april
- D.C. Lewis (53), Nederlands zanger
- Ada van Rossem (85), Nederlands verzetsstrijdster

### 30 april
- Poul Hartling (85), Deens politicus
- Jonah Jones (91), Amerikaans jazzmusicus
- Marjorie Noël (54), Frans zangeres
- Leon Vandaele (67), Belgisch wielrenner

## Mei

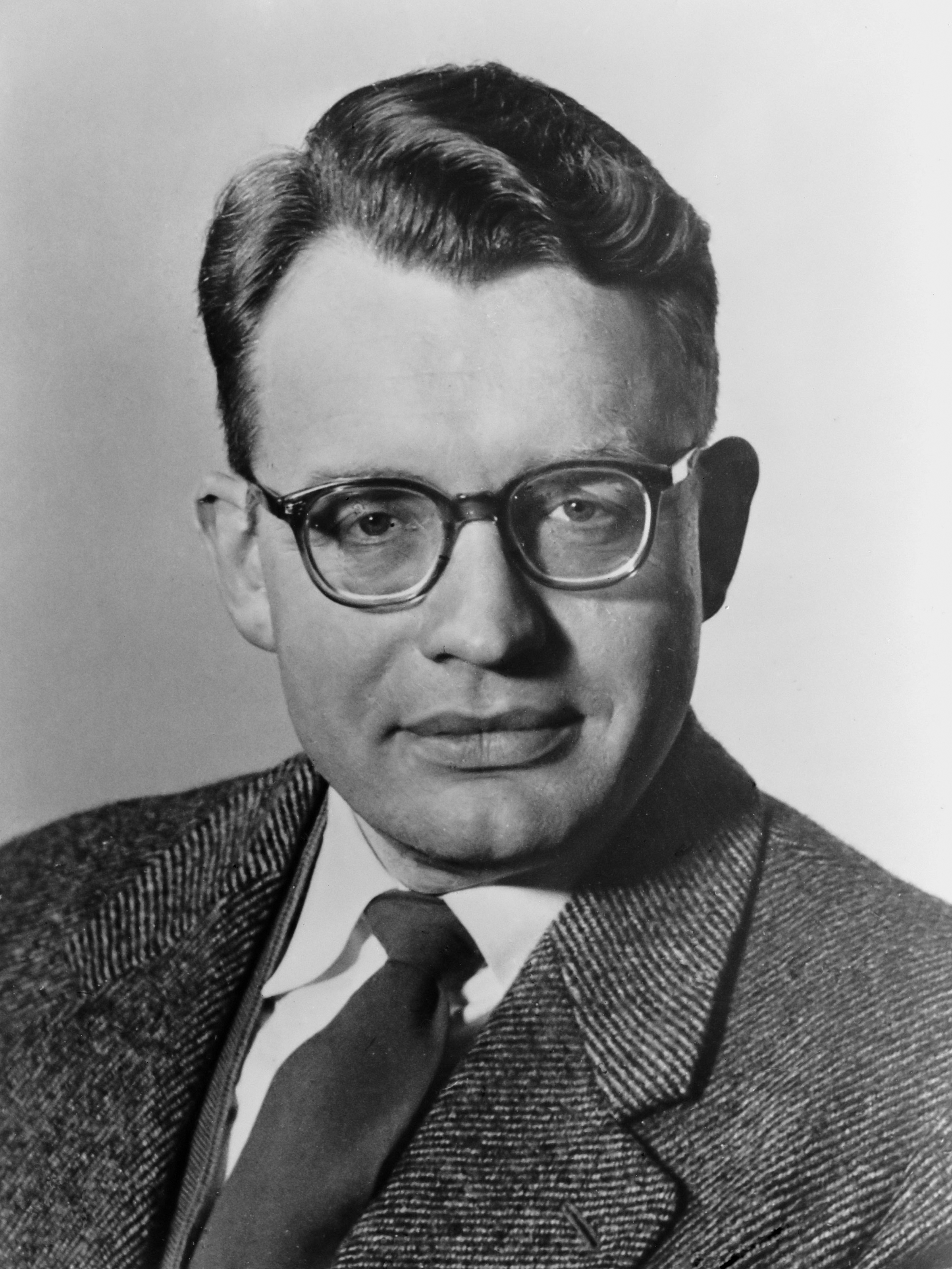
Hendrik Casimir
4 mei

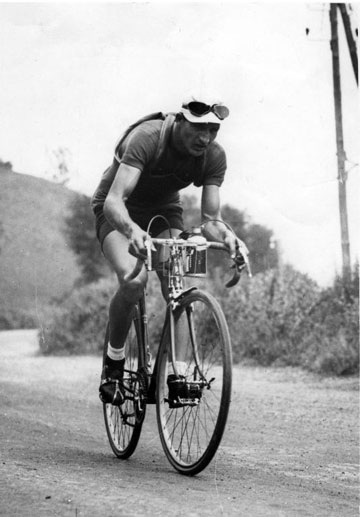
Gino Bartali
5 mei

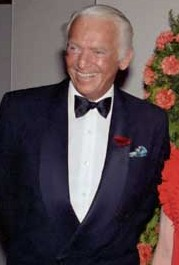
Douglas Fairbanks jr.
7 mei

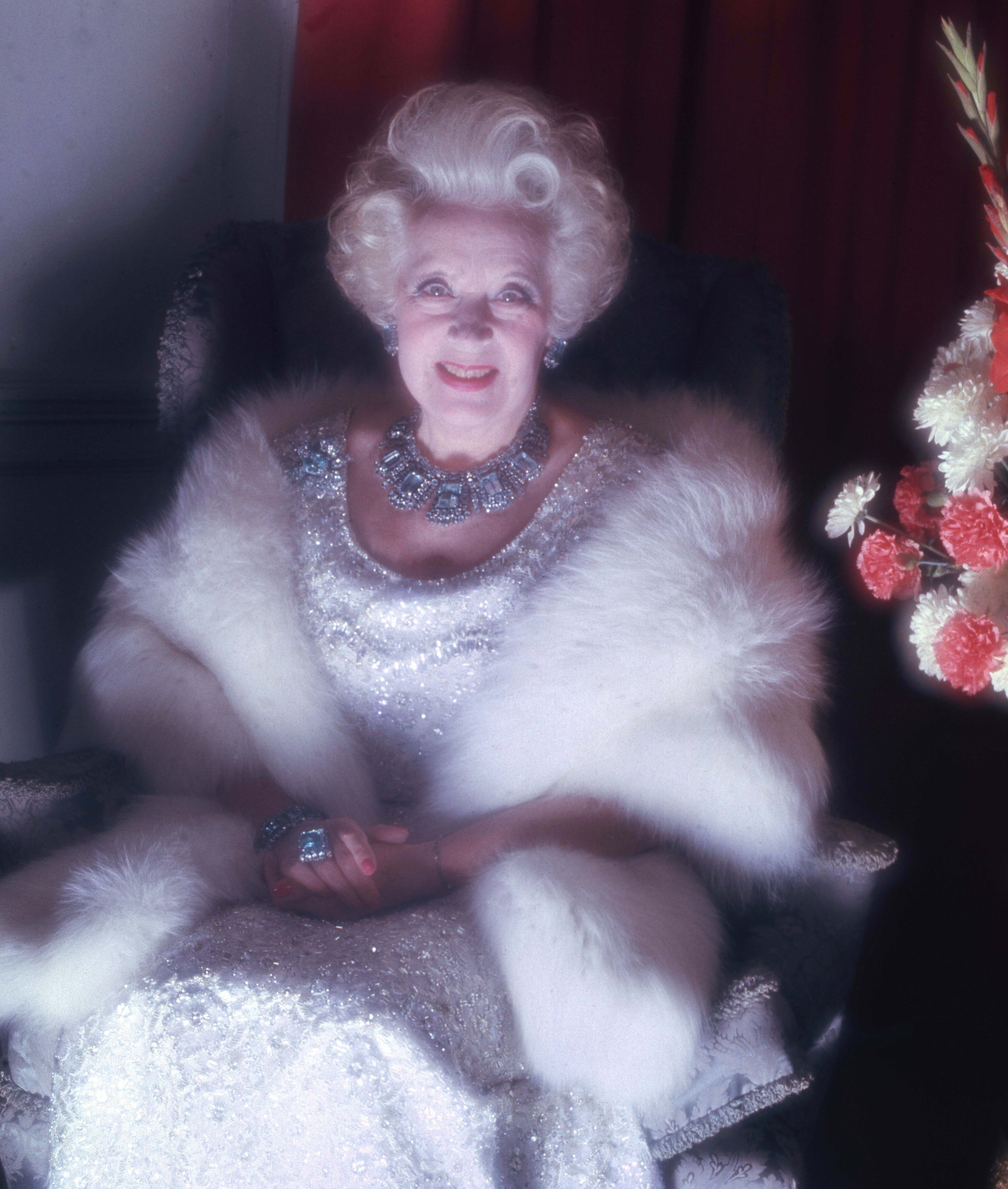
Barbara Cartland
21 mei

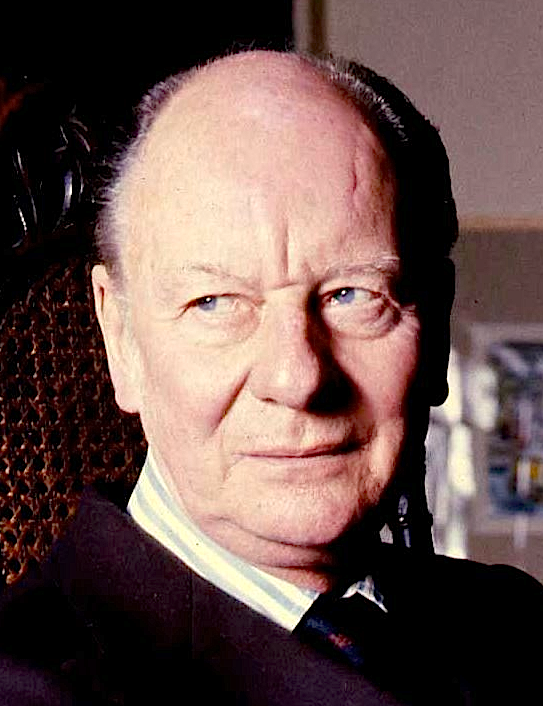
John Gielgud
21 mei

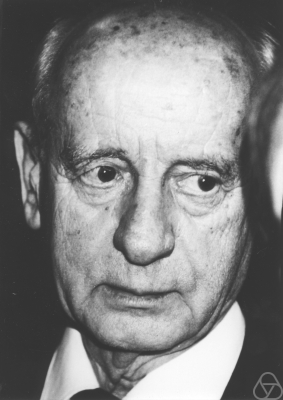
Erich Kähler
31 mei

| 1 | 2 | 3 | 4 | 5 | 6 | 7 | 8 | 9 | 10 | 11 | 12 | 13 | 14 | 15 | 16 | 17 | 18 | 19 | 20 | 21 | 22 | 23 | 24 | 25 | 26 | 27 | 28 | 29 | 30 | 31 |
| - | - | - | - | - | - | - | - | - | -- | -- | -- | -- | -- | -- | -- | -- | -- | -- | -- | -- | -- | -- | -- | -- | -- | -- | -- | -- | -- | -- |

### 1 mei
- Cláudio (77), Braziliaans voetballer
- Nora Swinburne (97), Brits actrice

### 3 mei
- Maurice van den Dool (19), Nederlands schaatser
- Kafak (54), Nederlands cartoonist
- Yoshinao Nakada (76), Japans componist
- John Joseph O'Connor (80), Amerikaans kardinaal
- Jon Vincent (37), Amerikaans pornoacteur

### 4 mei
- François Adam (88), Belgisch wielrenner
- Hendrik Casimir (90), Nederlands natuurkundige
- Stan Poppe (75), Nederlands politicus
- Diana Ross (89), Brits schrijfster

### 5 mei
- Gino Bartali (85), Italiaanse wielrenner

### 7 mei
- Douglas Fairbanks jr. (90), Amerikaans acteur
- Kees Reedijk (79), Nederlands bibliothecaris

### 8 mei
- Hubert Maga (83), Benins politicus
- Frans van Roessel (81), Nederlands bisschop

### 9 mei
- Victor Billiet (84), Belgisch politicus
- Adriaan Buter (82), Nederlands journalist

### 10 mei
- Jules Deschênes (76), Canadees rechtsgeleerde
- Craig Stevens (81), Amerikaans acteur

### 13 mei
- Freek van den Berg (82), Nederlands kunstschilder

### 17 mei
- Ellis Kohs (84), Amerikaans componist

### 18 mei
- Domingos da Guia (87), Braziliaans voetballer
- Wim Ibo (82), Nederlands cabaretier, schrijver, producent

### 19 mei
- Johnny Baldwin (78), Amerikaans autocoureur

### 20 mei
- Charles Antenen (70), Zwitsers voetballer
- Jean-Pierre Rampal (78), Frans fluitist

### 21 mei
- Barbara Cartland (98), Brits schrijfster
- John Gielgud (96), Brits acteur
- Erich Mielke (92), Oost-Duits politicus

### 24 mei
- Miguel Gil Moreno (32), Spaans cameraman en oorlogscorrespondent

### 25 mei
- Vincent King (64), Brits schrijver

### 28 mei
- Vincentas Sladkevičius (79), Litouws kardinaal
- Heleen Sancisi-Weerdenburg (56), Nederlands hoogleraar oude geschiedenis

### 29 mei
- Felix Fuentebella (84), Filipijns politicus
- Rita Longa (87), Cubaans beeldhouwster

### 30 mei
- Doris Hare (95), Brits actrice

### 31 mei
- Erich Kähler (94), Duits wiskundige
- Petar Mladenov (63), Bulgaars politicus
- Johnnie Taylor (66), Amerikaans zanger

## Juni

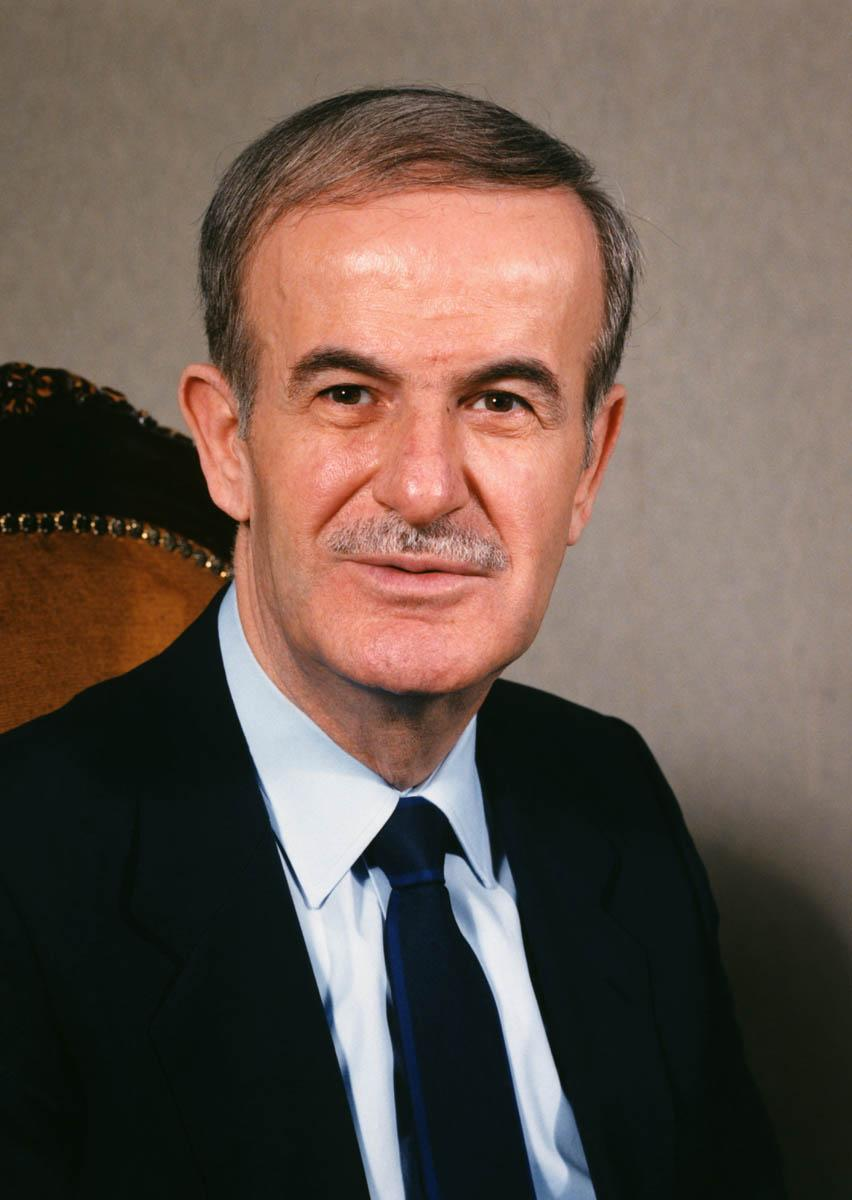
Hafiz al-Assad
10 juni

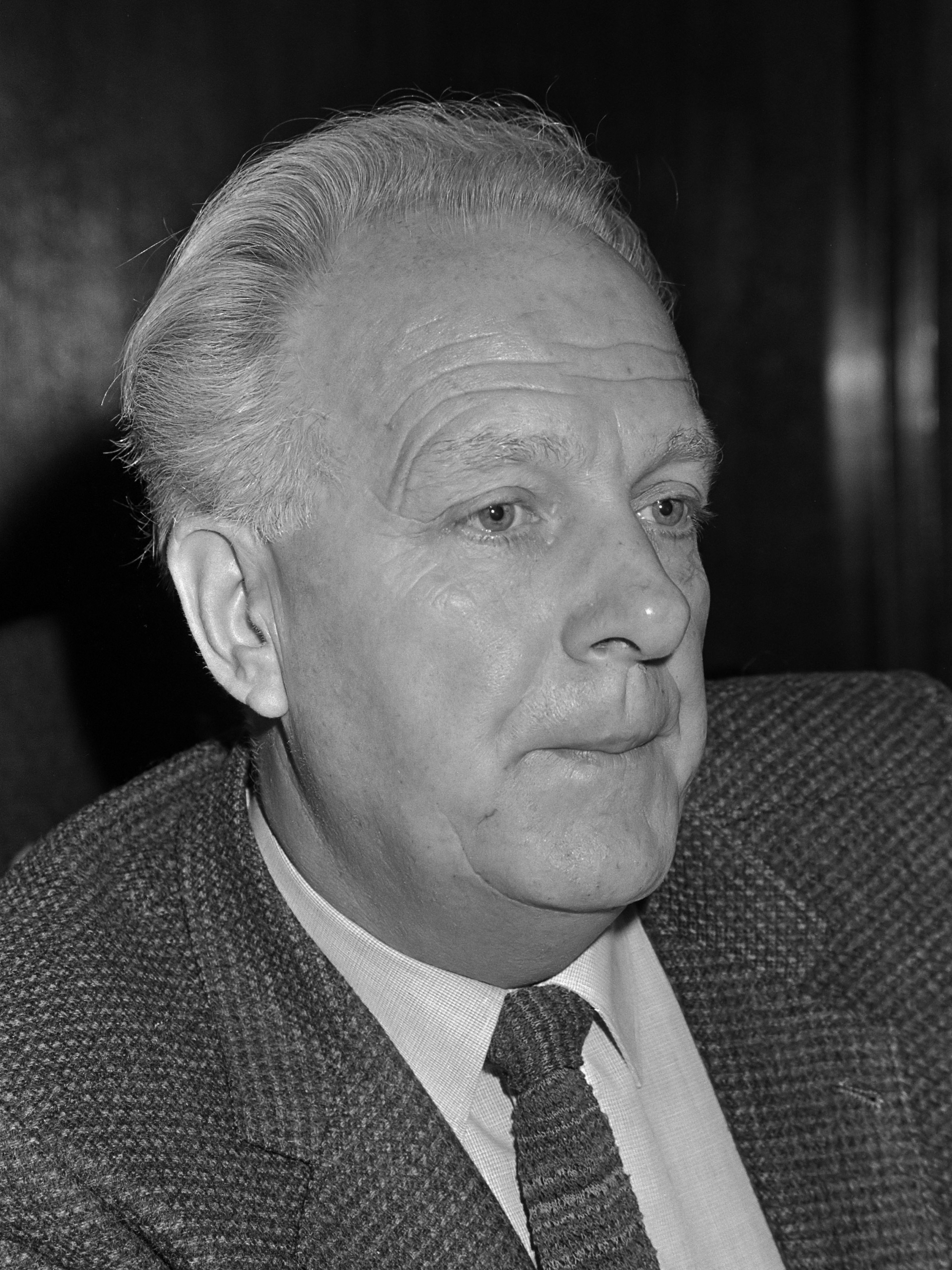
Louis Kuijpers
10 juni

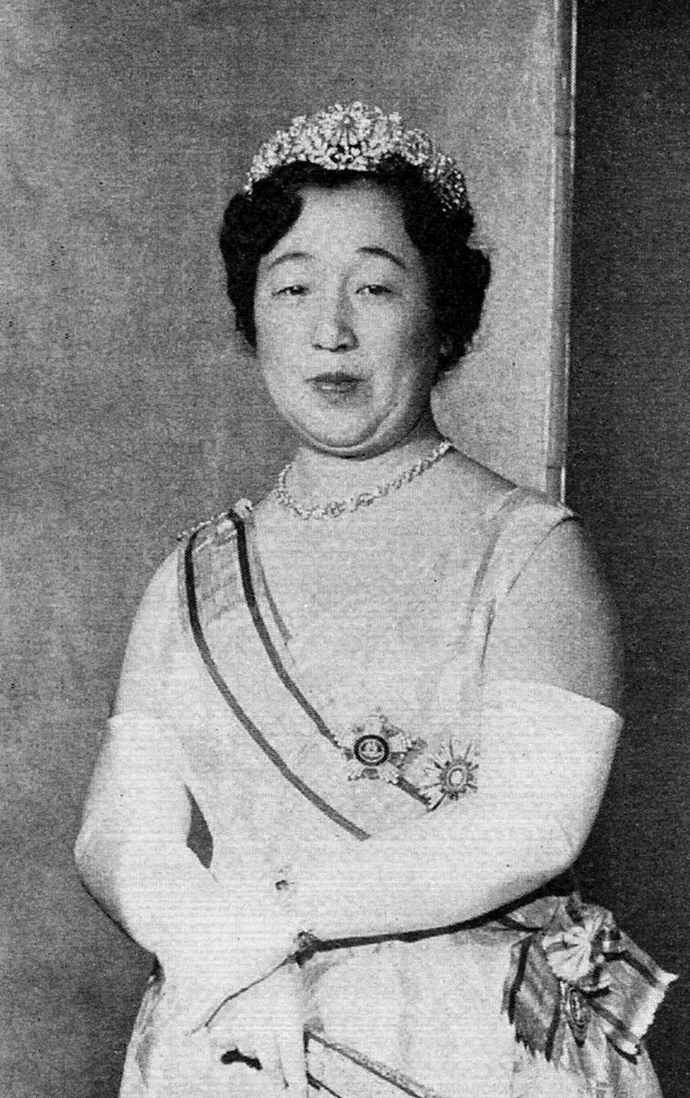
Nagako Kuni
16 juni

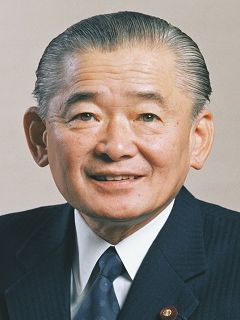
Noboru Takeshita
19 juni

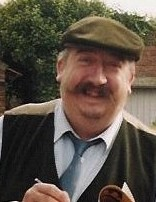
Ronny Coutteure
21 juni

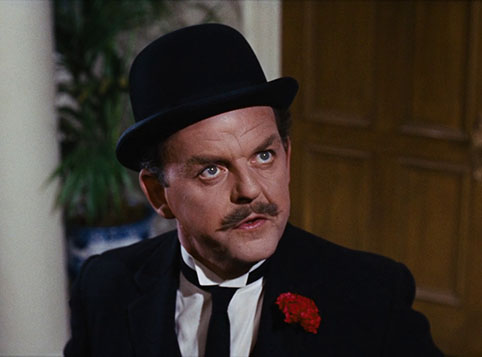
David Tomlinson
24 juni

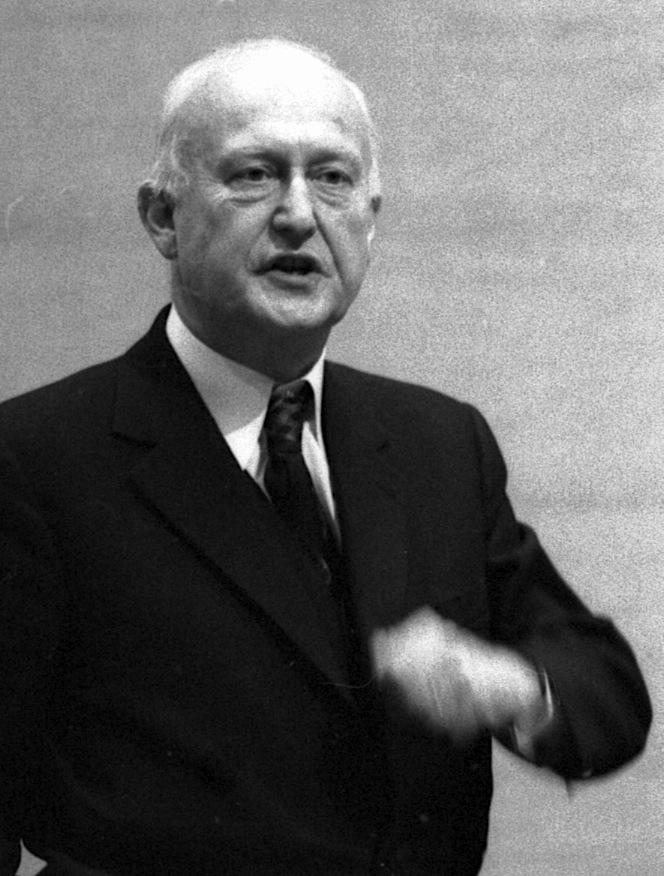
Pierre Pflimlin
27 juni

| 1 | 2 | 3 | 4 | 5 | 6 | 7 | 8 | 9 | 10 | 11 | 12 | 13 | 14 | 15 | 16 | 17 | 18 | 19 | 20 | 21 | 22 | 23 | 24 | 25 | 26 | 27 | 28 | 29 | 30 |
| - | - | - | - | - | - | - | - | - | -- | -- | -- | -- | -- | -- | -- | -- | -- | -- | -- | -- | -- | -- | -- | -- | -- | -- | -- | -- | -- |

### 1 juni
- Torbjörn Lundquist (79), Zweeds componist

### 2 juni
- Lepo Sumera (50), Estisch componist en politicus
- Felix Week (71), Belgisch voetballer en voetbaltrainer

### 3 juni
- Leonard Baskin (77), Amerikaans beeldhouwer
- Merton Miller (77), Amerikaans econoom
- Johannes Bernardus Plasschaert (85), Nederlands militair

### 4 juni
- Takashi Kano (79), Japans voetballer
- Hiroji Sato (75), Japans tafeltennisser
- Andries Stolk (86), Nederlands burgemeester
- Paul Zoungrana (82), Burkinees geestelijke

### 5 juni
- Gerhard Matthes (75), Duits componist

### 6 juni
- William McMillan (71), Amerikaans sportschutter
- Johan van de Walle (88), Nederlands schrijver

### 9 juni
- Ernst Jandl (74), Oostenrijks schrijver
- George Segal (75), Amerikaans popartbeeldhouwer

### 10 juni
- Hafiz al-Assad (69), president van Syrië
- Louis Kuijpers (80), Nederlands politicus
- Dieudonné Vander Bruggen (88), Belgisch politicus

### 12 juni
- Frâns Holwerda (62), Nederlands schrijver en dichter
- Willem Wijnaendts van Resandt (84), Nederlands genealoog

### 13 juni
- Freek van den Berg (82), Nederlands kunstschilder

### 14 juni
- Adriaan Hack (76), Nederlands politicus
- Paul Josso (82), Nederlands verzetsstrijder
- Robert Trent Jones (93), Amerikaanse golfbaanarchitect
- Jan Simons (75), Nederlands politicus

### 15 juni
- Alfred Vreven (63), Belgisch politicus

### 16 juni
- Marian de Garriga (64), Nederlands componiste
- Nagako Kuni (97), Japans keizerin-gemalin

### 17 juni
- Jean Louis Stuurop (63), Nederlands violist

### 18 juni
- Nancy Marchand (71), Amerikaans actrice
- Jozef Mensalt (73), Belgisch burgemeester

### 19 juni
- Gerard Soete (80), Belgisch politiefunctionaris en schrijver
- Noboru Takeshita (76) Japans politicus en premier

### 20 juni
- Hubert Kronenburg (75), Nederlands politicus

### 21 juni
- Willy Balyon (72), Nederlands dichteres
- Ronny Coutteure (48), Belgisch acteur en regisseur
- Alan Hovhaness (89), Amerikaans componist
- Maurice Vaute (87), Belgisch componist

### 22 juni
- Philippe Chatrier (72), Frans tennisser
- Willem Adriaan de Looze (84), Nederlands militair

### 23 juni
- Peter Dubovský (28), Slowaaks voetballer

### 24 juni
- David Tomlinson (83), Amerikaans acteur

### 27 juni
- Pierre Pflimlin (93), Frans politicus
- Hans Werner (67), Nederlands schrijver

### 29 juni
- Vittorio Gassman (77), Italiaans acteur en regisseur
- Coen Flink (68), Nederlands acteur
- Rodney Nuckey (71), Brits autocoureur

## Juli

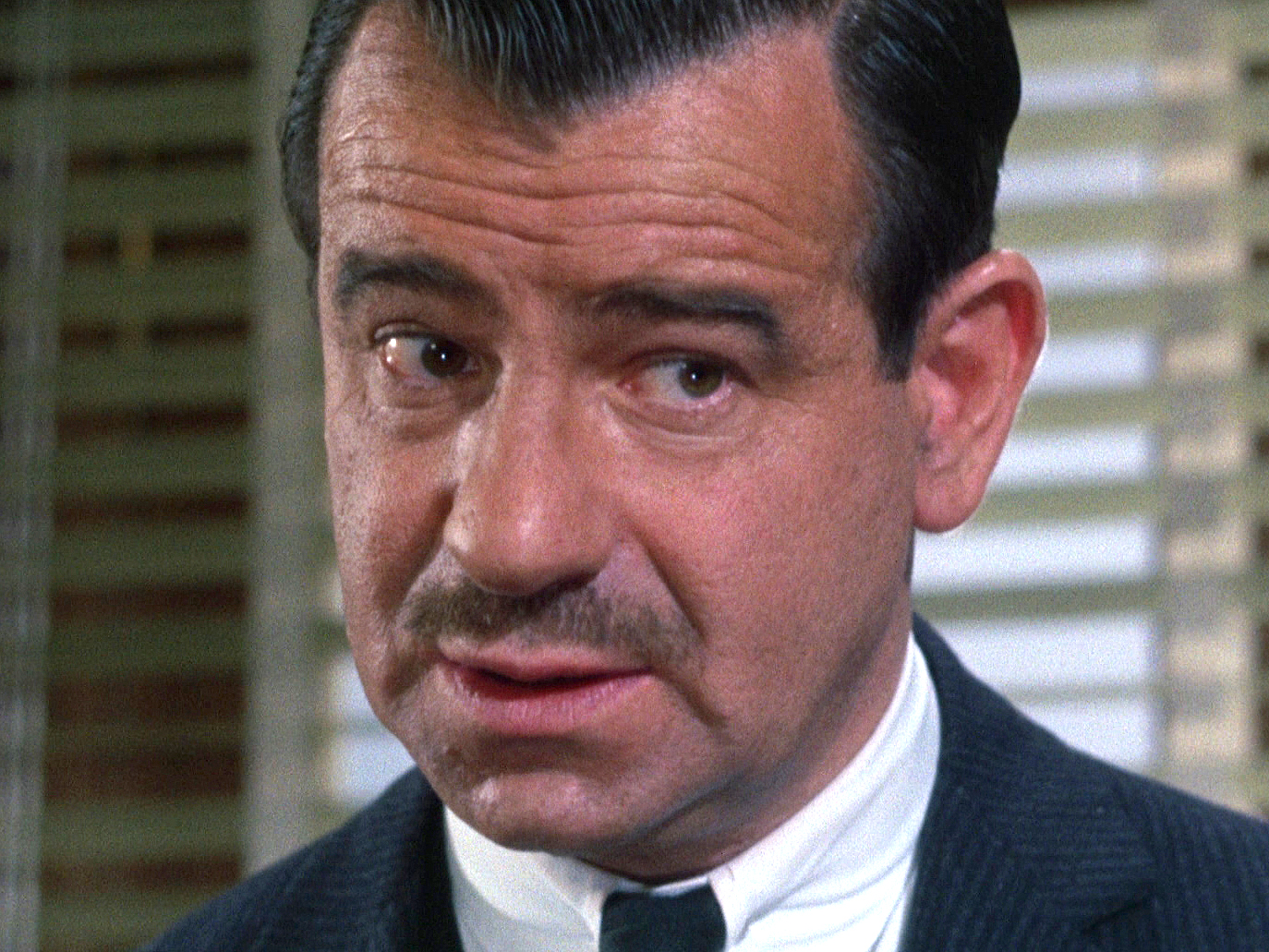
Walter Matthau
1 juli

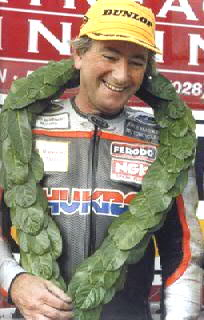
Joey Dunlop
2 juli

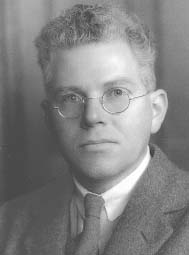
Mark Oliphant
14 juli

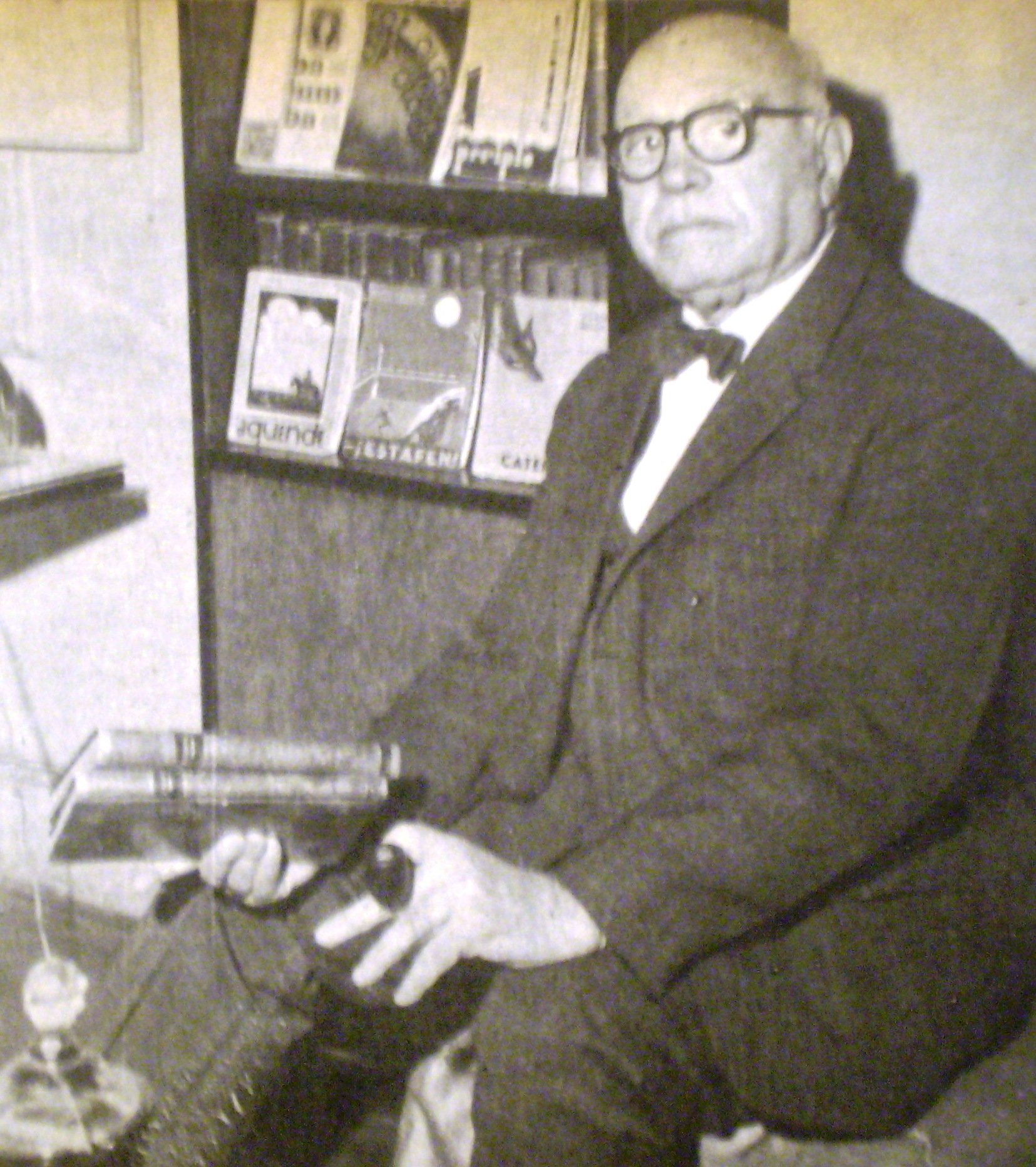
Juan Filloy
15 juli

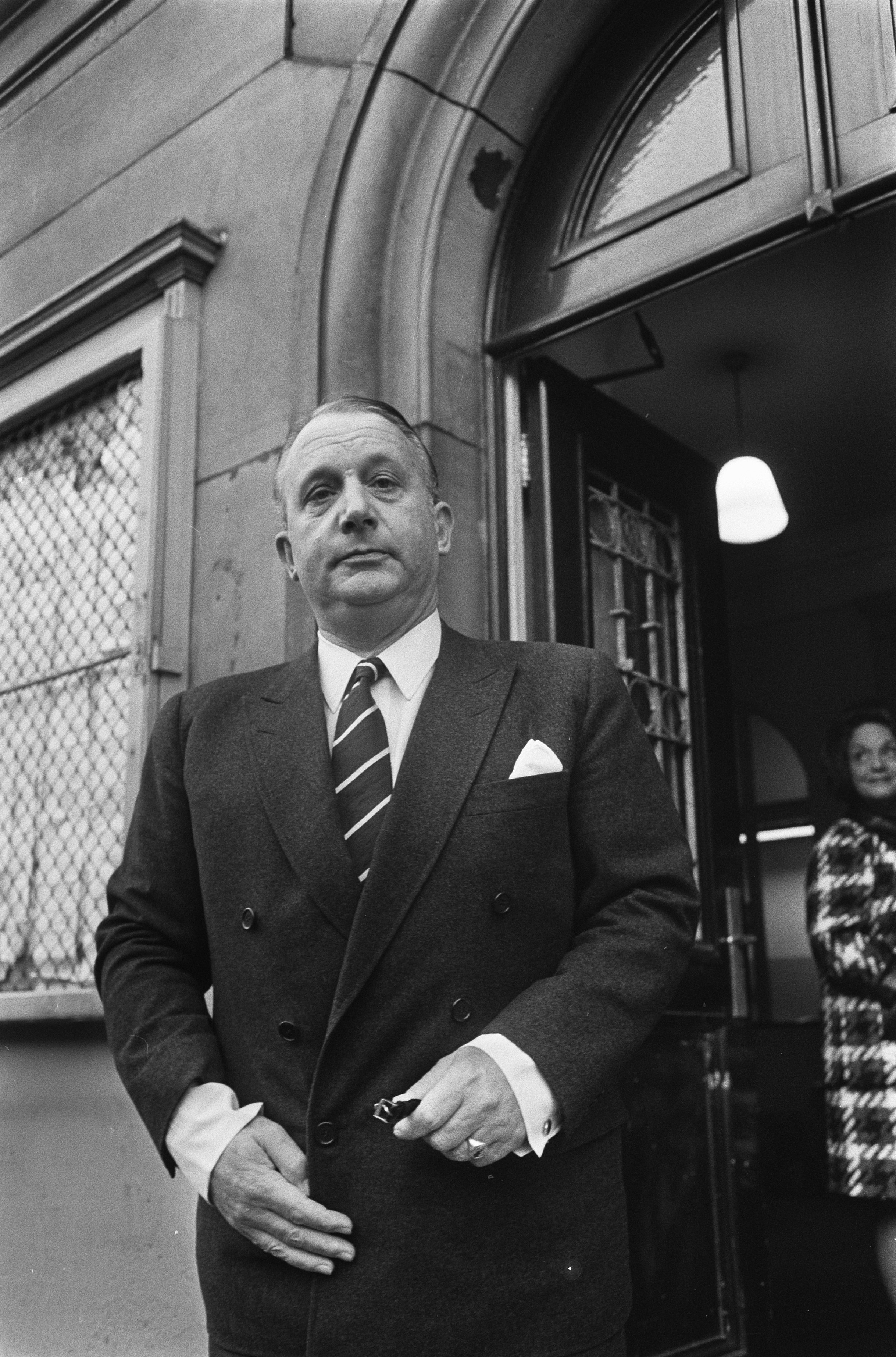
G.B.J. Hiltermann
15 juli

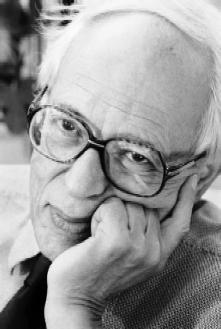
Bram Pais
28 juli

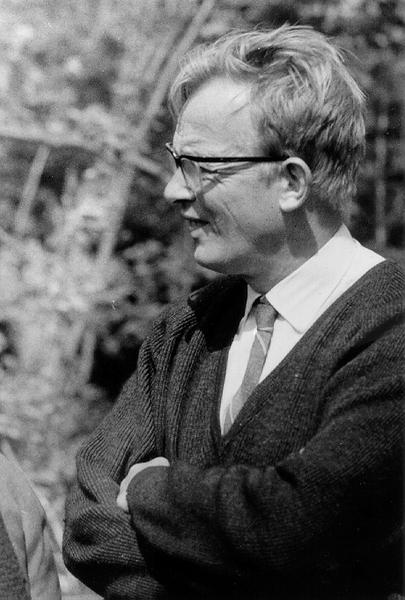
H.C. van de Hulst
31 juli

| 1 | 2 | 3 | 4 | 5 | 6 | 7 | 8 | 9 | 10 | 11 | 12 | 13 | 14 | 15 | 16 | 17 | 18 | 19 | 20 | 21 | 22 | 23 | 24 | 25 | 26 | 27 | 28 | 29 | 30 | 31 |
| - | - | - | - | - | - | - | - | - | -- | -- | -- | -- | -- | -- | -- | -- | -- | -- | -- | -- | -- | -- | -- | -- | -- | -- | -- | -- | -- | -- |

### 1 juli
- Torbjörn Lundquist (79), Zweeds componist
- Walter Matthau (79), Amerikaans filmacteur
- Ton Sondaar (92), Nederlands beeldhouwster

### 2 juli
- Joey Dunlop (48), Brits motorcoureur

### 3 juli
- Kemal Sunal (55), Turks acteur

### 4 juli
- Gustaw Herling-Grudziński (81), Poolse schrijver
- Walter Schneider-Argenbühl (75), Duits componist en dirigent

### 5 juli
- Franta Belsky (79), Tsjechisch-Brits beeldhouwer
- Han Lammers (68), Nederlands politicus
- Dorino Serafini (90), Italiaans autocoureur
- Frans Van Mechelen (77), Belgisch politicus

### 6 juli
- Władysław Szpilman (88), Pools pianist en componist

### 7 juli
- Piet Bekaert (61), Belgisch kunstenaar
- Halbe Brandsma (76), Nederlands militair

### 8 juli
- Pieter Goemans (75), Nederlands componist

### 9 juli
- Doug Fisher (59), Brits acteur
- Joe Sostilio (85), Amerikaans autocoureur

### 10 juli
- Henri Bol (55), Nederlands kunstschilder
- Justin Pierce (25), Brits acteur
- Filip Van Luchem (35), Belgisch wielrenner

### 11 juli
- Robert Runcie (78), Brits aartsbisschop van Canterbury

### 12 juli
- René Greisch (71), Belgisch architect
- Ron Kroon (57), Nederlands zwemmer
- Tomislav van Joegoslavië (72), lid Joegoslavische koningshuis

### 14 juli
- Mark Oliphant (98), Australisch natuurkundige
- Maus Wijnhout (68), Nederlands langeafstandschaatser

### 15 juli
- Juan Filloy (105), Argentijns schrijver
- G.B.J. Hiltermann (86), Nederlands politiek commentator
- Kalle Svensson (74), Zweeds voetballer
- Paul Young (53), Brits zanger en percussiespeler

### 16 juli
- Barbosa Lima Sobrinho (103), Braziliaans politicus

### 18 juli
- Perfecto Fernandez (69), Filipijns jurist en hoogleraar

### 19 juli
- Liss Eriksson (80), Zweeds beeldhouwer en tekenaar

### 20 juli
- Hendrik Willem van den Brink (79), Nederlands burgemeester
- Eric van Ingen (78), Nederlands acteur
- Wim Poncia (86), Nederlands acteur
- Murray Ross (90), Canadees socioloog

### 21 juli
- Hendrik Arend Beusekamp (83), Nederlands burgemeester

### 22 juli
- Claude Sautet (76), Frans cineast
- Teleco (86), Braziliaans voetballer
- Willem Zuidema (68), Nederlands theoloog

### 23 juli
- Frits von Meijenfeldt (80), Nederlands politicus
- Yuki Ogura (105), Japanse nihonga schilderes

### 25 juli
- Jaap Hiddink (90), Nederlands kunstschilder

### 26 juli
- Jan Buijvoets (82), Nederlands verzetsstrijder en politicus
- John Tukey (85), Amerikaans statisticus

### 28 juli
- Bram Pais (82), Nederlands-Amerikaanse natuurkundige

### 31 juli
- Hendrik C. van de Hulst (81), Nederlands astronoom

## Augustus

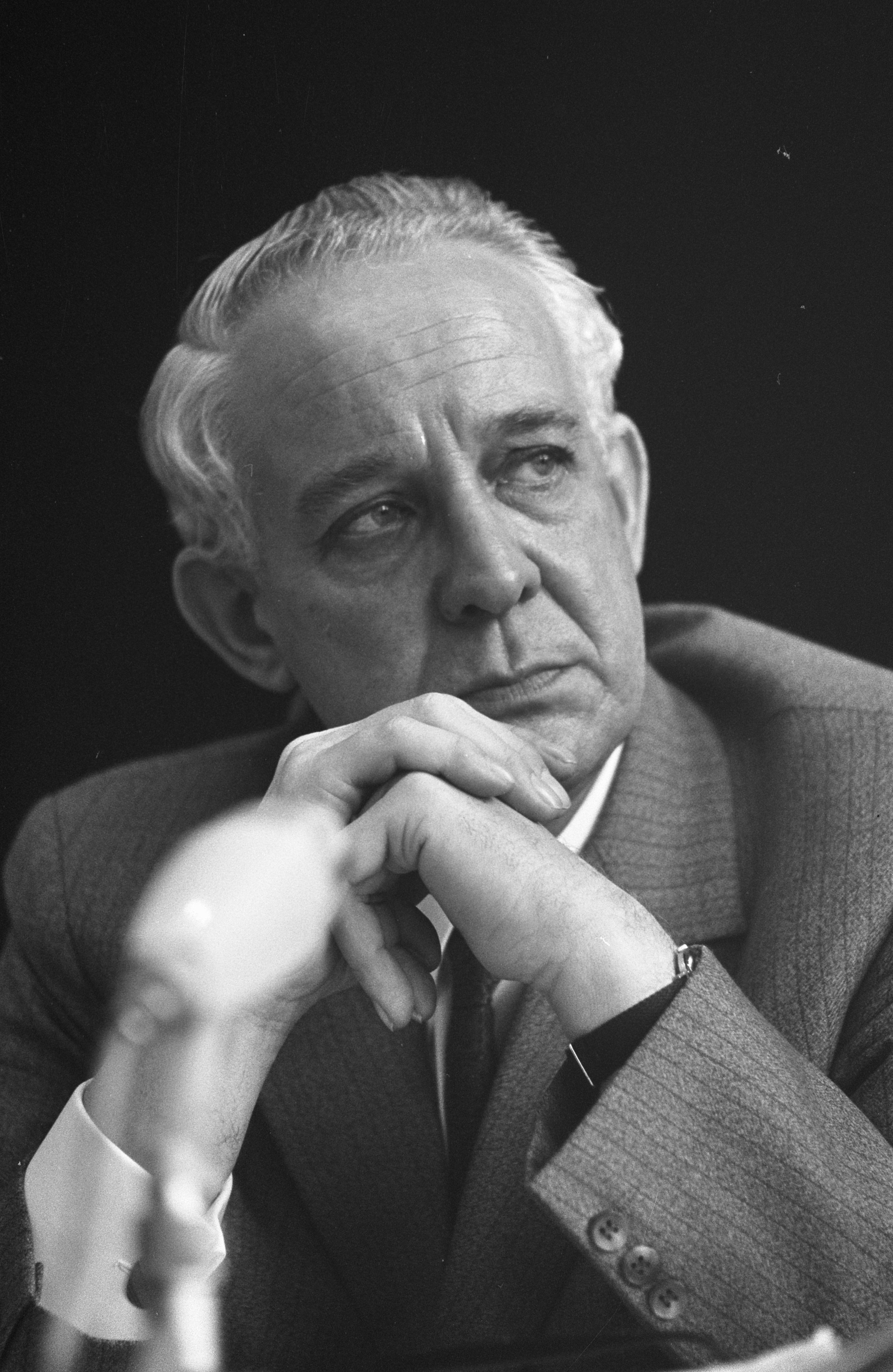
Jan Mertens
2 augustus

Alec Guinness
5 augustus

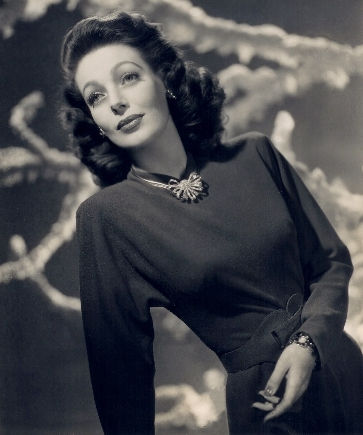
Loretta Young
12 augustus

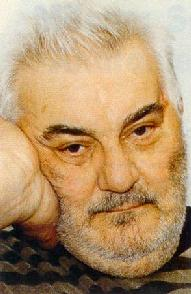
Franco Donatoni
17 augustus

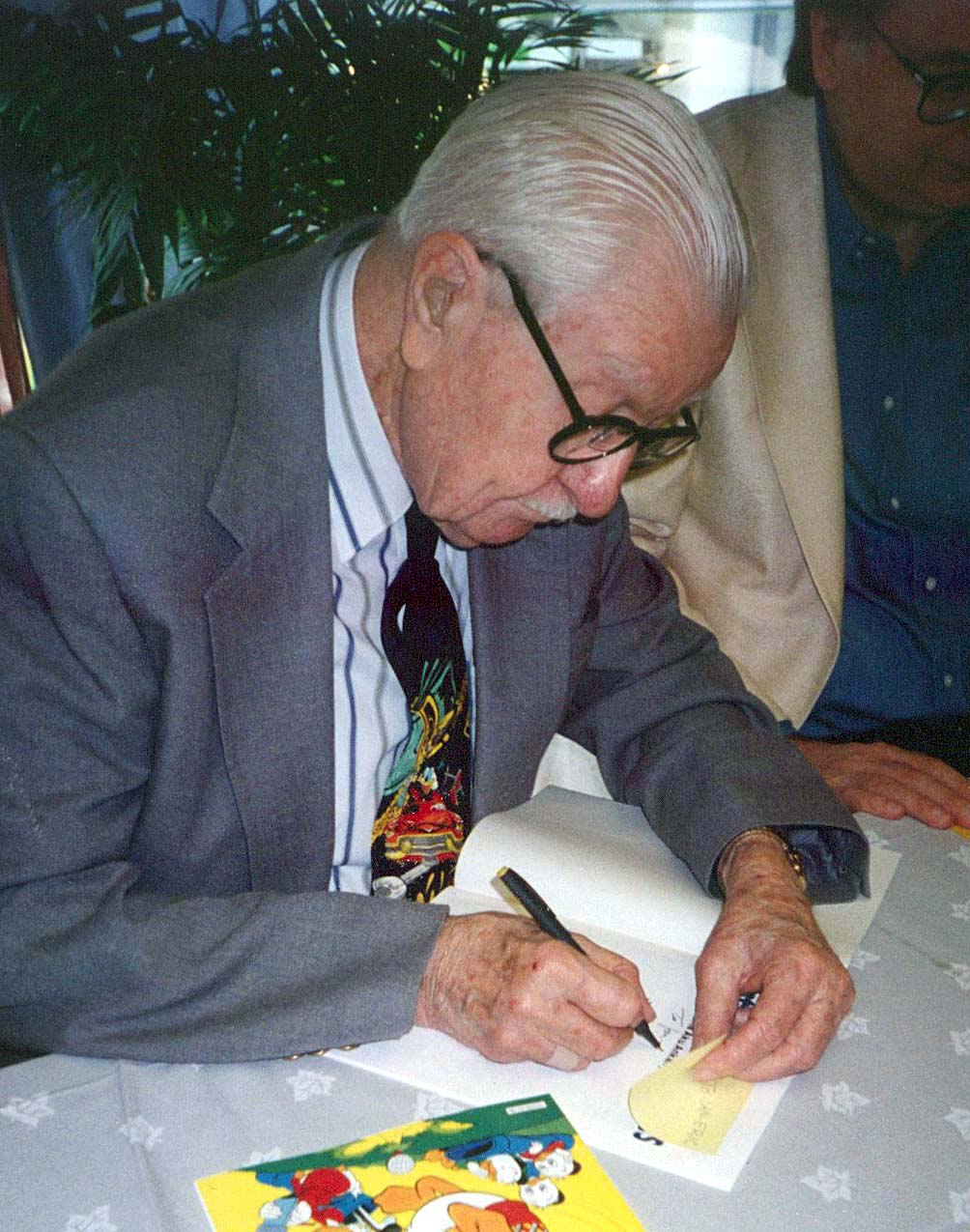
Carl Barks
25 augustus

| 1 | 2 | 3 | 4 | 5 | 6 | 7 | 8 | 9 | 10 | 11 | 12 | 13 | 14 | 15 | 16 | 17 | 18 | 19 | 20 | 21 | 22 | 23 | 24 | 25 | 26 | 27 | 28 | 29 | 30 | 31 |
| - | - | - | - | - | - | - | - | - | -- | -- | -- | -- | -- | -- | -- | -- | -- | -- | -- | -- | -- | -- | -- | -- | -- | -- | -- | -- | -- | -- |

### 2 augustus
- Klaas Kleine (60), Nederlands Drentstalig schrijver
- Jan Mertens (84), Nederlands vakbondsleider en politicus

### 4 augustus
- Tonny Ahlers (82), Nederlands oorlogsmisdadiger

### 5 augustus
- Alec Guinness (86), Brits acteur
- Arturo Durazo Moreno (76), Mexicaans politieman en crimineel

### 6 augustus
- Joan Trimble (85), Iers componiste

### 7 augustus
- Jeanne Kouwenaar-Bijlo (85), Nederlands beeldhouwster

### 8 augustus
- Peter Kloos (64), Nederlands antropoloog

### 9 augustus
- John Harsanyi (80), Hongaars-Amerikaans econoom
- Arie van Leeuwen (90), Nederlands atleet
- Vitalij Staroechin (51), Sovjet-Oekraïens voetballer
- Herb Thomas (77), Amerikaans autocoureur

### 10 augustus
- Bertus Leerkes (77), Nederlands politicus
- Max Sefrin (86), Oost-Duits politicus

### 12 augustus
- Jean Carzou (93), Armeens-Frans kunstenaar
- Patrick Peter Sacco (71), Amerikaans componist en pianist
- Loretta Young (87), Amerikaans filmactrice

### 13 augustus
- Bob Wente (67), Amerikaans autocoureur

### 15 augustus
- Eduardo Luján Manera (55), Argentijns voetballer en trainer
- Meelf Sybens van Oosten (90), Nederlands jurist

### 16 augustus
- Aybert Rapaert de Grass (88), Belgisch burgemeester

### 17 augustus
- Erich Borchmeyer (95), Duits atleet
- Franco Donatoni (73), Italiaans componist
- Hans-Diedrich von Tiesenhausen (87), Duits militair

### 19 augustus
- Antonio Pugliese (59), Amerikaans professioneel worstelaar

### 20 augustus
- Gerrit Kuijt (67), Nederlands geestelijke
- Henri Theil (75), Nederlands econometrist
- Siegfried Wünsche (84), Duits motorcoureur

### 21 augustus
- Wim Beeren (72), Nederlands museumdirecteur

### 22 augustus
- Jo Hoftijzer (83), Nederlands burgemeester

### 24 augustus
- Harry van Elderen (76), Nederlands voetballer
- Andy Hug (35), Zwitsers vechtsporter
- Carel ter Maat (87), Nederlands bestuurder

### 25 augustus
- Carl Barks (99), Amerikaans striptekenaar en -schrijver
- Jack Nitzsche (63), Amerikaans pianist en componist
- Ivan Stambolić (63), Servisch politicus

### 28 augustus
- John Bultinck (66), Belgisch televisiekok
- Friedrich Wilhelm zu Wied (69), lid Duitse adel

### 30 augustus
- Joseph H. Lewis (93), Amerikaans filmregisseur

## September

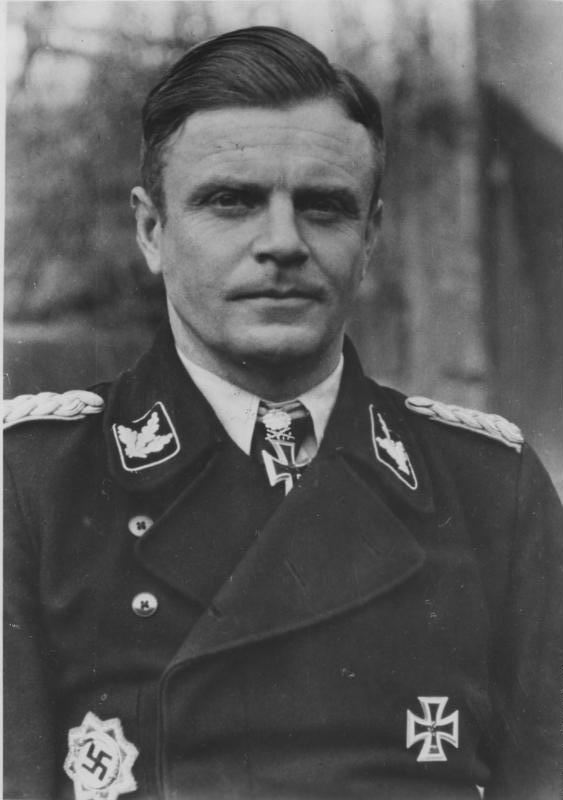
Heinz Harmel
2 september

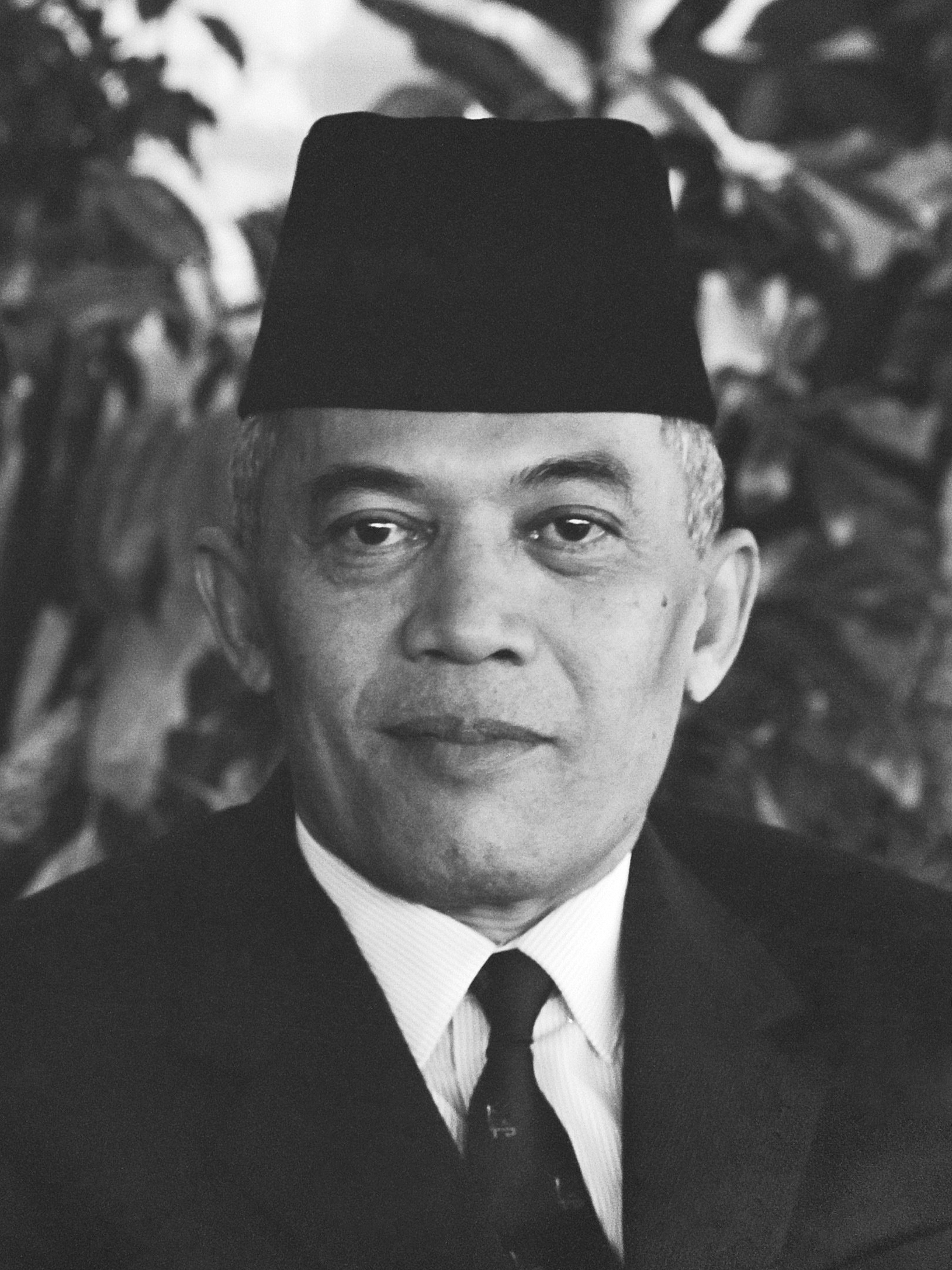
Abdul Harris Nasution
6 september

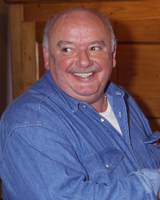
Konrad Kujau
12 september

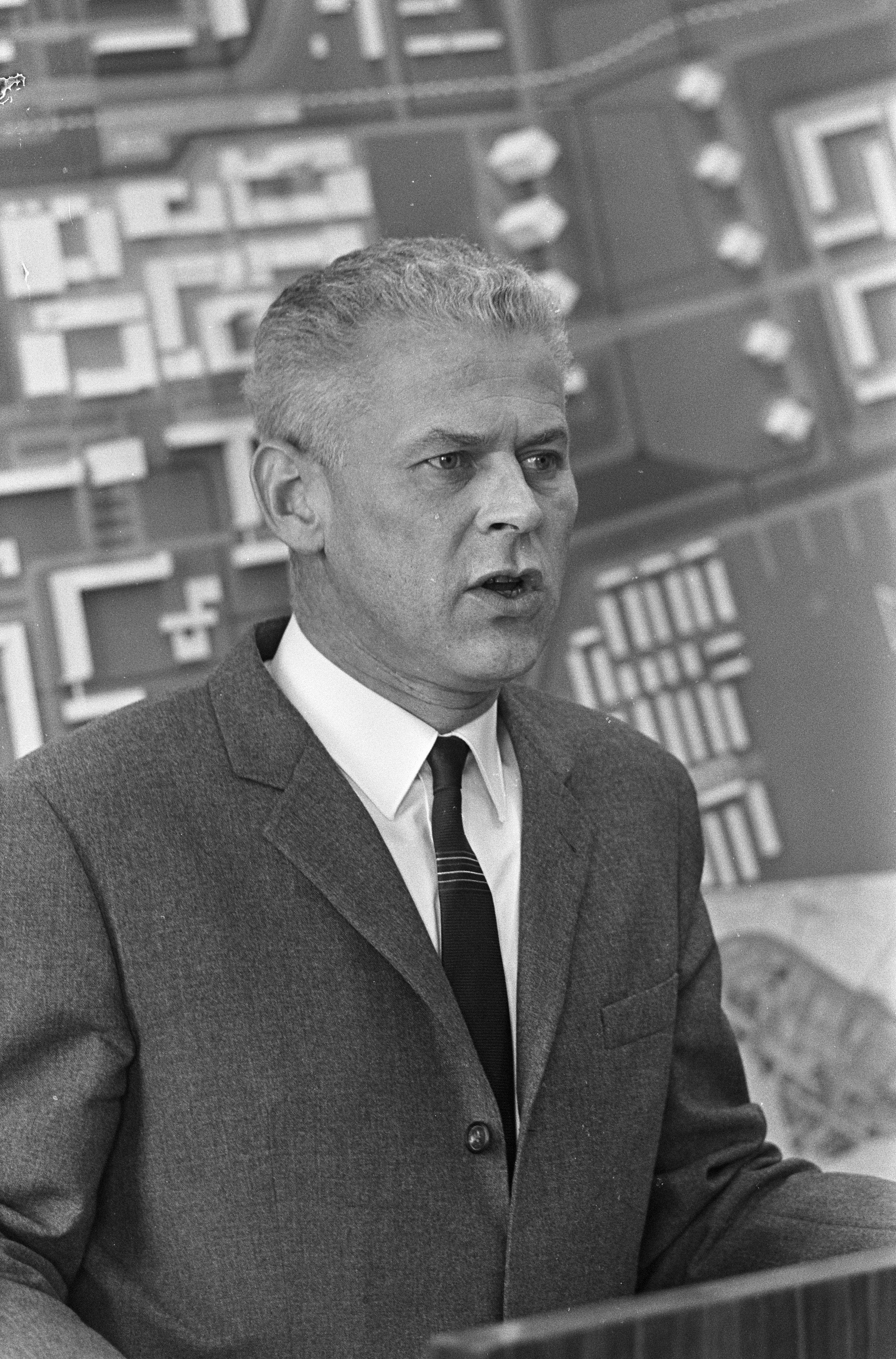
Thomas Elsenburg
16 september

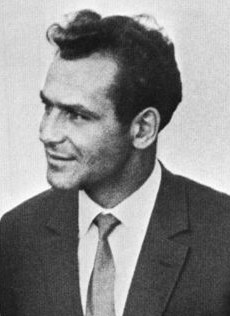
German Titov
20 september

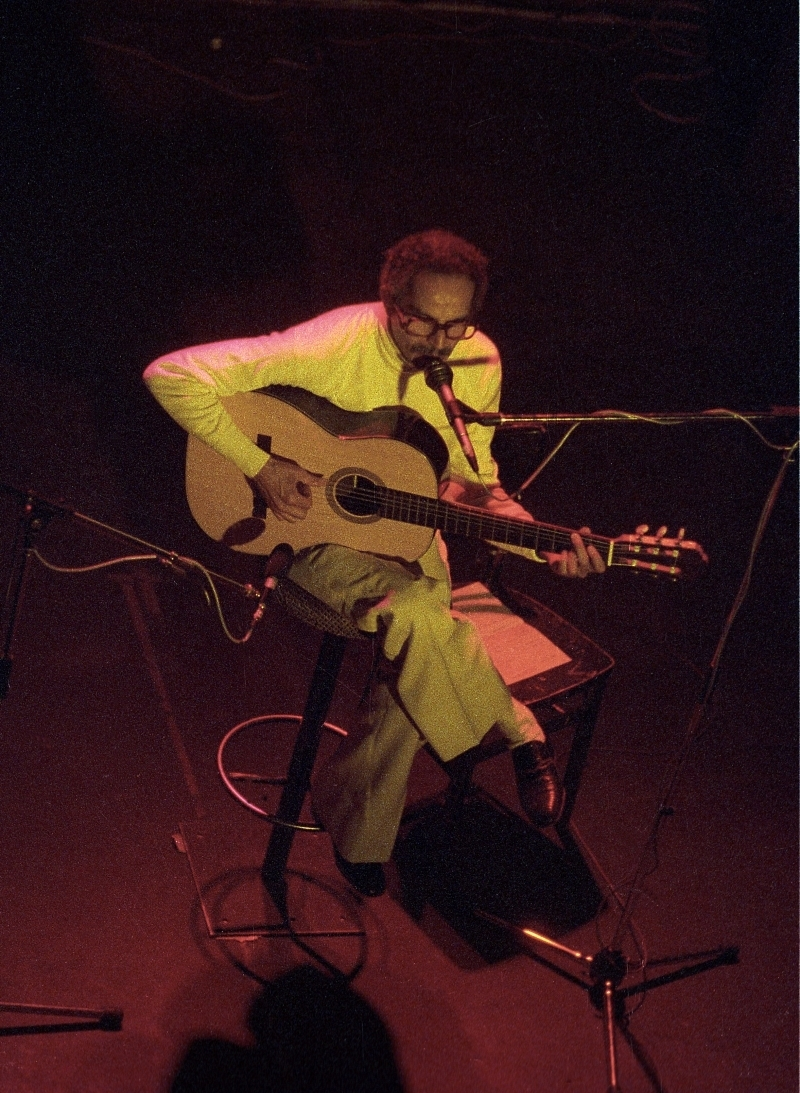
Baden Powell
26 september

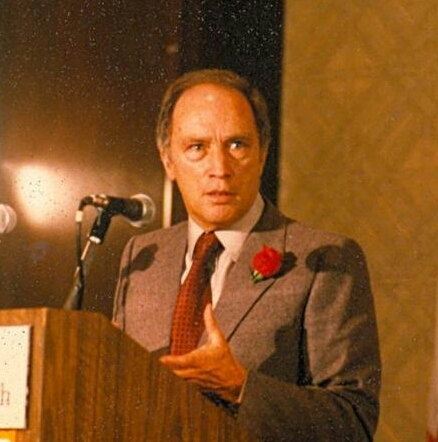
Pierre Trudeau
28 september

| 1 | 2 | 3 | 4 | 5 | 6 | 7 | 8 | 9 | 10 | 11 | 12 | 13 | 14 | 15 | 16 | 17 | 18 | 19 | 20 | 21 | 22 | 23 | 24 | 25 | 26 | 27 | 28 | 29 | 30 |
| - | - | - | - | - | - | - | - | - | -- | -- | -- | -- | -- | -- | -- | -- | -- | -- | -- | -- | -- | -- | -- | -- | -- | -- | -- | -- | -- |

### 2 september
- Heinz Harmel (94), Duits militair leider
- Curt Siodmak (98), Duits-Amerikaans schrijver

### 4 september
- Mihály Mayer (66), Bulgaars waterpolospeler
- Antonio Ruberti (73), Italiaans politicus

### 5 september
- Carlo M. Cipolla (78), Italiaans historicus

### 6 september
- Kees van Aelst (83), Nederlands waterpolospeler
- Abdul Harris Nasution (81), Indonesisch militair en politicus
- Otto Martin Wiedemann (84), Nederlands verzetsstrijder

### 7 september
- Georges Cardoen (69), Belgisch politicus

### 8 september
- Carlos Castillo Peraza (53), Mexicaans politicus

### 9 september
- Herbert Friedman (84), Amerikaans astrofysicus
- Ad Noyons (84), Nederlands acteur
- Tames Visser (82), Nederlands burgemeester

### 11 september
- Liban Martens (89), Belgisch politicus
- Jan Sariman (61), Surinaams politicus

### 12 september
- Konrad Kujau (62), Duits kunstschilder en kunstvervalser

### 13 september
- Jef Apers (79), Nederlands burgemeester
- Rolf Kauka (83), Duits striptekenaar

### 14 september
- Beah Richards (80), Amerikaans actrice

### 16 september
- Thomas Elsenburg (80), Nederlands politicus

### 17 september
- Paula Yates (41), Britse televisiepresentatrice

### 18 september
- Paddy Chambers (56), Brits zanger, gitarist en songwriter

### 19 september
- Ann Doran (89), Amerikaans actrice
- Frederik Pelder (82), Nederlands militair

### 20 september
- Sam van Embden (95), Nederlands stedenbouwkundige
- Jeanloup Sieff (66), Frans fotograaf
- Stanislav Stratiev (59), Bulgaars schrijver
- German Titov (65), Russisch astronaut

### 21 september
- Gerard van der Schroeff (87), Surinaams politicus

### 22 september
- Willie Cook (76), Amerikaans jazztrompettist
- Vincenzo Fagiolo (82), Italiaans kardinaal
- Saburo Sakai (84), Japans militair

### 23 september
- Jan Femer (56), Nederlands crimineel

### 24 september
- Jean Malléjac (71), Frans wielrenner
- Willem Paul de Roever (83), Nederlands geoloog

### 26 september
- Baden Powell, (63) Braziliaans gitarist
- Paul-Joseph-Marie Gouyon (89), Frans kardinaal
- Peter Piekos (82), Nederlands stemacteur, conferencier en presentator
- Richard Mulligan (67), Amerikaans acteur

### 27 september
- Francis Vanverberghe (54), Frans-Belgisch crimineel

### 28 september
- Pierre Trudeau (80), Canadees politicus

### 29 september
- Wim Bijmoer (86), Nederlands illustrator
- Jopie Huisman (77), Nederlands kunstschilder

## Oktober

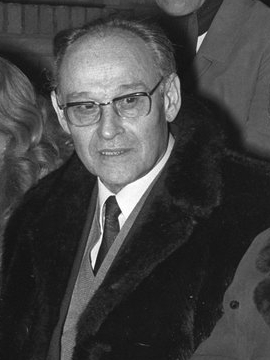
Elek Schwartz
2 oktober

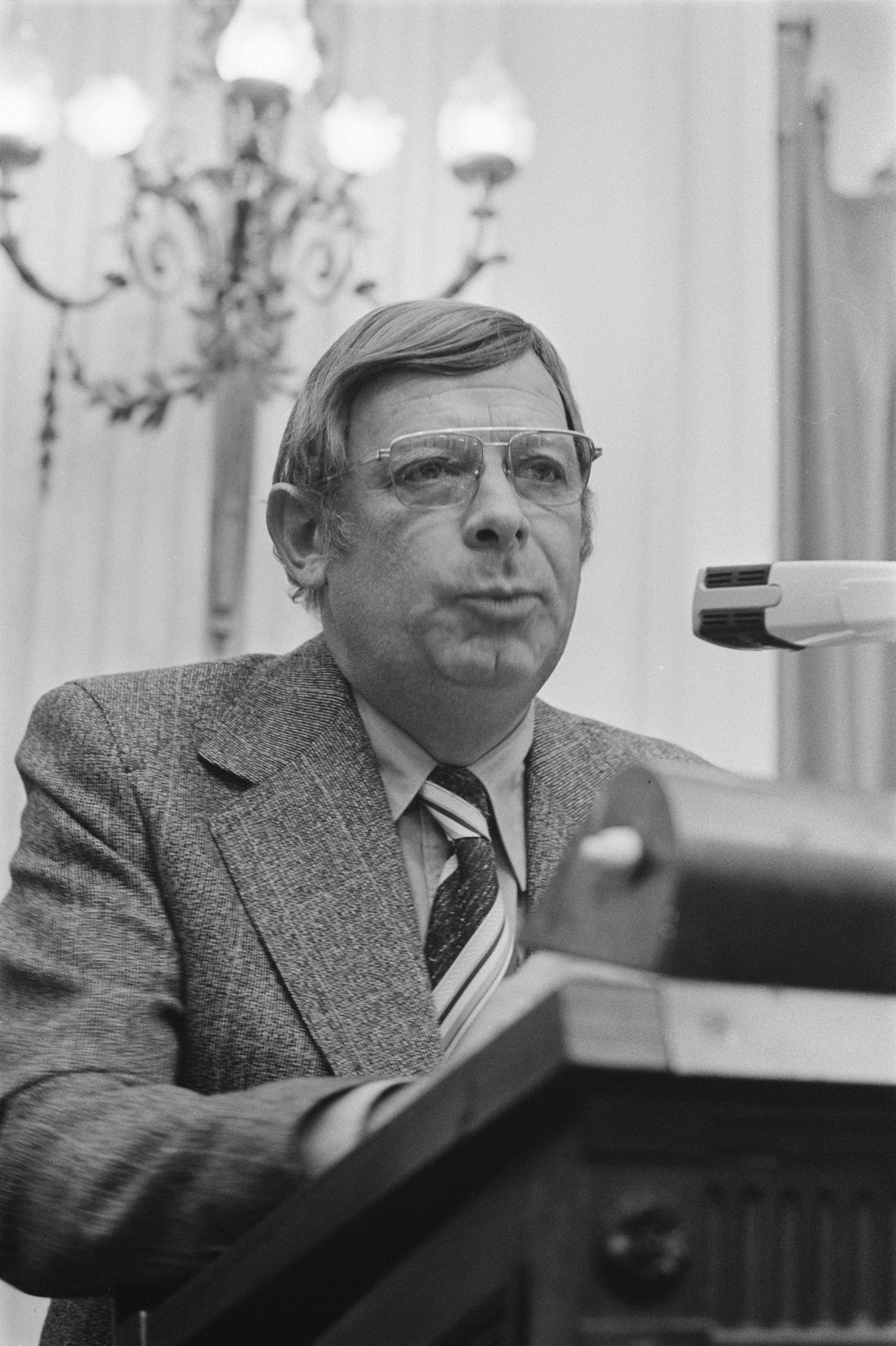
Klaas Beuker
9 oktober

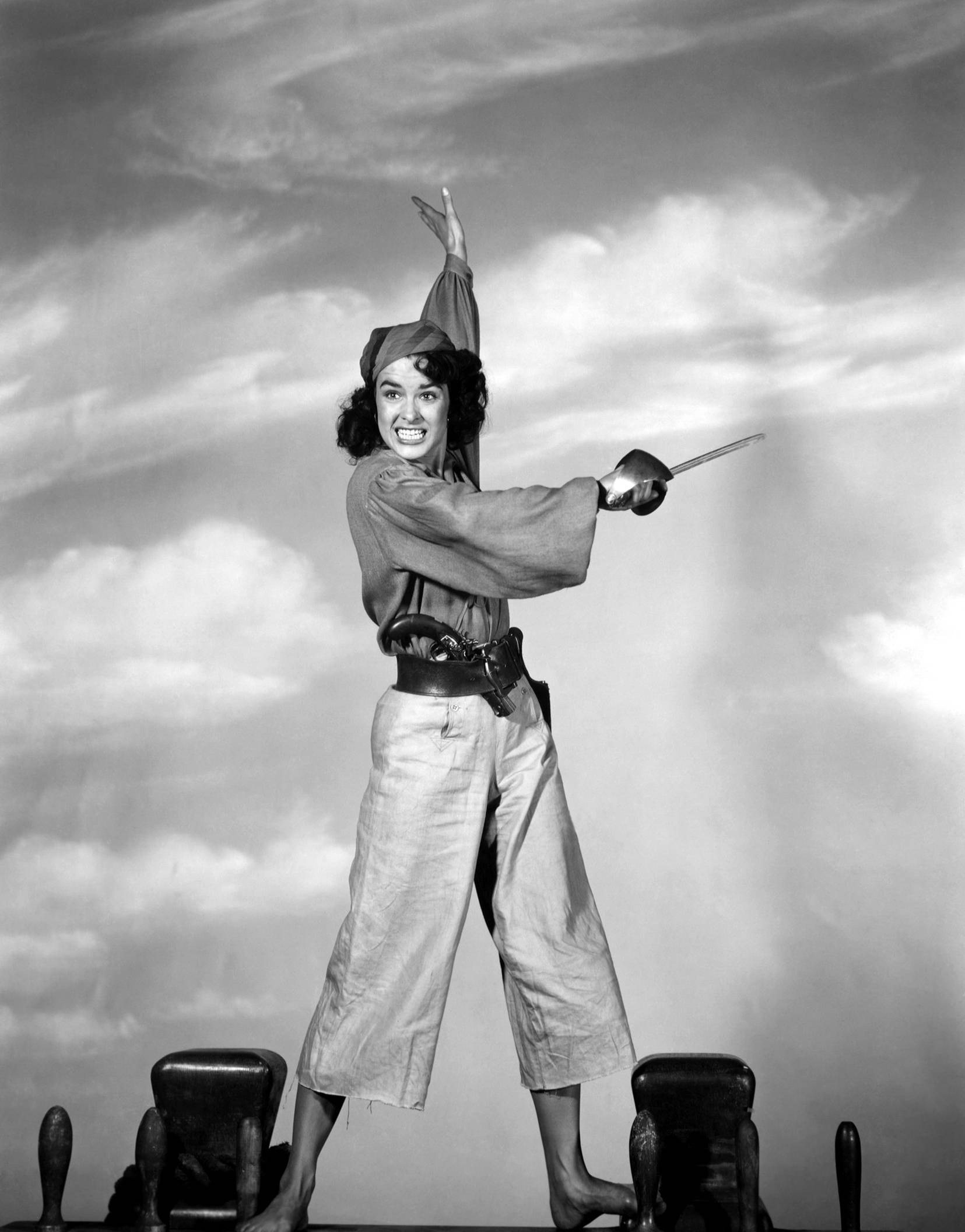
Jean Peters
13 oktober

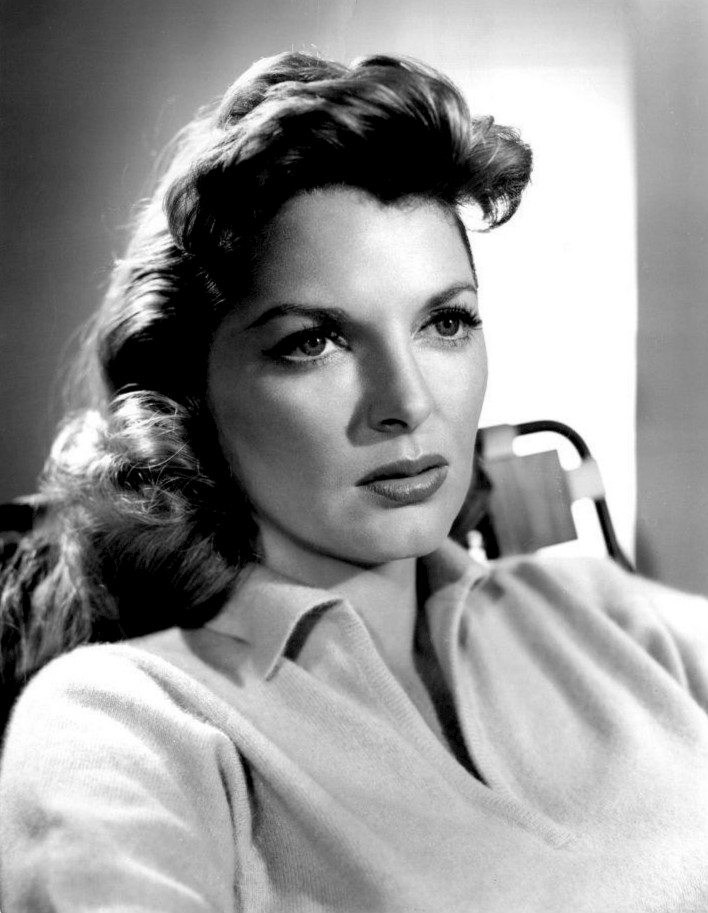
Julie London
18 oktober

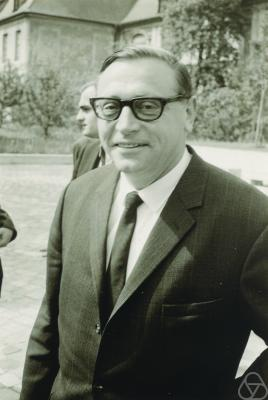
Karl Stein
19 oktober

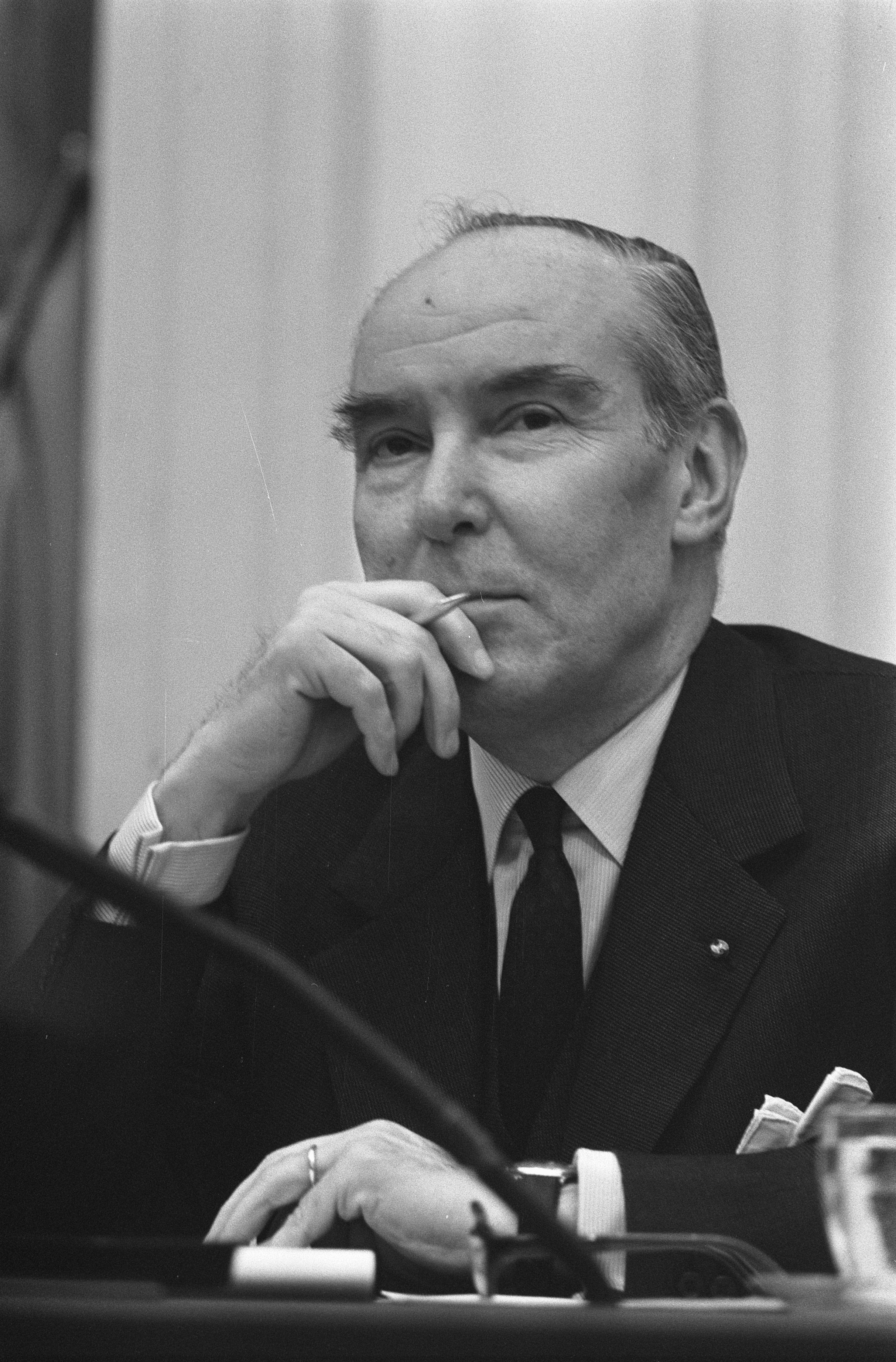
Louis Stuyt
30 oktober

| 1 | 2 | 3 | 4 | 5 | 6 | 7 | 8 | 9 | 10 | 11 | 12 | 13 | 14 | 15 | 16 | 17 | 18 | 19 | 20 | 21 | 22 | 23 | 24 | 25 | 26 | 27 | 28 | 29 | 30 | 31 |
| - | - | - | - | - | - | - | - | - | -- | -- | -- | -- | -- | -- | -- | -- | -- | -- | -- | -- | -- | -- | -- | -- | -- | -- | -- | -- | -- | -- |

### 1 oktober
- Gastone Lottieri (73), Italiaans componist

### 2 oktober
- Elek Schwartz (91), Frans voetballer en voetbalcoach

### 3 oktober
- Jan Willem Bezemer (79), Nederlands historicus
- Wojciech Jerzy Has (75), Pools filmregisseur en scenarioschrijver

### 4 oktober
- Rhadi Ben Abdesselam (71), Marokkaans atleet
- Egano Righi-Lambertini (94), Italiaans kardinaal
- Michael Smith (68), Canadees biochemicus

### 5 oktober
- Cătălin Hîldan (24), Roemeens voetballer
- Frans Ludo Verbeeck (74), Belgisch componist en dirigent
- Sidney Yates (91), Amerikaans politicus

### 6 oktober
- Pier Alma (61), Nederlands voetballer
- Richard Farnsworth (80), Amerikaans acteur
- Antonie Johannes Pannekoek (94), Nederlands geoloog

### 7 oktober
- Harry Cooper (96), Brits golfspeler
- Rob Romein (51), Nederlands ondernemer

### 9 oktober
- Klaas Beuker (76), Nederlands politicus
- David Dukes (55), Amerikaans acteur
- Charles Hartshorne (103), Amerikaans filosoof
- Fon Klement (69), Nederlands kunstenaar

### 10 oktober
- Sirimavo Bandaranaike (84), Sri Lankaans politica
- Sam Klepper (40), Nederlands crimineel
- Ambrogio Morelli (94), Italiaans wielrenner

### 11 oktober
- Donald Dewar (63), Brits politicus
- Pietro Palazzini (88), Italiaans kardinaal

### 12 oktober
- Wil den Hollander (85), Nederlands schrijfster

### 13 oktober
- Jean Peters (73), Amerikaans actrice
- Britt Woodman (80), Amerikaans jazztrombonist

### 15 oktober
- Konrad Emil Bloch (88), Duits-Amerikaans biochemicus

### 16 oktober
- Eugen Brixel (61), Tsjechisch-Oostenrijkse componist

### 17 oktober
- G. Arthur Cooper (98), Amerikaans bioloog

### 18 oktober
- Julie London (74), Amerikaanse zangeres

### 19 oktober
- Gustav Kilian (92), Duits wielrenner
- Antonio Maspes (68), Italiaans wielrenner
- Karl Stein (87), Duits wiskundige
- Ida Veldhuyzen van Zanten (89), Nederlands verzetsstrijder

### 20 oktober
- Jenny Kastein (87), Nederlands zwemster

### 21 oktober
- Dirk Jan Struik (106), Nederlands-Amerikaans wiskundige en wetenschapstheoreticus

### 23 oktober
- Rodney Anoa'i (34), Samoaans-Amerikaans professioneel worstelaar
- José de Meijer (85), Nederlands politicus

### 26 oktober
- Laila Kinnunen (60), Fins zangeres

### 27 oktober
- Lída Baarová (90), Tsjechisch actrice
- Walter Berry (71), Oostenrijks zanger
- Frans Van Isacker (80), Belgisch romancier, jurist en hoogleraar
- Dwight Waldo (87), Amerikaans politicoloog

### 28 oktober
- Louis Douven (71), Nederlands burgemeester

### 29 oktober
- Billy Boyo (31), Jamaicaans reggaeartiest
- Carlos Guastavino (88), Argentijns componist

### 30 oktober
- Hugo Adriaensens (73), Belgisch politicus
- Fernando Gutiérrez Barrios (73), Mexicaans politicus
- Louis Stuyt (86), Nederlands politicus

### 31 oktober
- Philip Anderson (69), Amerikaans medicus
- Gauke Loopstra (75), Nederlands burgemeester
- Mike Turnesa (93), Amerikaans golfspeler

## November

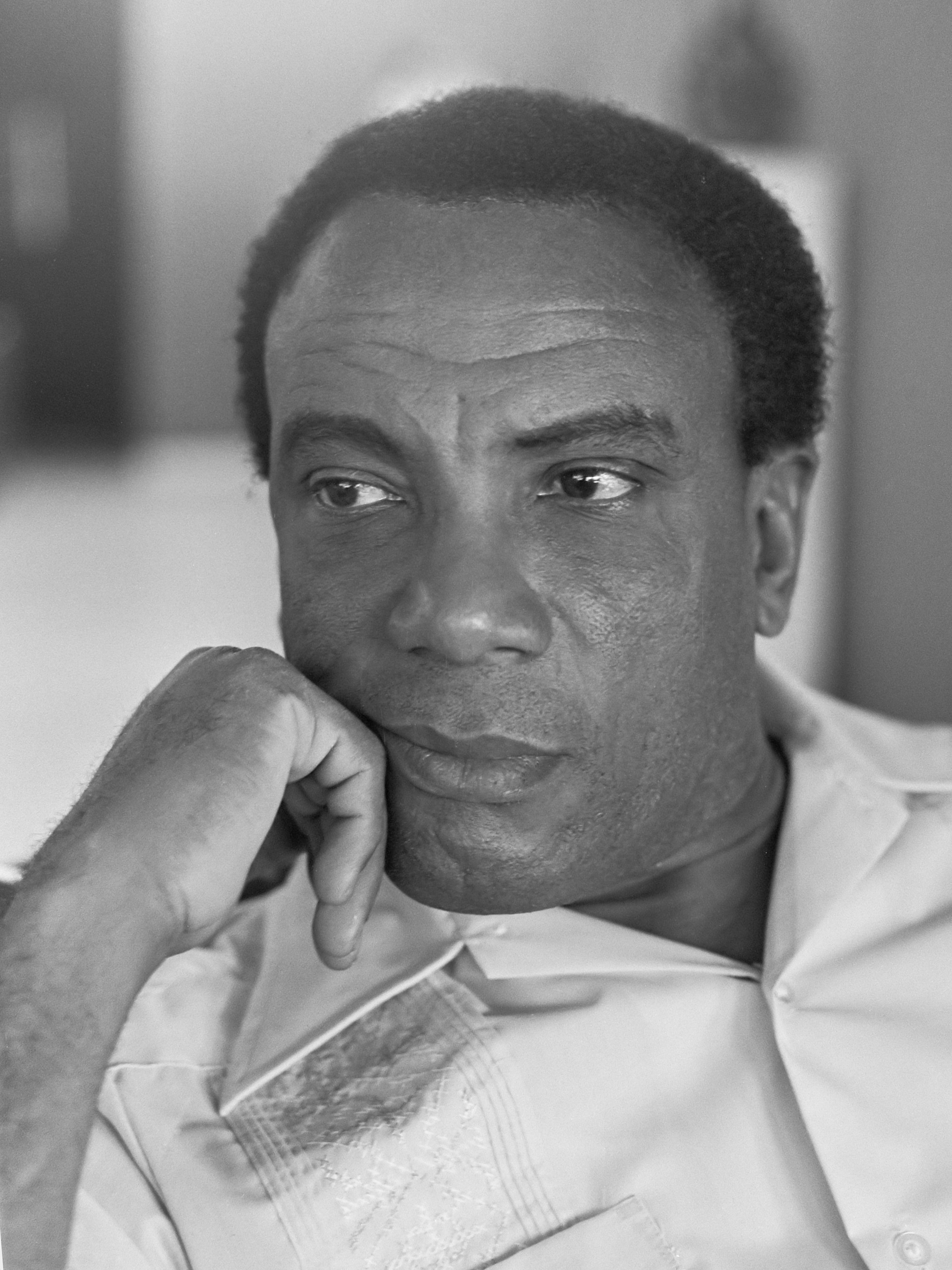
Eddy Bruma
6 november

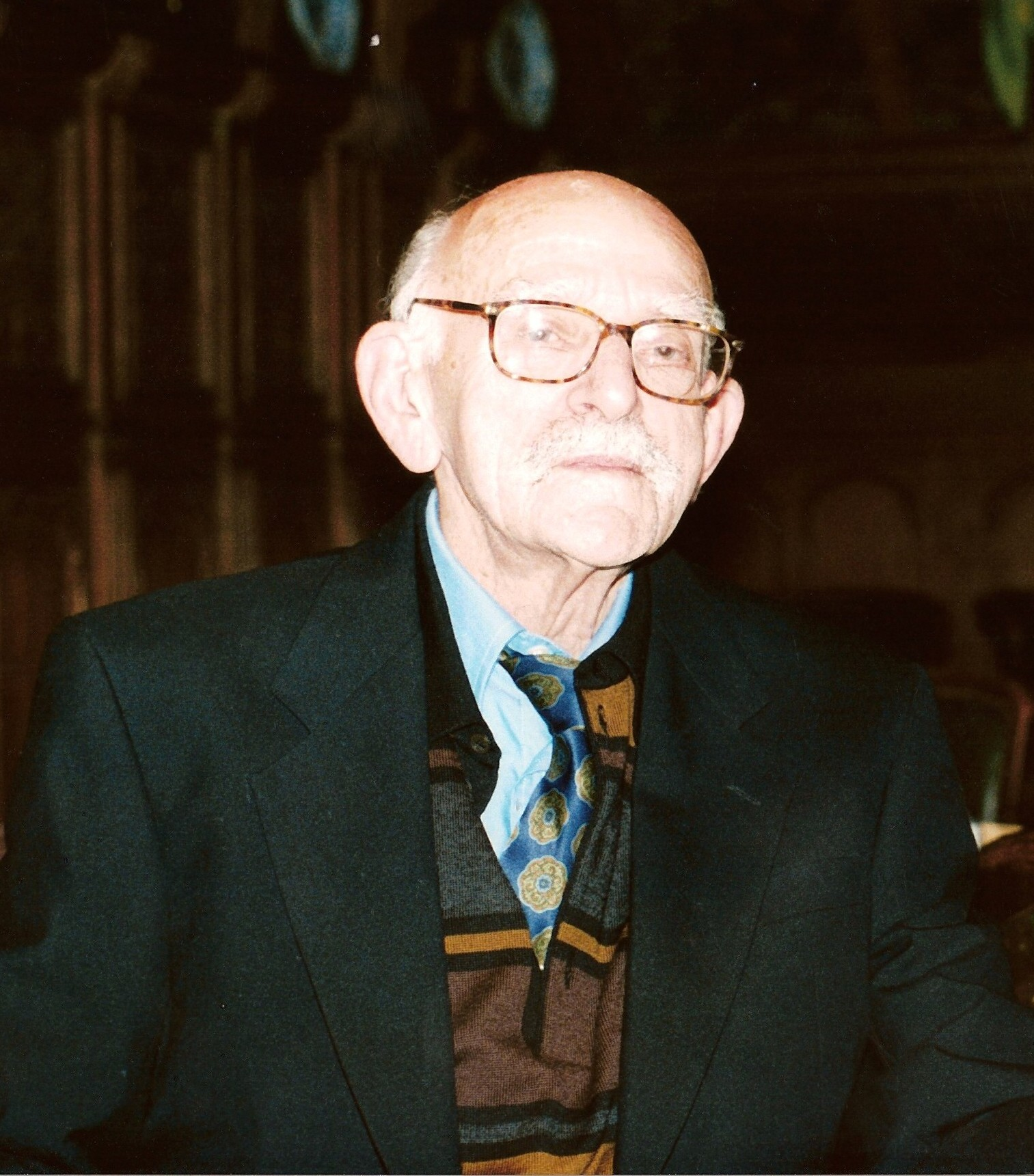
Hugo Pos
11 november

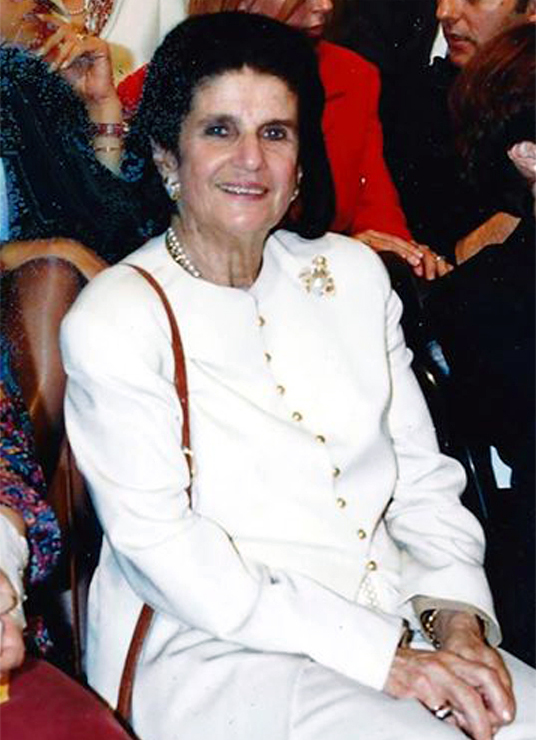
Lea Rabin
12 november

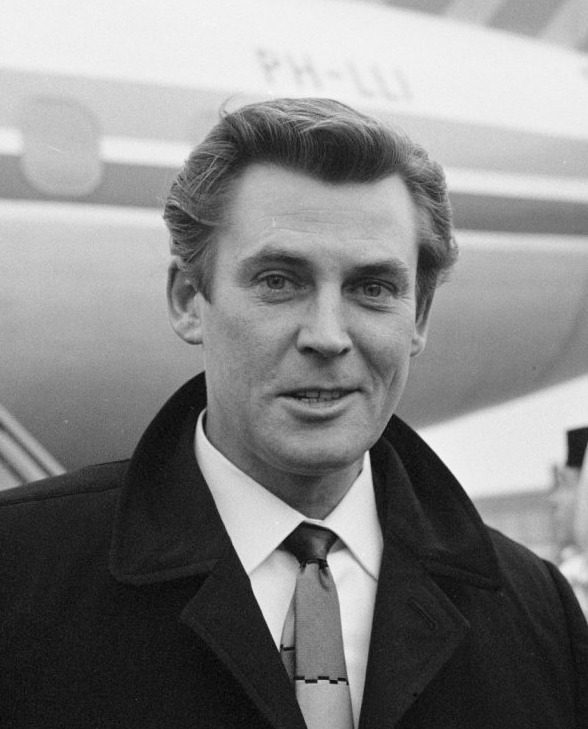
Russ Conway
16 november

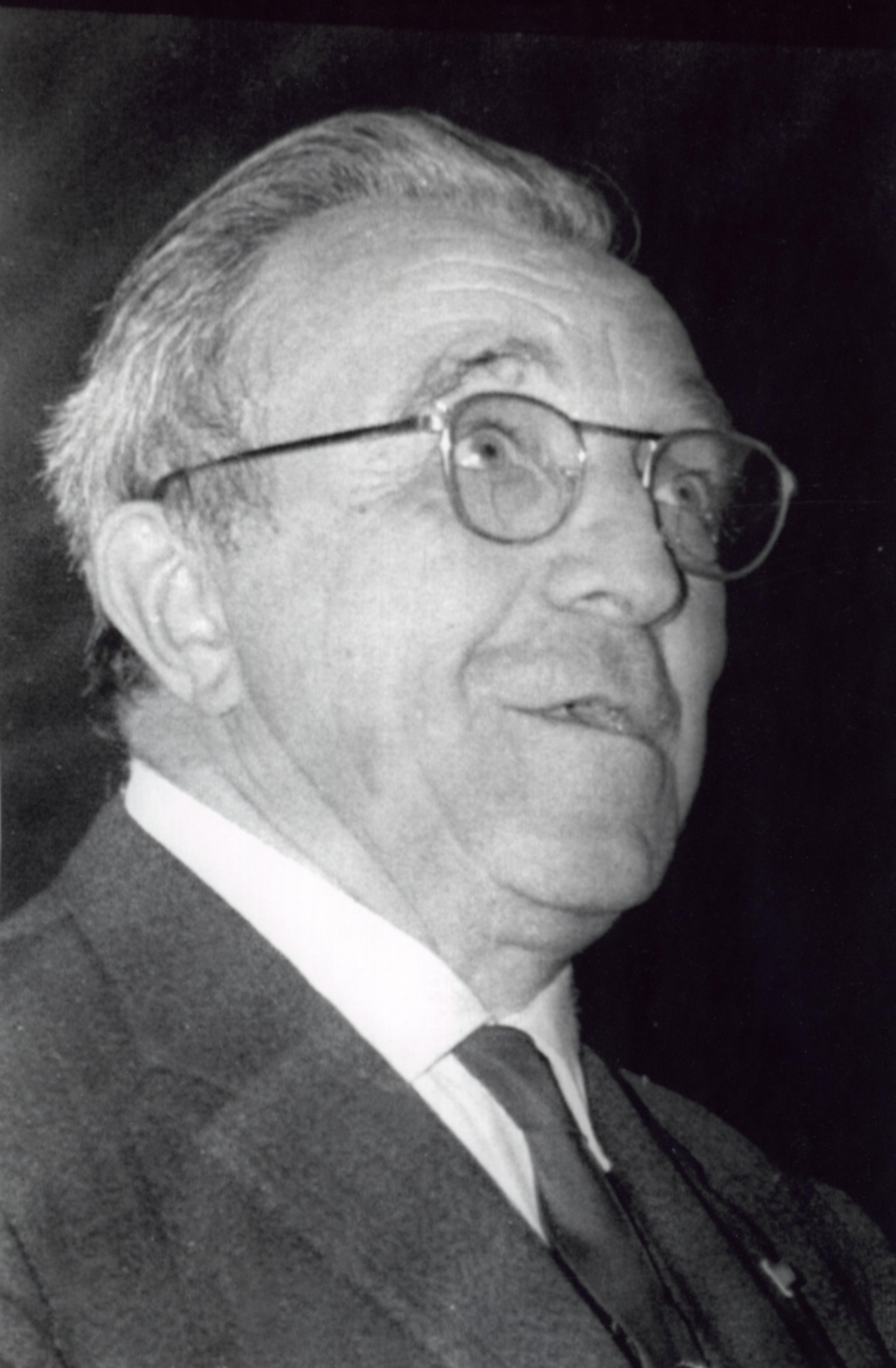
Louis Néel
17 november

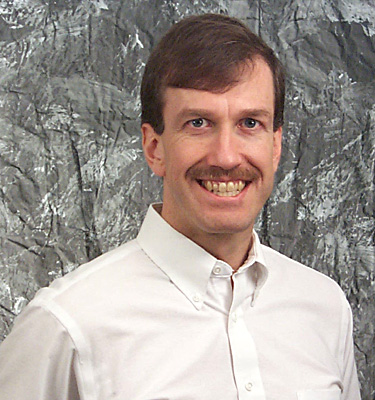
Mike Muuss
20 november

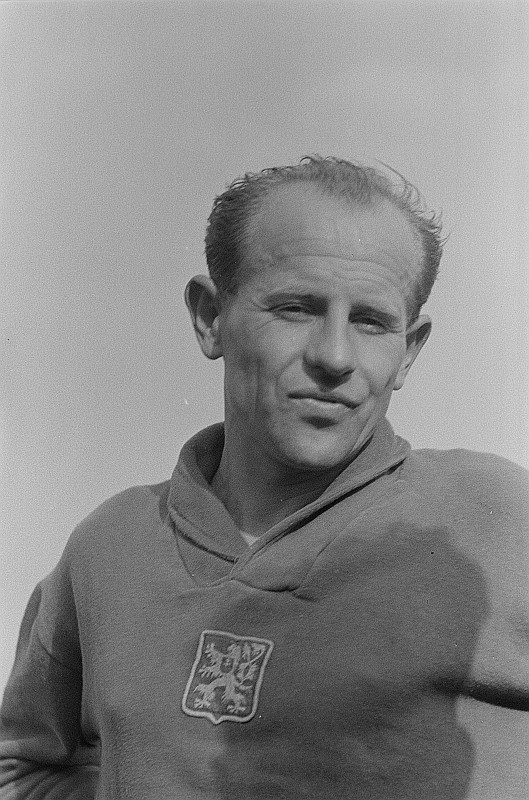
Emil Zátopek
22 november

| 1 | 2 | 3 | 4 | 5 | 6 | 7 | 8 | 9 | 10 | 11 | 12 | 13 | 14 | 15 | 16 | 17 | 18 | 19 | 20 | 21 | 22 | 23 | 24 | 25 | 26 | 27 | 28 | 29 | 30 |
| - | - | - | - | - | - | - | - | - | -- | -- | -- | -- | -- | -- | -- | -- | -- | -- | -- | -- | -- | -- | -- | -- | -- | -- | -- | -- | -- |

### 1 november
- Bernard Erhard (66), Amerikaans stemacteur
- Steven Runciman (97), Brits historicus

### 2 november
- Eva Morris (114), oudste persoon ter wereld

### 3 november
- Klaas Keuning (84), Nederlands politicus

### 4 november
- Ian Sneddon (80), Brits wiskundige en natuurkundige

### 5 november
- Mart Gevers (68), Belgisch actrice

### 6 november
- Eddy Bruma (75), Surinaams politicus en schrijver
- Lyon Sprague de Camp (92), Amerikaans schrijver

### 7 november
- Ingrid van Zweden (90), Zweeds prinses, koningin van Denemarken

### 8 november
- Dupa (55), Belgisch striptekenaar
- Anton Schrader (82), Nederlands verzetsstrijder
- Jan van der Vaart (69), Nederlands keramist

### 9 november
- Michel Demaret (60), Belgisch politicus

### 10 november
- Adamantios Androutsopoulos (81), Grieks politicus
- Jacques Chaban-Delmas (85), Frans politicus

### 11 november
- Peter Cabus (77), Belgisch componist
- Herman Friedhoff (80), Nederlands verzetsstrijder
- Hugo Pos (86), Surinaams jurist en schrijver
- Sandra Schmitt (19), Duits freestyleskiester

### 12 november
- Wim Cohen (77), Nederlands wiskundige
- Lea Rabin (72), Israëlisch vredesactivisten en presidentsvrouw

### 13 november
- Adam Andreas Marie van Rijsewijk (80), Nederlands verzetsstrijder

### 14 november
- Louis Peeters (95), Nederlands burgemeester

### 16 november
- Edgar Cairo (52), Surinaams schrijver
- Joseph Calleja (26), Amerikaans rapper
- Russ Conway (75), Brits pianist
- Ahmet Kaya (43), Koerdisch dichter en zanger

### 17 november
- Louis Néel (95), Frans natuurkundige
- Bim Sherman (50), Jamaicaans muzikant

### 18 november
- Jan van den Heuvel (65), Nederlands voetballer
- Jaap van der Leck (89), Nederlands voetbaltrainer
- Adam van der Woude (73), Nederlands Bijbelwetenschapper

### 20 november
- Peter F. Bellinger (79), Amerikaans bioloog
- George Justinus Kolff (86), Nederlands burgemeester
- Mike Muuss (42), Amerikaans programmeur

### 21 november
- Ernest Lluch (63), Spaans politicus

### 22 november
- Bert Struys (80), Belgisch toneelacteur en regisseur
- Emil Zátopek (78), Tsjecho-Slowaaks atleet

### 23 november
- Aslam Watanjer (54), Afghaans militair en politicus

### 24 november
- Jan Brugge (82), Nederlands kunstenaar
- Johan Sirag (82), Nederlands acteur
- Cara van Wersch (87), Nederlands actrice

### 27 november
- Ferry Pettersson (62), Nederlands voetballer

### 28 november
- Liane Haid (105), Oostenrijks actrice
- Ernst Hermanns (85), Duits beeldhouwer

### 29 november
- Jules Bosmans (86), Belgisch atleet

### 30 november
- Jānis Kalniņš (96), Lets-Canadees componist
- Nell Koppen (88), Nederlands actrice
- Arthur Troop (85), Brits politiefunctionaris

## December

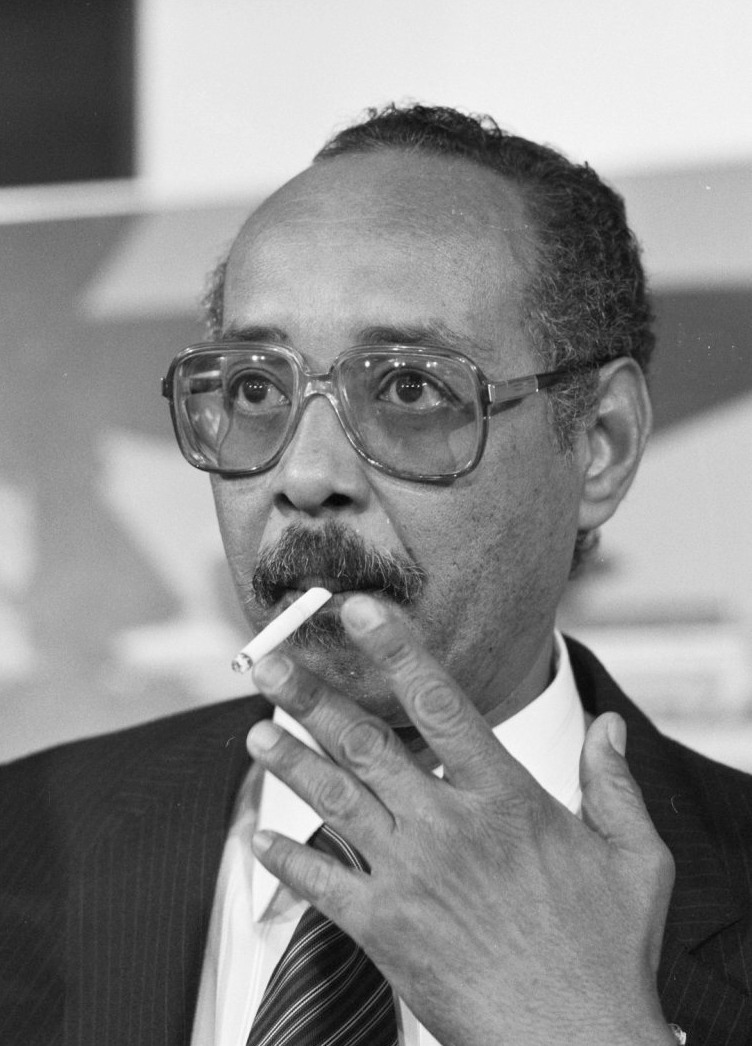
Henck Arron
4 december

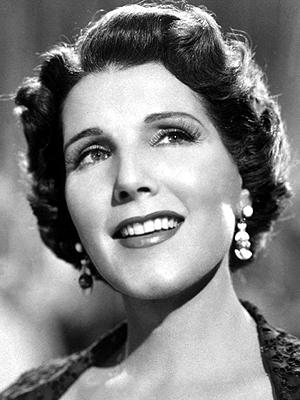
Libertad Lamarque
12 december

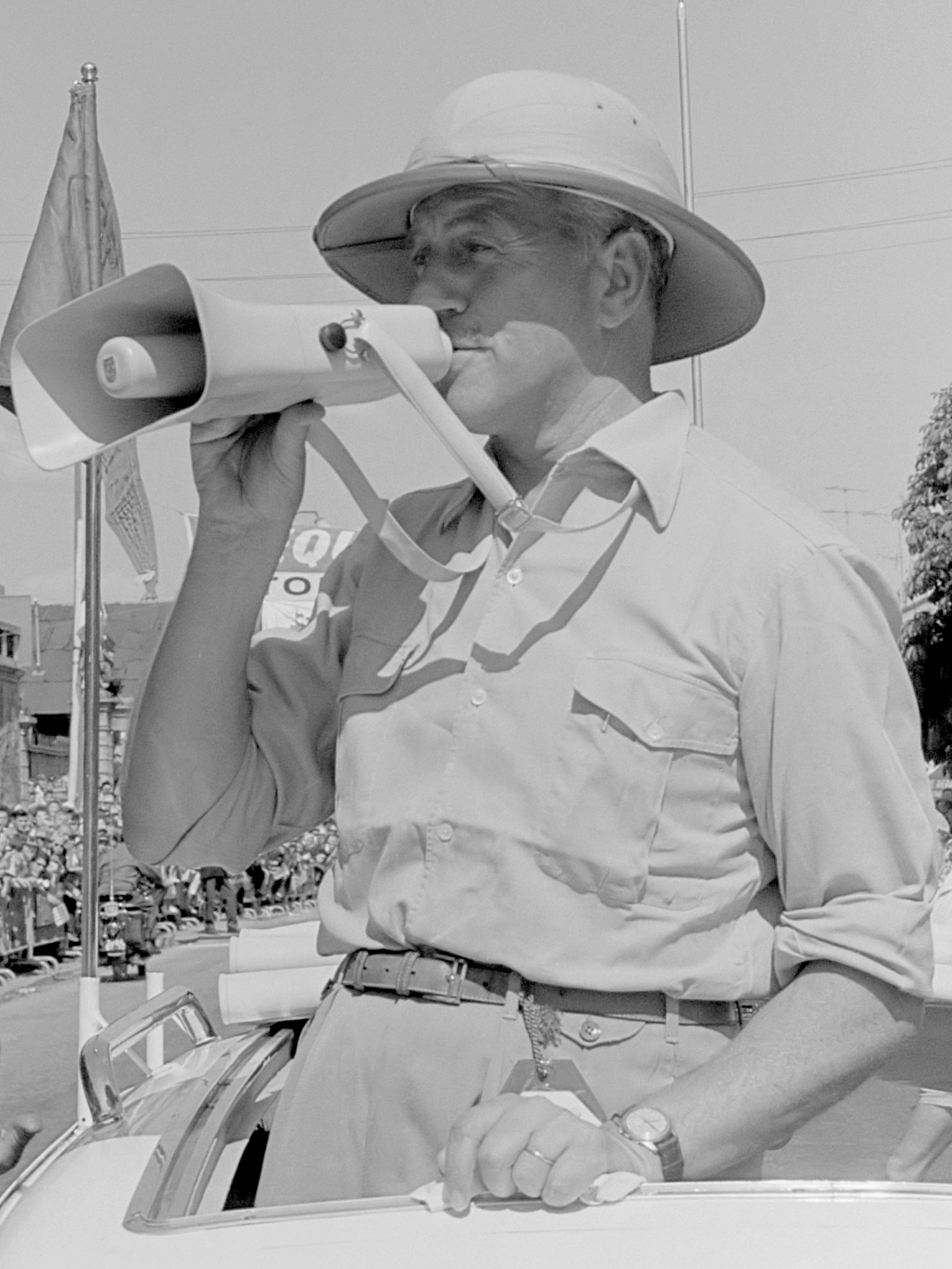
Jacques Goddet
15 december

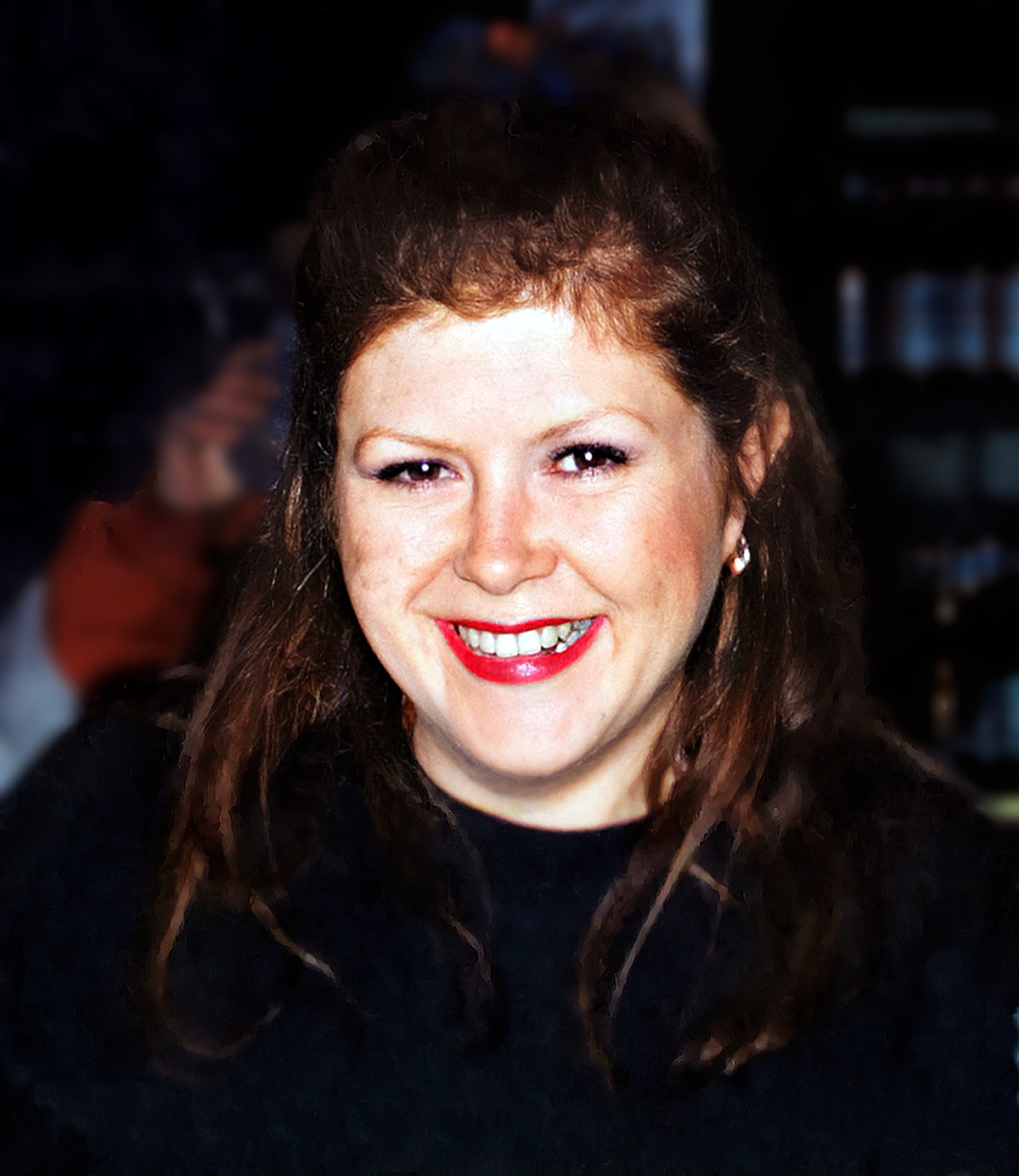
Kirsty MacColl
18 december

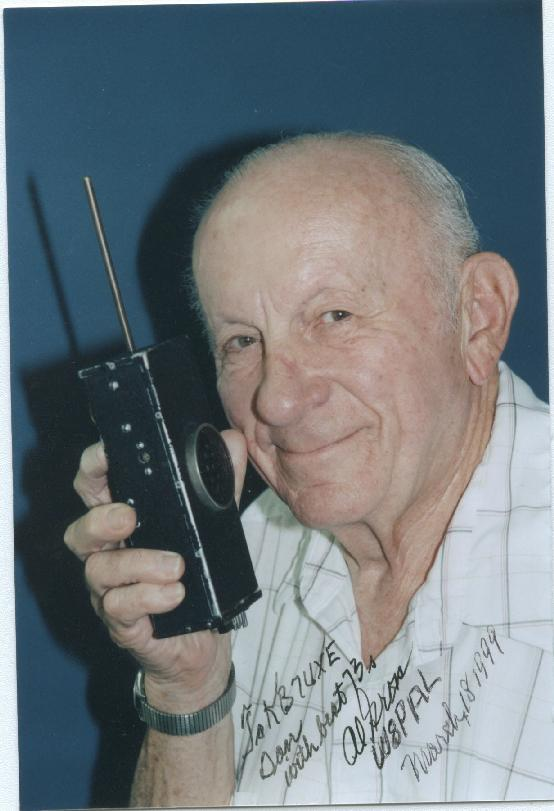
Alfred J. Gross
21 december

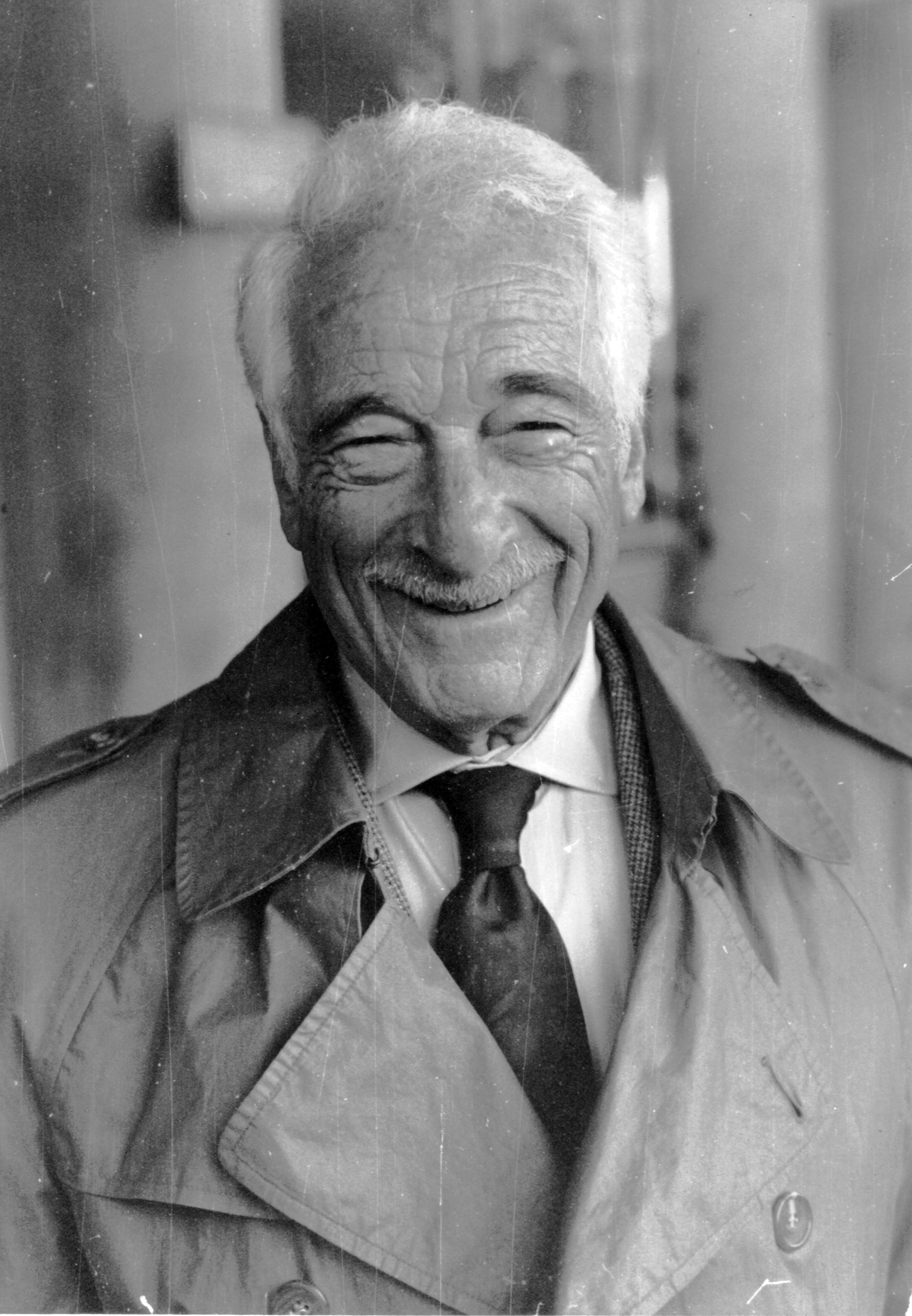
Victor Borge
23 december

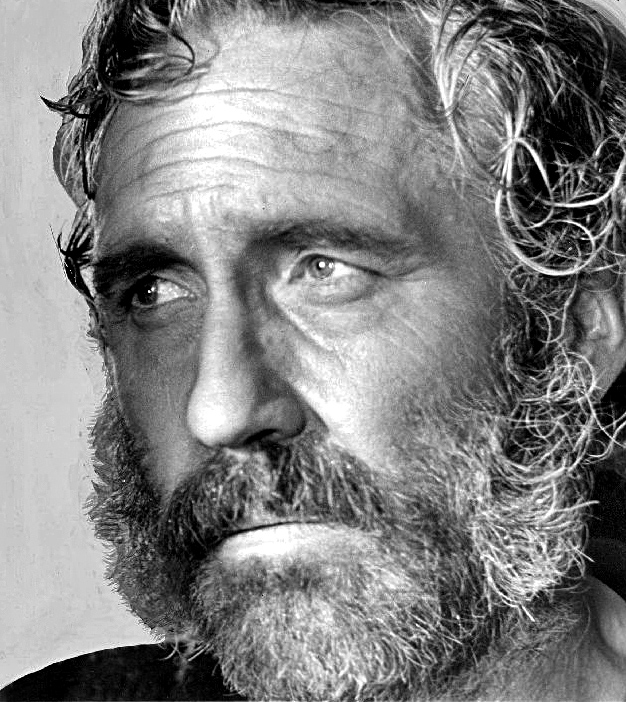
Jason Robards
26 december

| 1 | 2 | 3 | 4 | 5 | 6 | 7 | 8 | 9 | 10 | 11 | 12 | 13 | 14 | 15 | 16 | 17 | 18 | 19 | 20 | 21 | 22 | 23 | 24 | 25 | 26 | 27 | 28 | 29 | 30 | 31 |
| - | - | - | - | - | - | - | - | - | -- | -- | -- | -- | -- | -- | -- | -- | -- | -- | -- | -- | -- | -- | -- | -- | -- | -- | -- | -- | -- | -- |

### 2 december
- Frank van Lynden (82), Nederlands jurist en bestuurder

### 3 december
- Hugh Richardson (94), Brits diplomaat
- Miklós Szabó (91), Hongaars atleet

### 4 december
- Henck Arron (64), Surinaams politicus

### 5 december
- F.B. Hotz (78), Nederlands schrijver
- Jan Niënhaus (71), Nederlands bisschop
- Remi Van Vreckom (57), Belgisch wielrenner

### 6 december
- Kris Borms (64), Belgisch journalist
- Werner Klemperer (80), Duits-Amerikaans acteur
- Yvonne Verstoep-Bauer (62), Nederlands politicus

### 7 december
- Maria Francisca van Savoye (85), lid Italiaanse koningshuis

### 8 december
- Ionatana Ionatana (62), Tuvaluaans politicus

### 9 december
- John van Waterschoot (80), Belgisch hoogleraar en politicus

### 10 december
- José Águas (70), Portugees voetballer
- Maurice-Yvan Sicard (90), Frans journalist en politiek activist
- Henk Sijthoff (85), Nederlandse uitgever

### 11 december
- Johannes Virolainen (86), Fins politicus

### 12 december
- Knud W. Jensen (84), Deens ondernemer
- Rosa King (62), Amerikaans jazzzangeres
- Libertad Lamarque (92), Argentijns actrice
- George Montgomery (84), Amerikaans acteur
- Hendrik Pors jr. (72), Nederlands politicus

### 14 december
- Myroslav Ivan Ljoebatsjivsky (86), Oekraïens kardinaal
- Marie Alexandra van Sleeswijk-Holstein (73), lid Duitse adel
- Machiel Zeegers (84), Nederlands psychiater

### 15 december
- Jos Boons (57), Belgisch wielrenner
- James Brockway (84), Brits dichter
- Jacques Goddet (95), Frans journalist en sportbestuurder

### 17 december
- Harold Rhodes (89), Amerikaans piano-ontwerper

### 18 december
- Kirsty MacColl (41), Ierse zangeres en liedjesschrijfster
- Ruud de Wolff (59), Nederlands zanger en musicus

### 19 december
- Katinka van Rood (87), Nederlandse beeldhouwster en tekenaar

### 20 december
- Diodorus I van Jeruzalem (77), Grieks geestelijke

### 21 december
- Renaat Van Elslande (84), Belgisch politicus
- Alfred J. Gross (82), Amerikaans communicatiepionier en uitvinder
- Jan Sanders (81), Nederlands tekenaar en illustrator

### 22 december
- Giuseppe Colnago (77), Italiaans motorcoureur

### 23 december
- Victor Borge (91), Deens-Amerikaans komiek, pianist en dirigent
- Jos Lerinckx (80), Belgisch componist

### 24 december
- Joan Willem Röell (85), Nederlands jonkheer

### 25 december
- Truus Baumeister (93), Nederlands zwemster
- Lidija Šentjurc (89), Sloveens politicus
- Willard Van Orman Quine (92), Amerikaans filosoof

### 26 december
- Paul Kont (80), Oostenrijks componist
- Jason Robards (78), Amerikaans acteur

### 27 december
- Luis Duque Gómez (84) Colombiaans archeoloog

### 30 december
- Tom Blohm (80), Noors voetballer
- Wim Jungmann (87), Nederlands journalist

## Datum onbekend
- Lina Espina-Moore (81), Filipijns schrijfster (overleden in december)
- Olga Jordan (86), Duits schoonspringster (overleden in februari)
- Nico Schrevel (ca. 67), Nederlands politiek activist

1900 ·
1901 ·
1902 ·
1903 ·
1904 ·
1905 ·
1906 ·
1907 ·
1908 ·
1909 ·
1910 ·
1911 ·
1912 ·
1913 ·
1914 ·
1915 ·
1916 ·
1917 ·
1918 ·
1919 ·
1920 ·
1921 ·
1922 ·
1923 ·
1924 ·
1925 ·
1926 ·
1927 ·
1928 ·
1929 ·
1930 ·
1931 ·
1932 ·
1933 ·
1934 ·
1935 ·
1936 ·
1937 ·
1938 ·
1939 ·
1940 ·
1941 ·
1942 ·
1943 ·
1944 ·
1945 ·
1946 ·
1947 ·
1948 ·
1949 ·
1950 ·
1951 ·
1952 ·
1953 ·
1954 ·
1955 ·
1956 ·
1957 ·
1958 ·
1959 ·
1960 ·
1961 ·
1962 ·
1963 ·
1964 ·
1965 ·
1966 ·
1967 ·
1968 ·
1969 ·
1970 ·
1971 ·
1972 ·
1973 ·
1974 ·
1975 ·
1976 ·
1977 ·
1978 ·
1979 ·
1980 ·
1981 ·
1982 ·
1983 ·
1984 ·
1985 ·
1986 ·
1987 ·
1988 ·
1989 ·
1990 ·
1991 ·
1992 ·
1993 ·
1994 ·
1995 ·
1996 ·
1997 ·
1998 ·
1999 ·
2000 ·
2001 ·
2002 ·
2003 ·
2004 ·
2005 ·
2006 ·
2007 ·
2008 ·
2009 ·
2010 ·
2011 ·
2012 ·
2013 ·
2014 ·
2015 ·
2016 ·
2017 ·
2018 ·
2019 ·
2020 ·
2021 ·
2022 ·
2023 ·
2024 ·
2025